# Трамп, Дональд
До́нальд Джон Трамп (англ. Donald John Trump; род. 14 июня 1946, Куинс, Нью-Йорк, США) — американский государственный и политический деятель, предприниматель и миллиардер. 45-й (2017—2021) и 47-й (с 20 января 2025 года) президент США. Второй президент в истории США (после Гровера Кливленда), занимающий пост два срока с перерывом и, соответственно, получивший двойную нумерацию, и первый, кому удалось это сделать, будучи избранным кандидатом от Республиканской партии. После второй инаугурации стал самым пожилым президентом США. Владелец The Trump Organization (1971—2017).
Родился в Нью-Йорке, в богатой семье строительного подрядчика немецкого происхождения. Окончил Пенсильванский университет (бакалавр финансов) в 1968 году. До президентства Трамп был предпринимателем (в основном, в сфере недвижимости), а также шоуменом и телеведущим. С 1971 по 2017 год Трамп являлся президентом строительного конгломерата The Trump Organization и основал компанию Trump Entertainment Resorts, специализирующуюся на игорном и гостиничном бизнесе. В 1996—2015 годах был владельцем конкурса красоты «Мисс Вселенная», появлялся в роли камео в ряде кинофильмов и телесериалов. Кроме того, Трамп на протяжении четырнадцати сезонов (2004—2015) был исполнительным продюсером и ведущим реалити-шоу «Кандидат» на телеканале NBC.
На президентских выборах 2016 года Дональд Трамп одержал победу над кандидатом от Демократической партии Хиллари Клинтон, набрав 306 голосов выборщиков (56,88 %). Он стал пятым в истории президентом, который был избран, набрав меньшее число голосов избирателей, чем проигравший кандидат. За время первого срока вышел с Парижского соглашения по вопросам климата, начал торговую войну с Китаем, перезапустил отношения с КНДР и стабилизировал российско-американские отношения, а также нормализовал давний конфликт арабских стран с Израилем. Подвергся критике за ограничение прав трансгендерных людей, ограничение на въезд мигрантов, неэффективные решения во время пандемии COVID-19, подписал несколько федеральных законов (в 2017 — указ об ограничении въезда для определённых категорий лиц, Закон о противодействии противникам Америки посредством санкций, в 2018 — Закон о снижении налогов и создании рабочих мест, Закон о водной инфраструктуре Америки, Закон о поездках на Тайвань). Дважды становился «Человеком года» по версии журнала Time (2016 и 2024).
На президентских выборах 2020 года он выдвинул свою кандидатуру от Республиканской партии, но проиграл демократу Джо Байдену. Трамп неоднократно отказывался уступать и объявлял себя победителем. В результате 6 января 2021 года состоялся масштабный митинг в его поддержку в Вашингтоне, в ходе которого действующий президент США заявил: «Мы никогда не сдадимся, мы никогда не признаем поражение». После чего толпа его сторонников на непродолжительное время захватила Капитолий, что привело к гибели нескольких человек. Лишь 7 января 2021 года Дональд Трамп признал поражение. После первого президентского срока Трампа историки, политологи и специалисты по внутренней политике США располагают его среди худших президентов в истории страны, нередко на последнем месте.
В 2023 году против Трампа было возбуждено четыре уголовных дела. В 2024 году федеральные дела против него были закрыты, одно дело на уровне штатов было отложено на неопределённый срок, а по другому делу, по которому Трамп был признан виновным, он был освобождён от наказания.
На президентских выборах 2024 года Трамп вновь выдвинул свою кандидатуру от Республиканской партии и одержал победу. После инаугурации в 2025 году он подписал первый федеральный закон на втором сроке (Закон Лейкен Райли), ограничивший иммиграцию в США. В дальнейшем он неоднократно использовал имеющиеся у него ресурсы для политического преследования оппонентов и подавления свободы слова и своих критиков, что привело к широкой характеристике его второго срока как практикующего массовое насаждение авторитаризма и отката от демократии.

## Биография

### Происхождение
Дональд Джон Трамп родился 14 июня 1946 года в Нью-Йорке. Годы его рождения связывают со временем так называемого «беби-бума». На момент появления Дональда родители Фред и Мэри вместе со старшими детьми — девятилетней Мэриэнн, семилетним Фредом и четырёхлетней Элизабет — проживали на Уорхэм-стрит, в районе Джамейка.
Фред Трамп (1905—1999) являлся инвестором, увлекался строительством жилья и других объектов инфраструктуры. Мать Дональда Мэри (1912—2000) — домохозяйка, занималась волонтёрской деятельностью, помогая больнице Джамейки.
Дед и бабушка Дональда Трампа со стороны отца были немецкими иммигрантами: Фредерик Трамп (урождённый Фридрих Трумп, 1869—1918) иммигрировал в США в 1885 году, получил гражданство в 1892 году; его супруга — Элизабет Крист (1880—1966). Поженились в Кальштадте, Рейнланд-Пфальц, в 1902 году.

### Детские и юношеские годы
В детстве Трамп вместе с другими тремя детьми бывал частым гостем в доме Бернис Эйбл Макинтош и её дочери Хизер, проживавших неподалёку. Семьи связывала дружба их предков, а именно Элизабет Крист и матери Бернис. В книге «Три поколения Трампов: как строилась главная семейная империя США» Гвенда Блэр приводит слова Макинтош об этом периоде её жизни: «Практически каждое утро в моём доме за завтраком было два‑три ребёнка Трампов. Для них я оставляла три банки печенья, которые были всегда открыты, как и в целом холодильник. У Трампов не было такого [свободы] в их доме, поэтому они приходили ко мне». По её воспоминаниям, особой страстью Дональда были игрушечные машинки. Когда Трампу исполнилось три года, он пошёл в детский сад «Carousel», воспитание в котором было ориентировано на индивидуальное развитие и практическое обучение, начиная от садоводства и игр на свежем воздухе и заканчивая «строительством» зданий из кубиков.
В возрасте пяти лет Трамп стал учащимся школы Кью-Форест в Форест-Хилс, Куинс. Там же подружился с Питером Брантом, сыном другого влиятельного бизнесмена. Оба преуспевали вне школы, успешно участвуя в спортивных состязаниях в разных игровых дисциплинах. Являлись фанатами бейсбольной команды «Бруклин Доджерс». В период летних каникул семья Трампов ездила во Флориду, останавливаясь в гостинице «Fontainebleau». В школьные годы Трамп прослыл проказливым ребёнком. Вместе с Питером ему не раз приходилось оставаться после уроков.
В 13 лет родители отправили Дональда в Нью-Йоркскую военную академию в надежде направить его энергию и самоуверенность в позитивное русло. Это сработало: Трамп учился в академии в северной части штата Нью-Йорк, он получал награды академии, играл в командах по футболу в 1962 и 1963 годах, а также в бейсбольной команде в 1962—1964 годах (был капитаном команды в 1964 году). Помимо этого, Дональд получал высокие оценки по геометрии, привлекал внимание девушек, за что получил прозвище «дамский угодник». Тем не менее у него не было близких друзей. Ближе всех к кадету был тренер по бейсболу Тед Добиас, известный благодаря кропотливой работе с детьми. Летом Трамп проводил время с отцом, посещая строительные площадки и знакомясь с аспектами его бизнеса.

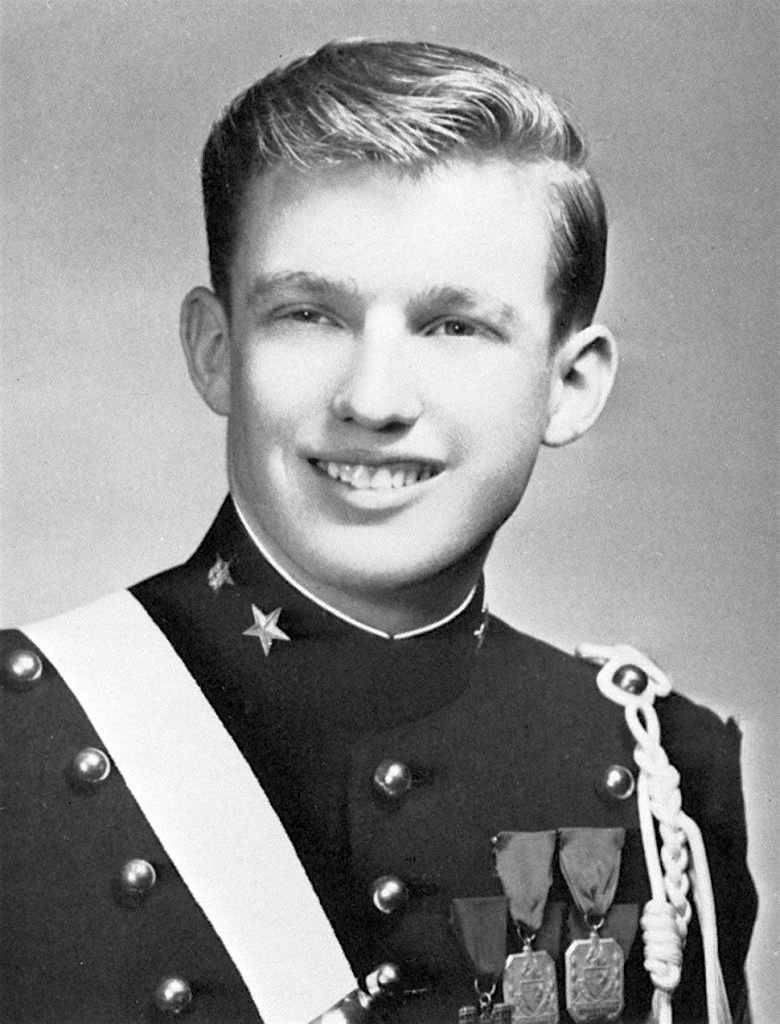
Кадет Нью-Йоркской военной академии Дональд Трамп в 1964 году

В 1964 году повышенный в звании до курсантного капитана S4 (курсантный батальонный старшина) в свой четвёртый год обучения Трамп и первый сержант Джефф Дональдсон (1965) (курсант военного училища в Уэст-Пойнте, 1969) организовали компанию курсантов, обучив их передовой строевой подготовке сомкнутым строем, и провели марш по Пятой авеню в День перемирия.
В течение следующих двух лет Трамп посещал занятия по бизнес-администрированию в Фордемском университете и ездил на работу в дом своих родителей на Мидленд-Паркуэй. На первом курсе присоединился к команде по сквошу и вскоре получил место в основной команде. К концу второго курса решил уделить больше внимания изучению предпринимательства. Осенью 1966 года Дональд поступил в Уортонскую школу бизнеса, окончил её в 1968 году со степенью бакалавра наук по экономике и специализацией в области финансов.
В своей книге «Искусство заключать сделки» Трамп рассказывает о студенческой карьере:
После окончания Нью-Йоркской военной академии в 1964 году я думал о поступлении в киношколу… но в итоге решил, что недвижимость — это более прибыльный бизнес. Я начал учиться в Фордэмском университете… но по прошествии двух лет решил, что учёба в колледже для меня — то же, как если бы я и не учился вовсе. Поэтому я подал заявление в Уортонскую школу бизнеса Пенсильванского университета и поступил… Я так радовался, когда её окончил. Я сразу же поехал домой и начал работать у отца.

### Карьера
Трамп начал свою карьеру в компании отца и сперва сконцентрировался на области, которую предпочитал его отец, — сдаче в аренду домов представителям среднего класса в Бруклине, Куинсе и Статен-Айленде. Одним из первых проектов Дональда (он ещё учился в колледже) была модернизация заложенного без права выкупа 1200-квартирного комплекса в Цинциннати, штат Огайо, «Свифтон-Виллидж»: не сданными в аренду числились 66 % квартир, а Трамп решил благодаря своему проекту реализовать 100 % в течение года. В итоге «The Trump Organization» продала комплекс за 12 млн долларов и получила 6 млн чистой прибыли.
В 1971 году Трамп переехал на Манхэттен, поселившись в квартире-студии на 17-м этаже двадцатиодноэтажного здания. Первым шагом Дональда на пути ко всеобщей известности стало его вступление в Le Club (ресторан на 58-й Восточной улице), основанный в 1960 году Игорем Кассини. Там он познакомился с влиятельными деятелями в сфере недвижимости и банковского дела, в том числе с адвокатом Роем Коном.
29 июля 1974 года «The Trump Organization» получила опцион на покупку двух участков (44 и 75 акров) в Вест-Сайде за 62 млн долларов у Penn Central. Было запланировано строительство жилого комплекса, а также изменение зонирования и выделение государственных субсидий. Из-за возникших сложностей, связанных с реализацией проекта, в 1979 году Трамп позволил опциону истечь и сосредоточился на других проектах. 4 мая 1975 года Дональд объявил, что займётся реконструкцией отеля «Коммодор», также принадлежавшего Penn Central. В то время отель находился в обветшалом состоянии, заполняемость опустилась на уровень ниже 50 процентов. Трамп приобрёл отель за 10 млн долларов. В 1975 году был найден гостиничный оператор, им стала компания «Hyatt», до этого не имевшая объектов в Нью-Йорке. Реконструкция обошлась в 130 млн долларов, в два раза превысив сумму кредитных средств. Трамп получил налоговую льготу на сорок лет. Открытие отеля «Гранд-Хайатт» состоялось в сентябре 1980 года.
В середине 1970-х годов компания «The Trump Organization» состояла из 60 отдельных подразделений и владела многоквартирными домами в Вашингтоне, Мэриленде, Виргинии, а также земельными участками в Калифорнии и Лас-Вегасе. В ней работало около 1000 человек. К концу десятилетия сам Трамп владел тремя резиденциями — в Аспене, штат Колорадо, куда он ездил зимой; в Уэйнскотте, Лонг-Айленд, где он проводил досуг в летнее время; и на Манхэттене. Последняя представляла собой восьмикомнатную квартиру, в которой проживали Дональд Трамп-младший, няня и чёрный пудель по кличке Тлапка, что в переводе с чешского означает «лапка» (первая жена Трампа была родом из Чехословакии).
В 1980 году Трамп выкупил участок земли в Атлантик-Сити для строительства нового отеля-казино. 16 октября 1981 года Дональдом и его братом Робертом была получена специальная лицензия, удостоверяющая их право на возведение объекта игорного бизнеса. Бюджет составлял порядка 218 млн долларов. Строительство планировалось завершить в 1984 году, однако уже 14 мая 1982 года состоялось открытие заведения, на котором присутствовали такие известные личности, как губернатор Нью-Джерси Томас Кин и президент «Harrah’s» Ричард Гоглейн.
В конце 1970-х годов американский архитектор Дер Скатт разработал проект «Башни Трампа». Объект был возведён на месте бывшего магазина «Bonwit Teller», снесённого в декабре 1979 года. Помимо этого, были приобретены права на воздух у близлежащего магазина «Tiffany» за 5 млн долларов. На возведение здания, завершившееся в апреле 1983 года, было потрачено 190—200 млн долларов. Семья Трампов переехала в один из трёхэтажных пентхаусов, расположенных на верхних этажах, к концу того же года.
В 1981 году Дональд купил два здания в Сентрал-Парк-Саут. К январю 1985 года цена жилья подскочила до 124 тыс. долларов за квартиру, подорожав практически вдвое. В том же году Трамп принял решение о реновации зданий. Стоимость работ составила 250 млн долларов. Маленькие окна были заменены на панорамные, обновлена проводка, установлены скоростные лифты. Работы были выполнены к 1988 году. Однако продажа квартир началась ещё в ноябре 1986 года, когда за первые восемь месяцев было выкуплено 80 процентов жилой площади. В то же время, 27 апреля 1985 года Трамп приобрёл одну из гостиниц Атлантик-Сити, принадлежащую компании «Hilton», за 320 млн долларов. Комплекс получил название «Замок Трампа». Для покрытия затрат на покупку были выпущены специальные облигации, благодаря которым «The Trump Organization» смогла обслуживать свой долг перед «Manufacturers Hanover» в размере 40 млн долларов. 16 июня состоялась церемония открытия комплекса. В первый же день работы доходы составили 728 тыс. долларов, а за чуть менее шести месяцев данный показатель достиг 131 млн.
Осенью 1983 года Трамп стал владельцем команды по американскому футболу «Нью-Джерси Дженералз». В книге «Искусство заключать сделки» он пишет об этом так: «Я рассматривал покупку как рискованный шаг, развлечение, которое я мог себе позволить.» В феврале 1986 года для повышения конкуренции в чемпионате было принято решение об объединении команды с «Хьюстон-Гэмблерс». Попытки спасти Футбольную лигу США оказались тщетными: сезон был приостановлен, а многие игроки перешли в команды НФЛ.

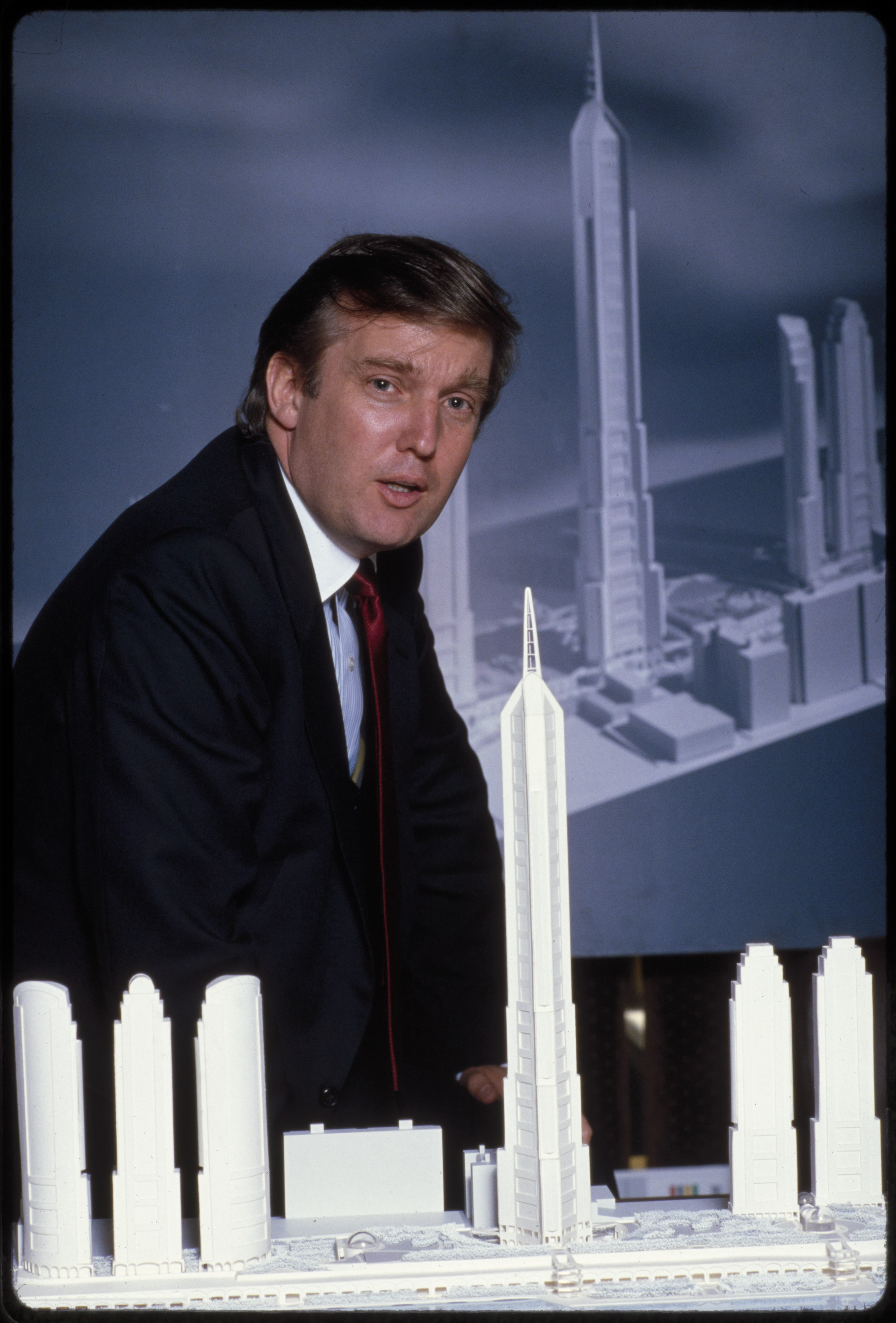
Дональд Трамп (1985)

В 1985 году Трамп приобрёл поместье «Мар-а-Лаго», в котором было 118 комнат, в том числе 58 спален, 33 ванные комнаты, 27 помещений для прислуги, кинотеатр и столовая, вместимостью до 50 гостей. За недвижимость в испано-средиземноморском стиле Трамп отдал 5 млн долларов, а также понёс дополнительные траты, связанные с обстановкой помещений. На территории поместья был теннисный корт, впоследствии здесь также появился бассейн и поле для гольфа с девятью лунками. Дом стал зимним пристанищем для семьи, а также особым местом для приёма друзей и деловых партнёров.
Трамп также имел отношение к строительству конференц-центра Джейкоба Джевитса, так как земля, на которой он строился, принадлежала ему. Строительство «столкнуло» Трампа с властями Нью-Йорка: он оценивал этот проект в $110 млн, в то время как подсчёты города выводили цифру от $750 млн до $1 млрд. Дональд предложил учитывать стоимость проекта в рамках той суммы, которая получилась у него, но этот вариант не был принят.
Похожая ситуация возникла при попытке города реконструировать каток Уоллмен-Ринк в Центральном парке. Проект обновления был запущен в 1980 году и рассчитан на 2,5 года. Однако, потратив на него 12-13 млн долларов, городским властям так и не удалось возобновить его функционирование. В 1986 году Трамп предложил свою помощь, но получил отказ. Впоследствии журналисты стали на сторону Дональда и под давлением общественности городская администрация доверила ему проведение работ. Он управился за шесть месяцев, сэкономив при этом 750 тысяч из заложенных в бюджете 3 млн. 23 ноября 1986 года состоялась церемония открытия, на которую были приглашены лучшие фигуристы — Пегги Флеминг, Дороти Хэмилл, Скотт Хэмилтон и многие другие. Прибыль за первый сезон превысила 500 тыс. долларов, более чем в три раза превзойдя аналогичный показатель 1970-х годов.
В 1986 году журнал Forbes оценил состояние Трампа в 700 млн долларов. Однако из-за расхождения норм бухгалтерского учёта в сфере недвижимости, даже сами редакторы не были уверены в достоверности приведённых данных.

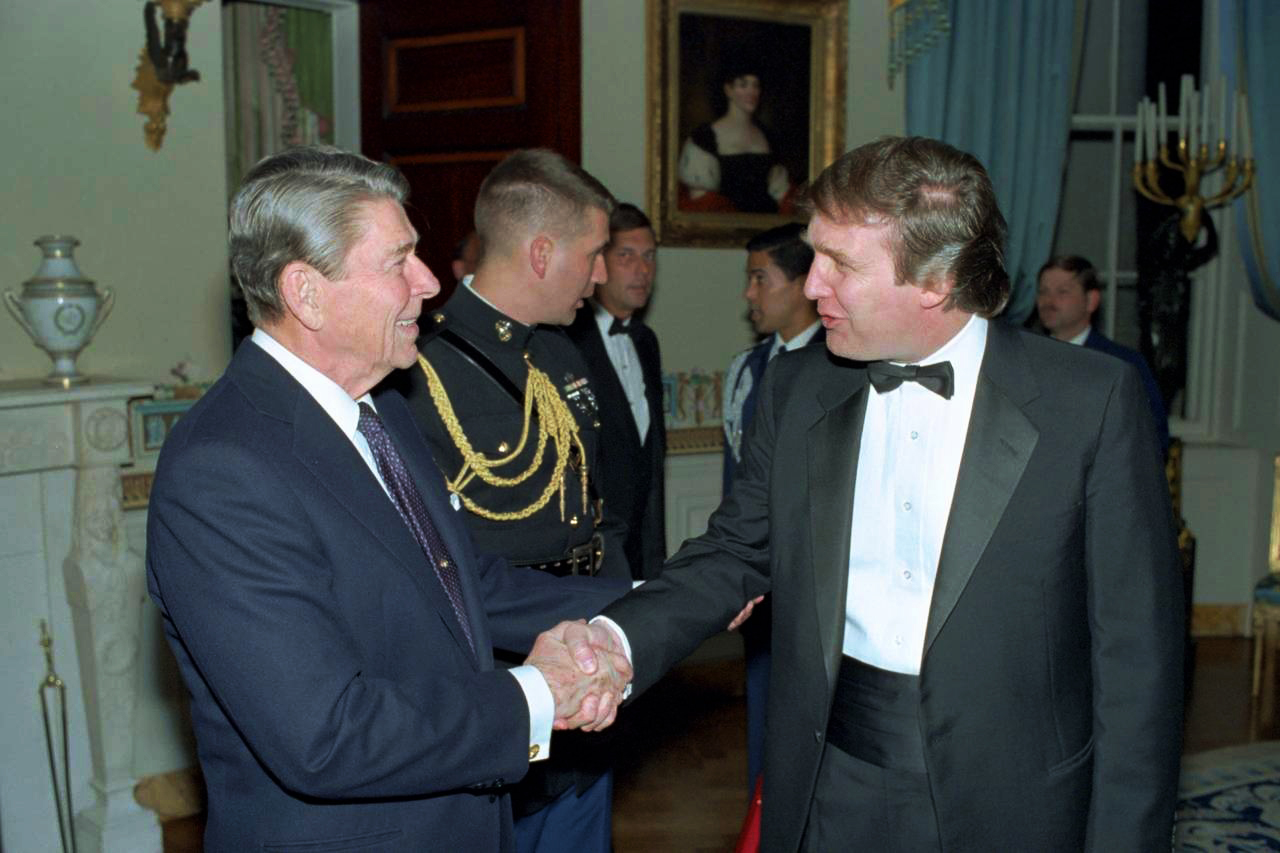
Дональд Трамп с Рональдом Рейганом в 1987 году

В марте 1987 года Трамп договорился о покупке контрольного пакета акций «Resorts International» за 96,2 млн долларов. В итоге он получил 600 млн долгов по «мусорным» облигациям и два игорных заведения: устаревшее и к тому времени убыточное казино и недостроенный «Тадж-Махал». В марте 1988 года Дональд купил отель «Плаза» за 407,5 млн долларов. При этом 125 млн являлись заёмными средствами, предоставленными под личные гарантии Трампа.
В период 1986—1990 годов Дональд заработал 375,2 миллиона долларов, в основном от сделок с недвижимостью. Зарегистрированный денежный поток составлял в среднем 1,6 миллиона долларов в неделю. Это $230 000 долларов в день, почти $10 000 в час, $160 в минуту или $2,66 в секунду.

### Финансовые проблемы (1989—1997)
К 1989 году из-за финансового кризиса Трамп не смог погашать взятые займы. В строительство «Тадж-Махала» он вложил 1,1 млрд долларов — в основном высокопроцентными «мусорными» облигациями. Для выплаты процентов по кредиту ($75 млн), взятому Дональдом под личные гарантии, ежегодный доход казино должен был составлять 1,3 млн долларов. Такой объём доходов не получало ни одно игорное заведение Атлантик-Сити. В 1989 году состояние Трампа оценивалось в 1,3—1,7 млрд долларов, однако уже в следующем году оно сократилось втрое, достигнув отметки в $500 млн. Несмотря на то, что Дональд укрепил позиции своего бизнеса дополнительными займами и отсроченными платежами по процентам, в 1990 году увеличивающиеся долги не только послужили причиной банкротства бизнеса, но и поставили его на грань личного банкротства. Структура долгов была следующей: $2 млрд. — банковским учреждениям, $800 млн — под личную гарантию и $1 млрд. — по «мусорным» облигациям. 26 июня 1990 года банки согласились на реализацию пятилетнего плана, согласно которому Трампу был предоставлен кредит в размере 65 млн долларов и возможность отказаться от выплаты процентов размером в $2 млрд на срок до пяти лет. В обмен на уступки Дональд обязался назначить нового финансового директора «The Trump Organization», задачей которого стало сокращение расходов, а также продажа активов, в том числе яхты, самолёта и вертолёта.
5 октября 1991 года Трамп передал 50 % своей доли в «Трамп-Тадж-Махал» держателям облигаций в обмен на сниженную процентную ставку и увеличение времени для выплат. Помимо этого, им было предоставлено три из семи мест в совете директоров. Трамп предлагал включить в соглашение условие по возврату 30 % акций «Тадж-Махал», если в ближайшие месяцы он погасит проценты по облигациям по ставке 14 процентов, однако в этом ему было отказано.
2 ноября 1992 года руководство отеля «Трамп-Плаза», Атлантик-Сити вынудило Трампа подать план защиты «подготовленного банкротства» согласно главе 11 Кодекса о банкротстве США после того, как он не смог осуществить выплаты по долгу. Трамп согласился уступить 49 % своей доли в пятизвёздочном отеле Citibank и пяти другим кредиторам. В свою очередь, Трамп получил более выгодные условия для выплат по займам, взятым у кредиторов, на более чем 550 млн долларов и сохранил должность исполнительного директора. Спустя три года он продал большую часть оставшегося капитала CDL Hotels саудовскому принцу Валиду бин Талалу, сохранив за собой миноритарную долю.
К 1993 году Трамп ликвидировал большую часть своего личного долга в 900 млн долларов и значительно уменьшил долговые обязательства в бизнесе — около 3,5 млрд долларов. Наряду с тем, что он был вынужден отказаться от авиакомпании «Trump Shuttle» (которую купил в 1989 году), ему удалось сохранить «Трамп-тауэр» и остаться управляющим в трёх казино Атлантик-Сити. Банк Chase Manhattan, предоставивший Трампу кредит на покупку земли в Вест-Сайде (самой крупной доли на Манхэттене), был вынужден продать эту часть азиатским застройщикам. Новые владельцы использовали имя Дональда на зданиях и стройплощадках, и это позволило им увеличить цену на кондоминиумы.
В 1995 году Трамп был избран в Gaming Hall of Fame. 12 июня Дональд объединил свои казино в открытую акционерную компанию «Trump Hotels & Casino Resorts». В середине 1996 года стоимость акций компании на Уолл-стрит превысила 35 долларов за штуку, однако уже в начале 1997 года она упала ниже 10 долларов. Это было связано с тем, что компания приобрела «Замок Трампа» за 130 млн долларов (при этом объект уже имел задолженность в размере 355 млн долларов), данное решение вызвало массовую продажу облигаций на рынке. Поскольку THCR оставалась нерентабельной, ей едва удавалось выплачивать проценты по долгу в почти 3 млрд долларов. При столь тяжёлом финансовом положении у Трампа не было возможности перестраивать входящие в группу объекты, чтобы они не отставали от своих «глянцевых» конкурентов.
В течение шести лет Трампу не удавалось попасть в число 400 самых богатых людей США по версии журнала Forbes. В 1996 году он занял 373-ю позицию (состояние оценивалось в 450 млн долларов). В 1997 году Дональд вернулся в «клуб миллиардеров» — 1,4 млрд долларов — и почти попал в топ-100. Спустя два года он заявил, что оценка Forbes в 1,6 млрд долларов является заниженной практически на 3 млрд. В редакции издания отвечали: «Мы любим Дональда. Он отвечает на наши звонки. Обычно он платит за обед и даже оценивает свой собственный капитал (4,5 млрд долларов). Но как бы мы ни старались, мы просто не можем этого доказать.»

### Возрождение

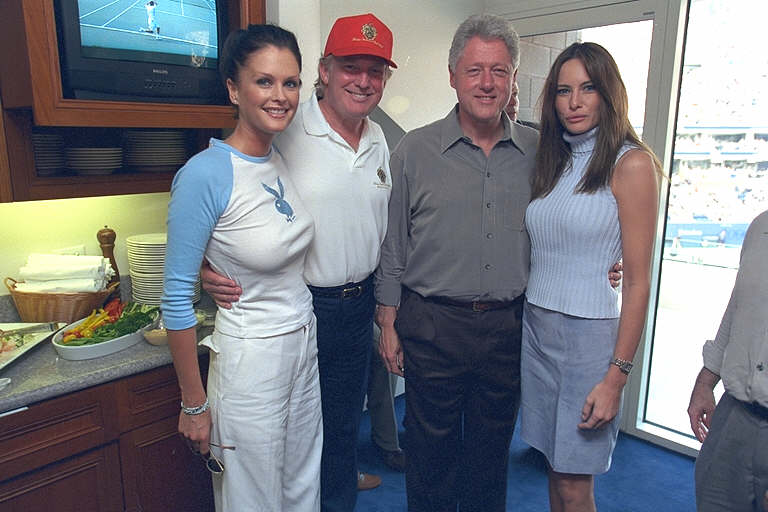
Карен Макдугал, Дональд Трамп, Билл Клинтон и Меланья Кнаусс, будущая Трамп, в 2000 году

8 октября 1999 года Дональд объявил о выходе из Республиканской партии. В рамках президентских выборов 2000 года Трамп принял участие в праймериз от Партии реформ. Победил на первичных выборах в штатах Мичиган и Калифорния. На пост вице-президента выдвинул Опру Уинфри. В состав кабинета также планировал включить Колина Пауэлла и Джона Маккейна. В январе 2000 года Трамп выпустил книгу «Америка, которую мы заслуживаем», продажи которой впоследствии увеличились благодаря его выступлениям в телевизионных ток-шоу, таких как Шоу Ларри Кинга (CNN), The Early Show (CBS) и The Tonight Show (NBC). В середине февраля он вышел из предвыборной гонки.
Несмотря на финансовые трудности, связанными с терактами 11 сентября, в конце ноября 2001 года Трамп выкупил отель «Delmonico» за 115 млн долларов, который впоследствии был переоборудован в кондоминиум. В течение следующих нескольких лет, наряду со строительством зданий, Трамп занимался гольф-клубами. Его первый объект — «Trump International Golf Club» — открылся в 2001 году во Флориде. На создание поля с восемнадцатью лунками было израсходовано порядка 40 млн долларов. В 2002 году гольф‑клуб был признан лучшим в штате. Впоследствии Трамп стал владельцем «Trump National Golf Club Westchester» и «Trump National Golf Club Los Angeles».
В январе 2003 года комиссия по контролю за казино позволила Трампу приступить к рефинансированию его долговых обязательств в размере 475 млн долларов, которые находились на балансе игорных заведений Атлантик-Сити. Для этого Дональд разработал план по выпуску облигаций на сумму в 500 млн долларов, полученные деньги с которых он планировал направить на погашение уже существующей задолженности. В феврале 2004 года компания «Credit Suisse First Boston» инвестировала в «Trump Hotels» порядка 300—400 млн долларов, став мажоритарным акционером. Трамп, располагавший 47-ю процентами акций, остался в должности председателя. Планировалось, что 1,3 млрд долларов долгов компании (из 1,8 млрд долларов) будут погашены Credit Suisse в течение двух лет. В конце концов, 21 ноября 2004 года «Trump Hotels & Casino Resorts» сообщила о реструктуризации долга. План обязывал Трампа уменьшить свою долю с 47 % до 27 % и отдать облигационерам акции в обмен на отказ от части долга. С того времени «Trump Hotels» вынуждена была искать защиту от добровольного банкротства, чтобы остаться «на плаву». После того как компания обратилась к главе 11 Кодекса США о банкротстве в ноябре 2004 года, Трамп отказался от должности генерального директора, но остался председателем совета директоров. В мае 2005 года компания снова начала работать, но уже под названием «Trump Entertainment Resorts Holdings».

#### Международные проекты
В конце 1999 года девелоперы начали строительство Trump World в Южной Корее, а уже в следующем году Трамп продвигал проект Trump Tower в Берлине (не реализован) стоимостью почти 900 млн долларов, который он называл «мостом между Нью‑Йорком и Берлином». В 2003 году городской совет Торонто одобрил строительство семидесятиэтажного здания Международной гостиницы и башни Трампа, которое должно было стать самым высоким зданием города. Позднее в том же году Трамп обнародовал планы строительства вилл на Гренадинах. В первом десятилетии XXI века было объявлено о возведении объектов под торговой маркой TRUMP в Дубае, Израиле, Панаме, Шотландии, Мексике, Доминиканской Республике и Турции.
В 2007 году была создана компания Trump Hotel Collection, ориентированная на 5 % самых богатых путешественников по всему миру. В то время трое старших детей Трампа получили высокие должности в «The Trump Organization». Компания увеличила своё присутствие в крупных американских городах от Форт-Лодердейла до Вайкики и резко ускорила свою глобальную «экспансию».

#### Финансовый кризис (2008)
Рецессия, начавшаяся в 2008 году, вынудила девелоперов отменить большую часть проектов. Многие из них потеряли свои состояния и обанкротились. Финансовый кризис 2008 года застал Трампа в то время, когда продажи в здании Международный отель и башня Трампа — Чикаго остановились, и поэтому он не смог погасить ссуду в $40 млн банку Deutsche Bank в декабре. Дональд подал исковое заявление в суд о своей пострадавшей репутации, где указал, что кризис — это форс-мажор, о чём упоминается в соответствующем пункте подписанного им договора. Представители Deutsche Bank, в свою очередь, заявили на суде, что «Трамп знает о просроченном долге» и что ранее он дважды объявлял о банкротстве своих казино.
17 февраля 2009 года руководство компании «Trump Entertainment Resorts» подало иск согласно главе 11 Кодекса США о банкротстве, а Трамп вышел из совета директоров.

#### Посткризисный период (2013—2015)
В ноябре 2013 года Дональд Трамп побывал в Москве, где проходил конкурс «Мисс Вселенная 2013» (именно Трампу с 1996 года принадлежат права на проведение ежегодных конкурсов красоты «Мисс Вселенная»). Он заявил, что доволен организацией конкурса и отметил вклад в его проведение бизнесменов Араза и Эмина Агаларовых (последнего он при этом поздравил с «отличным пением»). Трамп сообщил также, что собирается построить в Москве небоскрёб — аналог нью-йоркского бизнес‑центра «Трамп-тауэр». Тем не менее, здание построено не было. По словам Эмина, причиной стало ослабление рынка недвижимости в России.
В период с 2011 по 2015 год Трамп объявил о сделках в более чем двенадцати странах, включая два проекта в Индонезии в 2015 году. Практически во всех случаях единственным вкладом Дональда в зарубежные проекты являлось их лицензирование под брендом TRUMP за гонорары, достигавшие миллионов долларов. К середине 2016 года по меньшей мере семь зарубежных проектов Трампа были завершены и открыты, одиннадцать находились на стадии строительства, и ещё больше оставалось на стадии планирования. Возведение других объектов так и не перешагнуло стадию объявления. Анонсированное возведение «Башни Трампа» в Дубае так и не было начато.

### Борьба за пост президента (2015—2016)
25 января 2015 года Дональд Трамп на собрании членов Республиканской партии США в штате Айова заявил, что обдумывает возможность выдвижения своей кандидатуры на предстоящих президентских выборах 2016 года. 16 июня в своей штаб‑квартире, расположенной в небоскрёбе «Трамп-тауэр» на Манхэттене, он официально объявил о намерении стать кандидатом в президенты США от республиканцев, добавив при этом: «Я буду величайшим президентом, когда-либо сотворённым Богом». Пост вице-президента он пообещал телеведущей Опре Уинфри. В число предвыборных обещаний Трампа вошло установление хороших отношений с Президентом России Владимиром Путиным. Основным лозунгом своей избирательной кампании Дональд Трамп сделал призыв: «Сделаем Америку снова великой». Впрочем, весной 2016 года рекламный ролик Трампа критиковал кандидата от демократов Хиллари Клинтон за неготовность ответить нашим самым серьёзным оппонентам в лице показанных в видео Владимира Путина и террориста, также политик выступал за уничтожение (в крайних случаях) российских самолётов, совершающих опасные манёвры рядом с американскими.
После начала президентской гонки Трамп уже в начале июля выдвинулся на первое место среди республиканских кандидатов на пост президента, обойдя, в частности, таких серьёзных конкурентов, как Джеб Буш, Скотт Уокер и Марко Рубио. Хорошее впечатление на избирателей-республиканцев, участвовавших в опросах, произвело то, что Трамп «говорит то, во что верит, а не то, что люди хотят услышать». Трамп отмежевался от взглядов и политики сенатора Джона Маккейна, кандидата от республиканцев на президентских выборах 2008 года, заявив при этом: «Он был героем войны, потому что попал в плен. Мне нравятся люди, которые в плен не попадали.»
10 ноября 2015 года во время очередных дебатов республиканских кандидатов Трамп высказался в поддержку военной операции России в Сирии, заявив: «Если Путин хочет раздолбать ИГИЛ, я за это на все 100 процентов, и я не могу понять, как кто-нибудь может быть против этого.» В ходе своей президентской кампании Трамп сделал ряд антиисламских заявлений, в частности, заявил о необходимости ввести обязательную регистрацию для американских мусульман (это заявление привело к обвинениям Трампа в ксенофобии и резкому падению рейтинга) и призвал к полному запрету въезда мусульман в США. Также он высказал намерение построить стену на границе с Мексикой, изменить правила, согласно которым родившиеся на американской земле дети нелегальных иммигрантов получают гражданство США, и депортировать всех нелегалов, уже находящихся в стране.
В декабре 2015 года Университет Роберта Гордона (Шотландия, Великобритания) отозвал у Дональда Трампа присвоенную в 2010 году степень почётного доктора, назвав некоторые его заявления «полностью несовместимыми» со своими ценностями.
Опрос, проведённый газетой The New York Times и телеканалом CBS по телефону в период с 21 по 25 октября 2015 года, показал, что Трамп оказался на втором месте с 22 % голосов респондентов из числа членов Республиканской партии, пропустив вперёд темнокожего нейрохирурга Бена Карсона (26 %). По данным опроса, проведённого Washington Post и телеканалом ABC, на 15 декабря 2015 года у республиканцев лидировал Трамп с 38 % голосов, на втором месте был Тед Круз (15 %). Согласно опросу, проведённому Monmouth University, на 16 декабря 2015 года Дональд Трамп достиг рекордного 41 % с начала президентской гонки. За ним следовали Тед Круз (27 %), Марко Рубио (10 %), Бен Карсон (9 %), Джеб Буш (3 %).

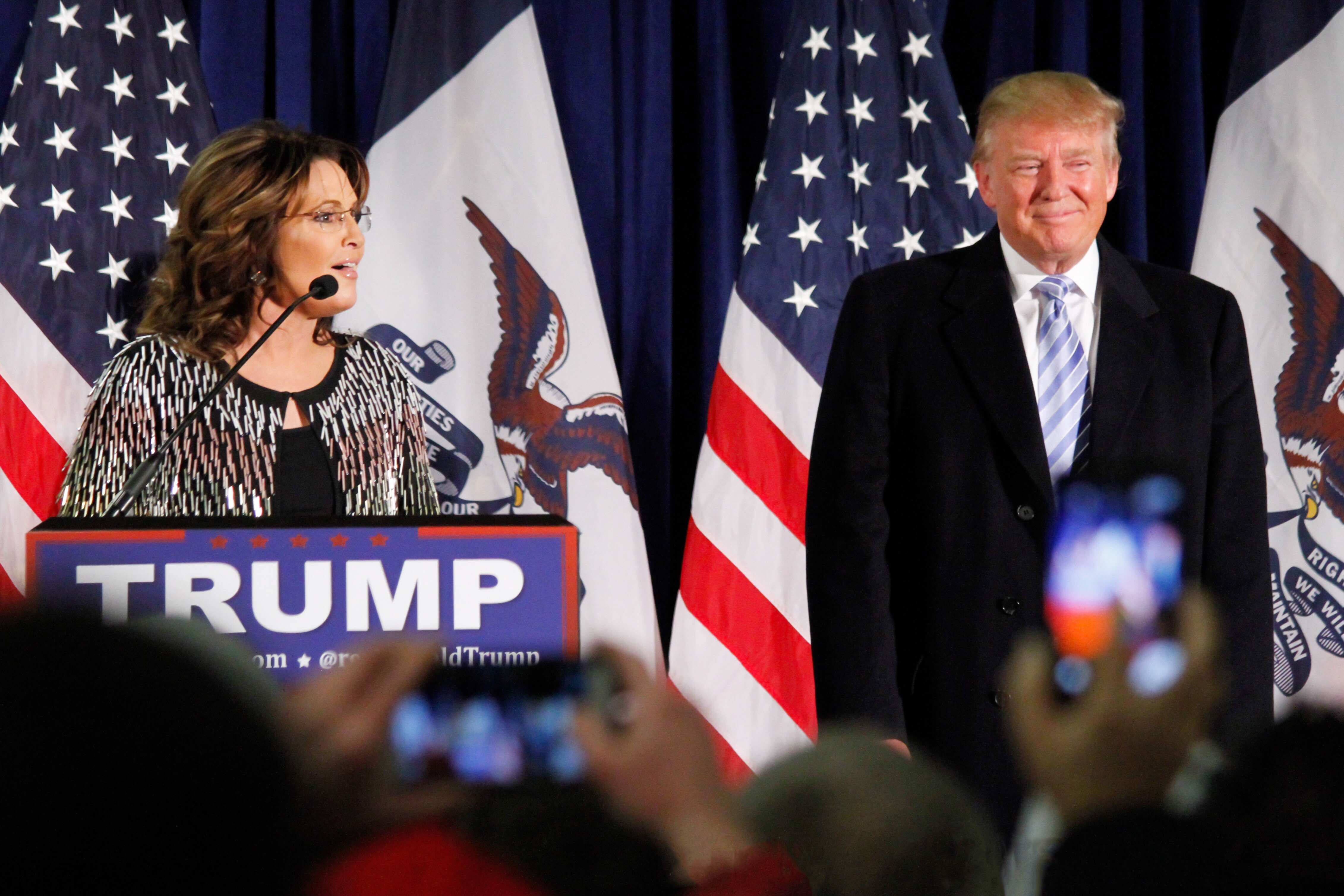
Дональд Трамп с бывшим губернатором Аляски Сарой Пэйлин во время президентской кампании, январь 2016 года

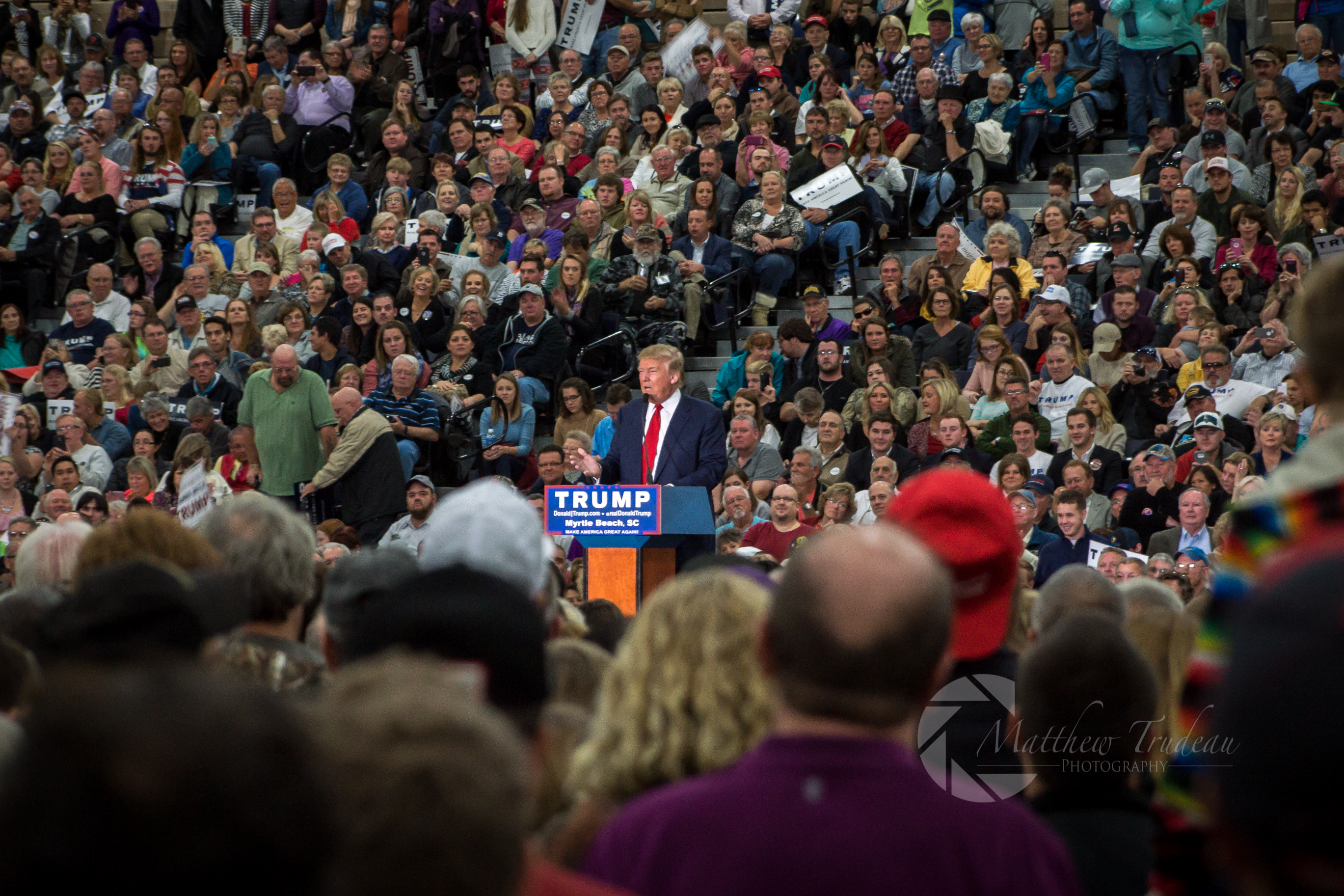
Президентская кампания Дональда Трампа, Южная Каролина

По результатам республиканских праймериз в штате Айова 1 февраля 2016 года Трамп, несмотря на лидирующие позиции почти по всем опросам общественного мнения, неожиданно занял второе место, набрав 24,3 % голосов и уступив первое место Теду Крузу. Однако уже на следующих праймериз, состоявшихся 9 февраля в штате Нью-Гэмпшир и 20 февраля в штате Южная Каролина, Дональд Трамп одержал убедительную победу, получив 35,3 % и 34,2 % голосов соответственно. 24 февраля стало известно, что Дональд Трамп выиграл первичные выборы Республиканской партии в штате Невада, тем самым укрепив свой статус фаворита в гонке на президентскую номинацию.
1 марта 2016 года, в так называемый «Супервторник», Трамп победил на праймериз в семи из одиннадцати штатов: Алабаме, Арканзасе, Вермонте, Виргинии, Джорджии, Массачусетсе и Теннесси. 5 марта он одержал победы в Кентукки и Луизиане (но проиграл в Канзасе и Мэне), 8 марта — на Гавайях, а также в Миссисипи и Мичигане. По итогам второго «Супервторника», состоявшегося 15 марта, Трамп выиграл четыре из пяти штатов, проиграв лишь в Огайо губернатору этого штата Джону Кейсику.
22 марта Трамп победил на праймериз в Аризоне, набрав в этом штате 47,1 % голосов избирателей. 19 апреля состоялись праймериз в Нью-Йорке, где Трамп одержал свою крупнейшую победу, получив 60,4 % голосов и победив практически во всех округах штата (кроме Манхэттена, где он проиграл Кейсику с разницей в 3,4 % голосов).
Американские СМИ сообщали о наличии большого числа противников Трампа среди доноров, партийных работников и официальных лиц Республиканской партии, предлагавших объединиться ради его поражения возле одного кандидата. Конкурент Дональда Трампа по праймериз Марко Рубио в успехе своего противника обвинял работу СМИ, заранее называвших его итоговым кандидатом от республиканцев. Журналист издания «Politico» Майкл Кроули отмечал, что российский государственный иновещательный телеканал RT начал информационно поддерживать Трампа после его позитивных отзывов в адрес Путина и РФ в противовес резкой критике в адрес придерживавшихся противоположных взглядов Клинтон.
В рамках своей предвыборной кампании Дональд Трамп 1 февраля 2015 года объявил о запуске акции «Spread inspiration around» (SIA). Цель акции — вдохновлять окружающих людей мотивационными фразами. Дональд Трамп подал хороший пример, начав вдохновлять своих избирателей. К апрелю 2016 года акция приобрела международные масштабы.
4 мая Трамп одержал убедительную победу на праймериз Республиканской партии США в штате Индиана. После этого основной противник Трампа среди республиканцев сенатор от Техаса Тед Круз вышел из президентской гонки. В этот же день из президентской гонки вышел последний соперник Трампа среди республиканцев губернатор штата Огайо Джон Кейсик. Таким образом, Дональд Трамп остался единственным кандидатом на пост Президента США от Республиканской партии.
26 мая 2016 года стало известно, что Дональд Трамп набрал 1238 голосов делегатов, из них 1237 голосов необходимы для автоматического выдвижения кандидата в президенты США. Таким образом, Трамп победил в праймериз Республиканской партии и автоматически стал кандидатом в президенты США от Республиканской партии.

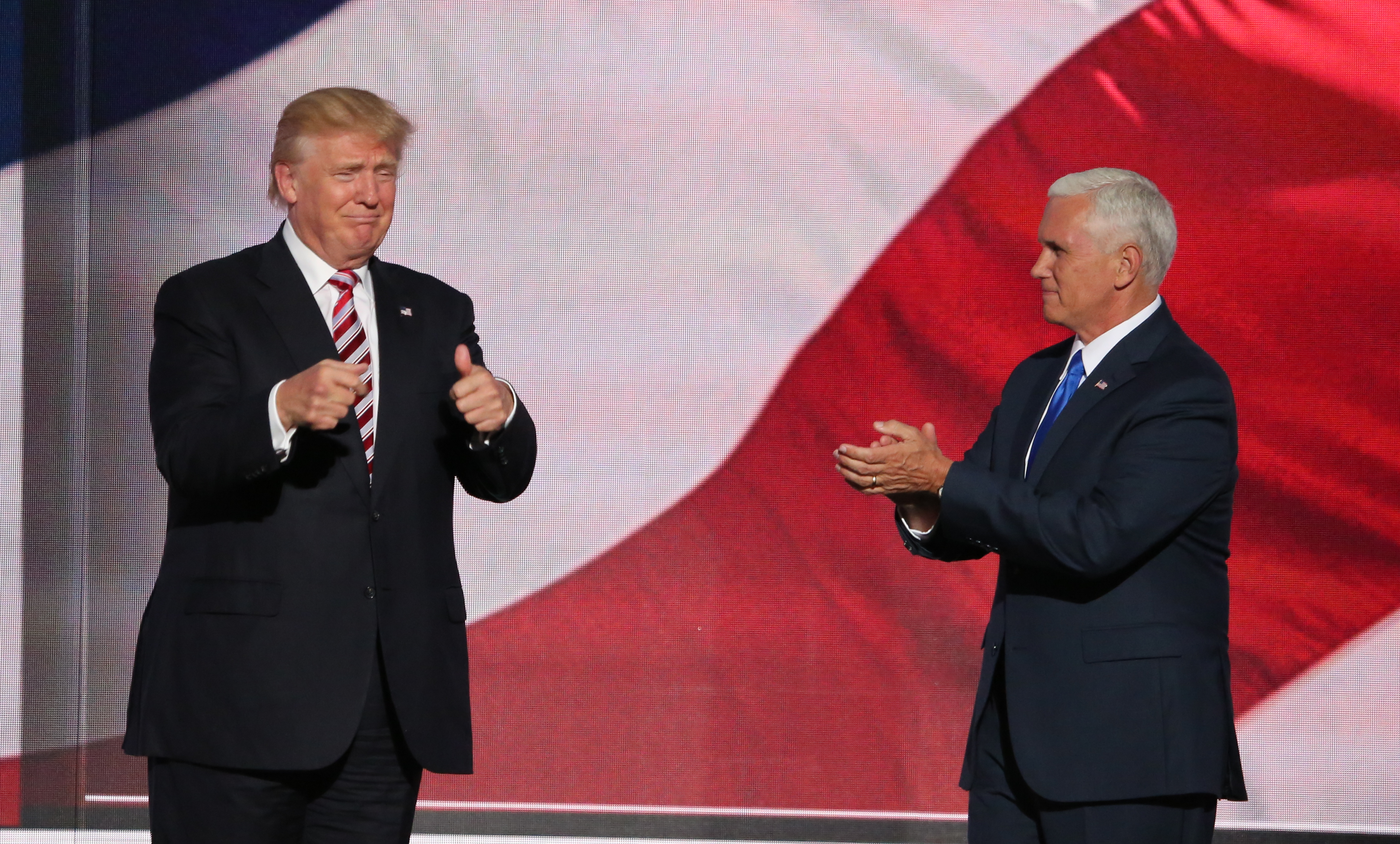
Дональд Трамп и кандидат в вице-президенты, губернатор Индианы Майк Пенс, июль 2016 года

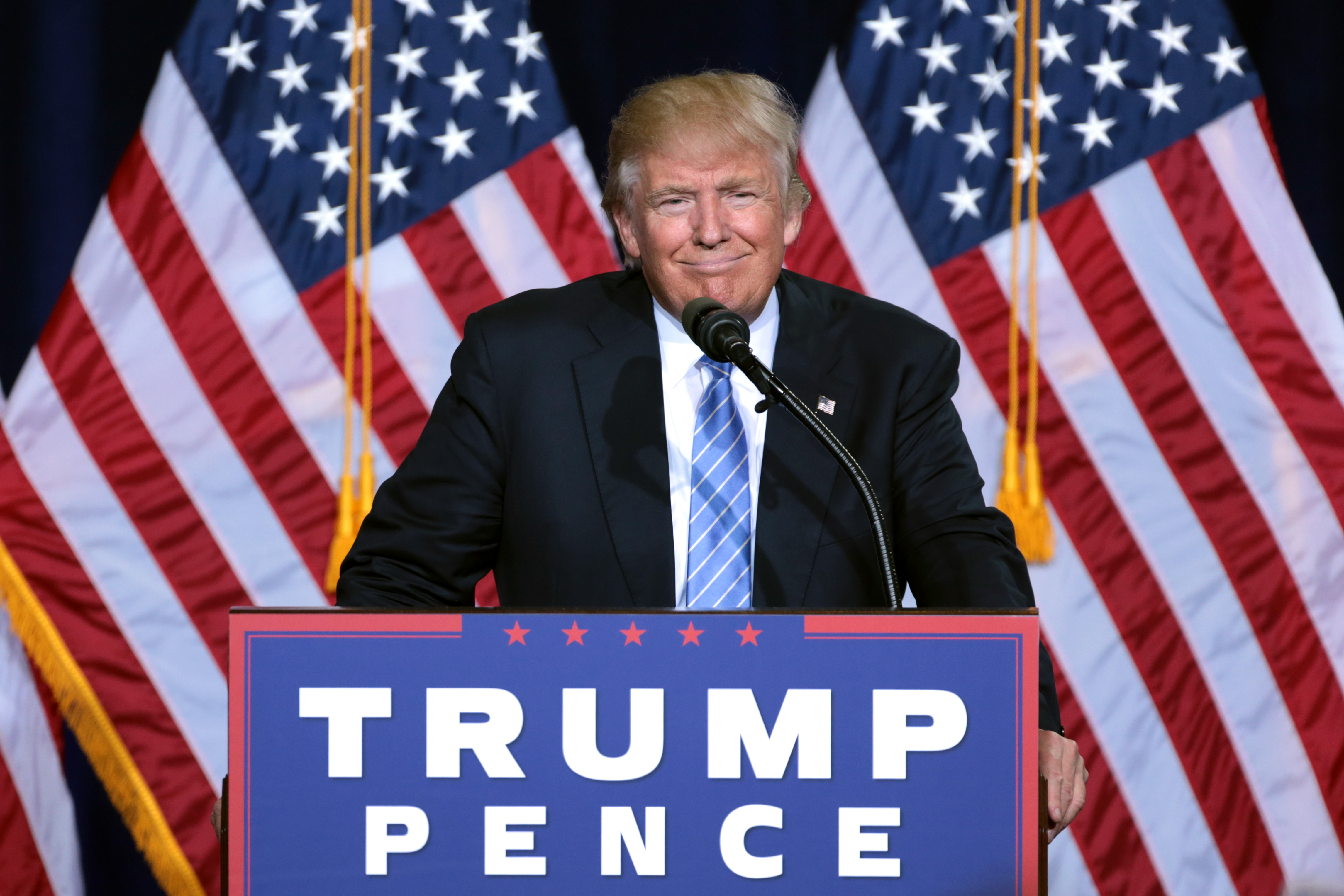
Трамп в Финиксе, август 2016 года

14 июля 2016 года Трамп заявил, что кандидатом в вице-президенты США от Республиканской партии станет губернатор Индианы Майкл Пенс.
Съезд Республиканской партии, состоявшийся 18—21 июля 2016 года, утвердил Дональда Трампа официальным кандидатом в президенты США от Республиканской партии. Майкл Пенс был утверждён съездом официальным кандидатом от республиканцев в вице-президенты США.

Результаты президентских выборов в штатах

8 ноября 2016 года состоялись президентские выборы, и по итогам подсчёта голосов на 9 ноября Дональд Трамп преодолел необходимую для победы планку в 270 голосов коллегии выборщиков. 19 ноября 2016 года были объявлены официальные победители по всем штатам и Дональд Трамп набрал 304 голоса выборщиков.

#### После выборов
Избранный президент США Дональд Трамп заявил, что не собирается получать президентскую зарплату, однако согласен на чисто символическое вознаграждение в размере 1 доллара, причитающееся ему в силу закона.
В декабре 2016 года занимает второе место в рейтинге самых влиятельных людей мира по версии американского журнала «Forbes». Журнал «Time» назвал Дональда Трампа «Человеком года». Редакция обратила внимание на противоречивость фигуры 45-го президента США. «Кому-то покажется, что он — ответ на возмущение правящим классом в Америке. Другие считают, что Дональд Трамп склонен к расизму и сексизму», — отметили в журнале.

### Первое президентство

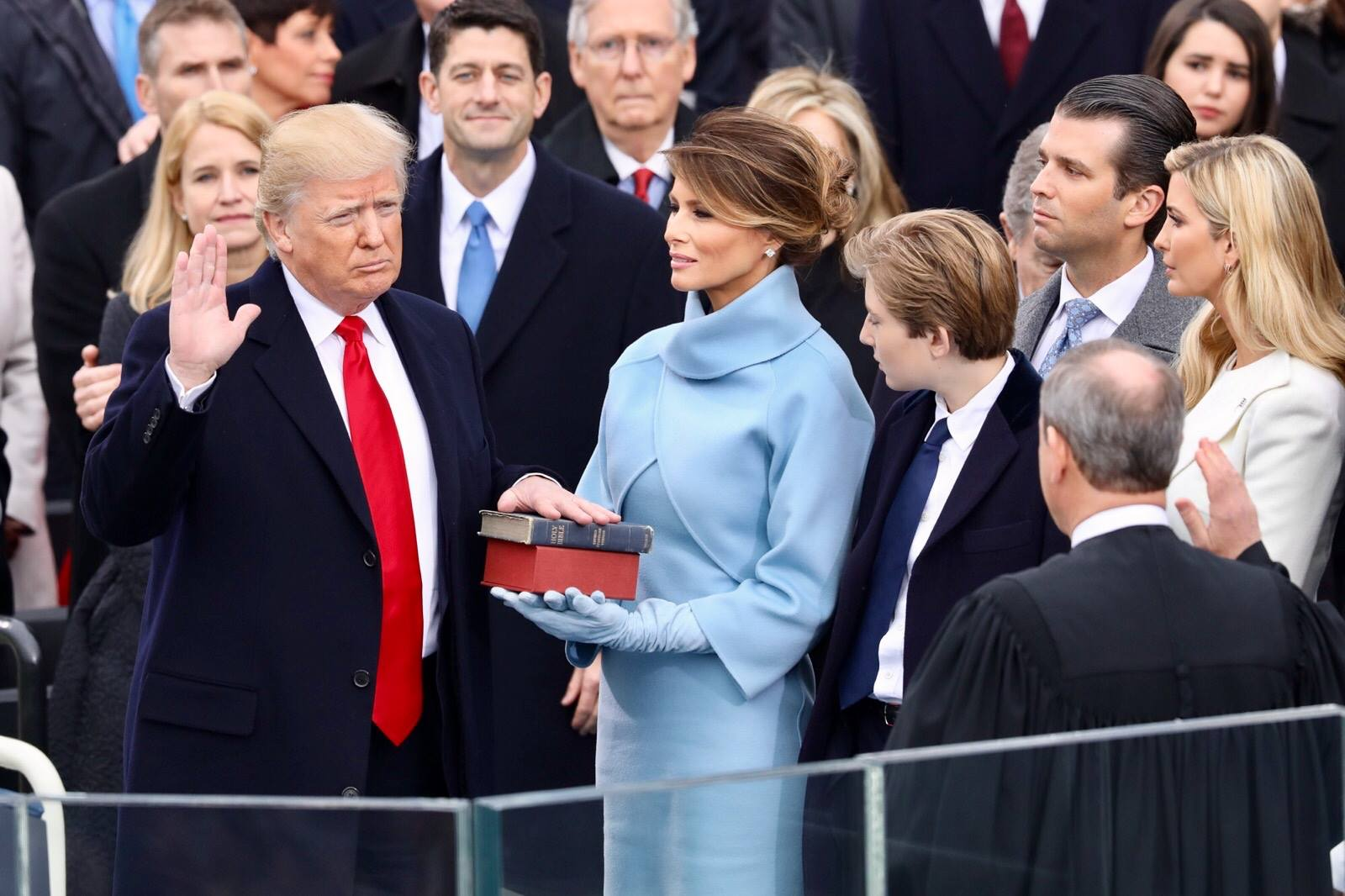
Дональд Трамп принимает присягу. 20 января 2017 года

20 января 2017 года состоялась инаугурация 45-го президента США — Дональда Трампа. Согласно заявлению самого Трампа, традиционная торжественная речь была подготовлена им самостоятельно, без помощи спичрайтеров. В качестве ключевого момента речи 45-го президента США можно отметить заявление об установлении на долгие годы нового финансово-политического курса для Америки, направленного на восстановление экономической мощи страны.
При первой инаугурации 70-летний Трамп стал старейшим президентом США в момент вступления в должность, побив рекорд 69-летнего Рональда Рейгана. 20 января 2021 года старейшим стал Джо Байденом, которому на момент инаугурации было 78 лет. 20 января 2025 года Трамп вернул себе рекорд, будучи на момент инаугурации на 5 месяцев старше Байдена.
Ещё 22 ноября 2016 года Трамп изложил свою программу на первые 100 дней: выход США из Транстихоокеанского партнёрства, снятие ограничений на добычу всех энергоносителей, разработка плана киберзащиты страны, пересмотр иммиграционной политики с целью сохранения рабочих мест для американских граждан, введение 5-летнего запрета для покидающих свой пост политиков на занятие лоббистской деятельностью в интересах частных компаний и пожизненного запрета для них же на подобную деятельность в пользу иностранных государств. 26 декабря стало известно, что в первые 100 дней своего президентства Трамп намерен отменить 60—70 % указов Обамы. 4 января 2017 года избранный вице-президент США Майк Пенс заявил, что первым шагом Трампа на посту Президента США будет отмена программы Obamacare (программа Обамы по реформе здравоохранения).
В день инаугурации Трампа во многих городах США были проведены многотысячные акции протеста под названием Марш женщин. По разным оценкам, общее число протестующих достигло нескольких миллионов людей.

#### Деятельность

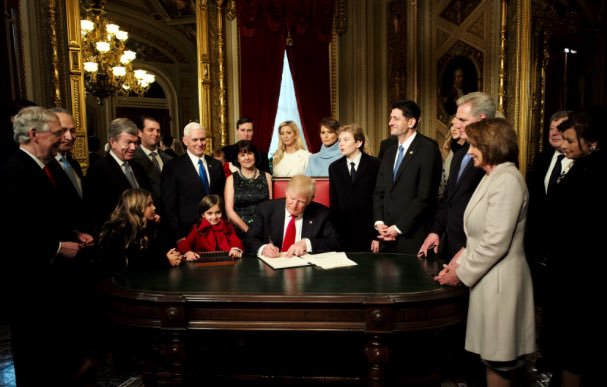
Дональд Трамп в первый день президентства подписывает свои первые указы

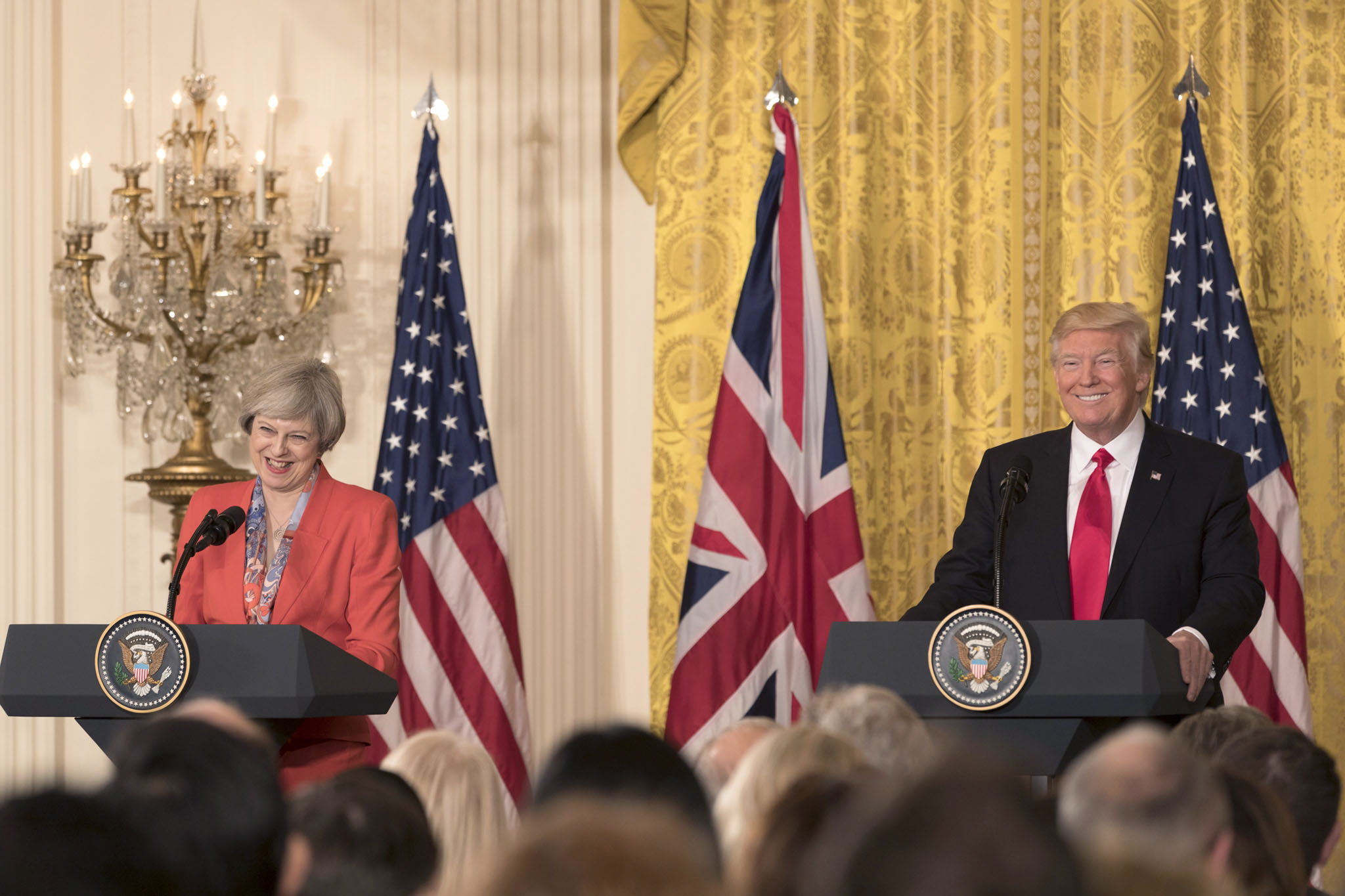
Дональд Трамп и Тереза Мэй, 27 января 2017 года

20 января 2017 года Дональд Трамп вступил в должность Президента США. В этот же день Дональд Трамп подписал свои первые указы. В частности, один из первых указов начал подготовку к свёртыванию и ликвидации реформы здравоохранения Obamacare. Журналисты заметили, что Трамп вернул в Овальный кабинет бюст Уинстона Черчилля, который в 2009 году убрал Обама, заменив бюст Черчилля бюстами Авраама Линкольна и Мартина Лютера Кинга. После подписания своих первых указов Трамп по видеомосту пообщался с американскими военнослужащими в Афганистане. 21 января Дональд Трамп выступил с речью перед сотрудниками ЦРУ. 22 января вице-президент США Майк Пенс в присутствии президента США Дональда Трампа провёл церемонию присяги ключевых советников Трампа в Белом доме. 23 января Трамп подписал указ о выходе США из Транстихоокеанского партнёрства. 24 января Дональд Трамп встретился с топ‑менеджерами трёх крупнейших автоконцернов США — Ford, General Motors и Fiat Chrysler Automobiles, призвав их расширять производство в США, а не за рубежом. 27 января Дональд Трамп встретился с премьер-министром Великобритании Терезой Мэй. Это была его первая встреча на международном уровне.
28 января Дональд Трамп подписал указы о защите американцев от въезда на территорию страны террористов и «великой перестройке» американских вооружённых сил. В тот же день состоялись запланированные телефонные разговоры Дональда Трампа с президентом России Владимиром Путиным и канцлером Германии Ангелой Меркель. Также Трамп ввёл пожизненный запрет для чиновников американской администрации на лоббистскую деятельность в интересах иностранных правительств и пятилетний запрет на любое прочее лоббирование. 30 января Трамп подписал указ об устранении регуляционных барьеров для малого бизнеса. 31 января Трамп встретился с руководителями нескольких ведущих фармацевтических компаний — Novartis, Merck & Co, Johnson & Johnson, Celgene, Eli Lilly & Co и Amgen. Он призвал их увеличить производство в стране, снизить цены и пообещал сократить время ожидания для утверждения новых лекарств. 3 февраля Дональд Трамп с целью поддержки экономического роста США подписал два указа, которыми были внесены изменения в Закон Додда — Франка от 2010 года, ограничивающий доступ к финансовым ресурсам страны, и отменил указ администрации Обамы о финансовом консалтинге, согласно которому брокеры обязаны были действовать исключительно в интересах клиента, а не в своих собственных. 9 февраля Дональд Трамп подписал три указа, направленных на: борьбу с международными наркокартелями, снижение уровня криминальной активности в США и пресечение актов насилия в отношении сотрудников правоохранительных органов. 17 февраля Дональд Трамп подписал постановление, отменяющее указ администрации Обамы о запрете захоронения отходов угольного производства в близлежащих водных путях. 31 марта Дональд Трамп подписал два указа, направленных на сокращение торгового дефицита.

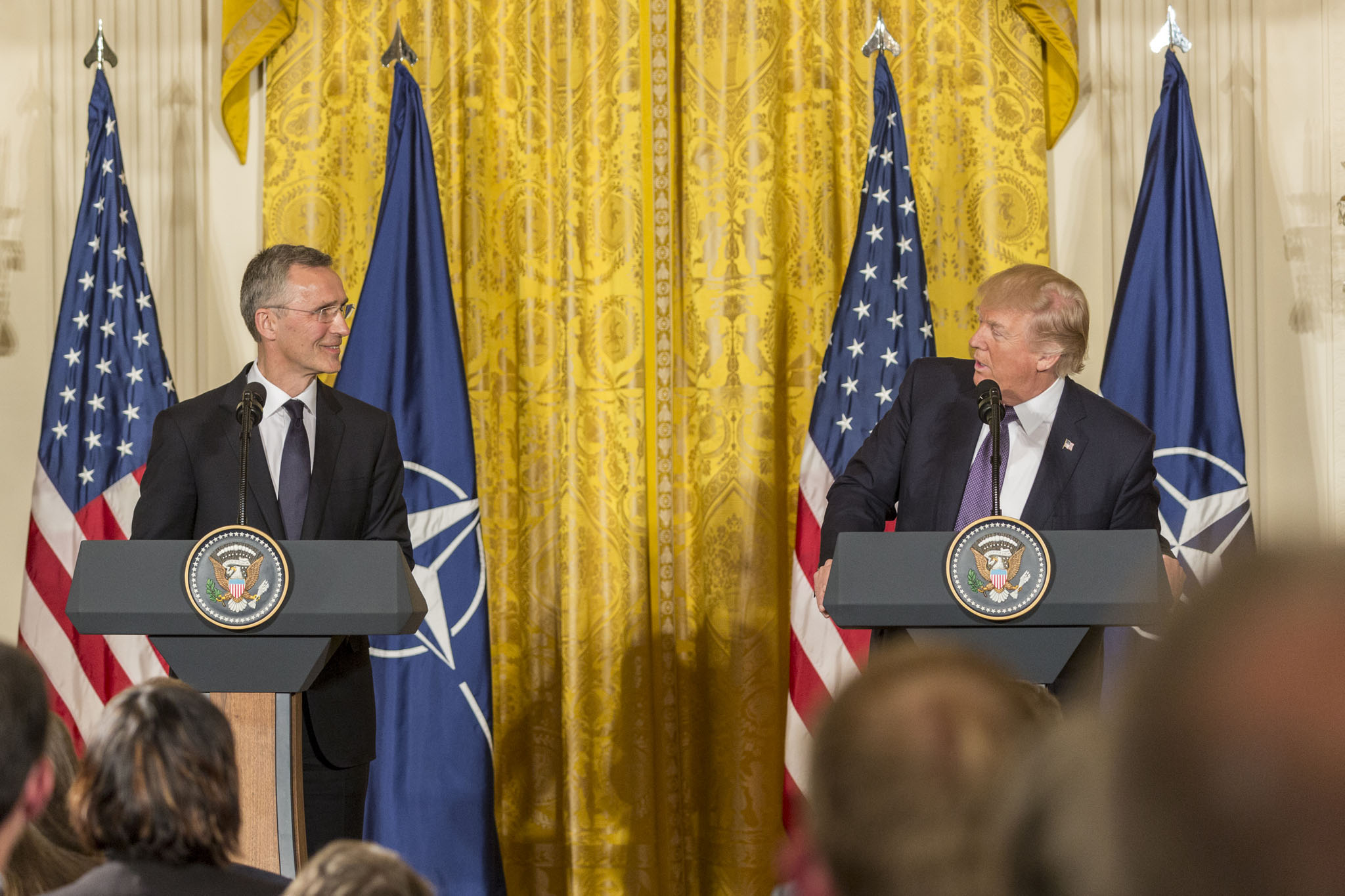
Йенс Столтенберг и Дональд Трамп, 12 апреля 2017 года

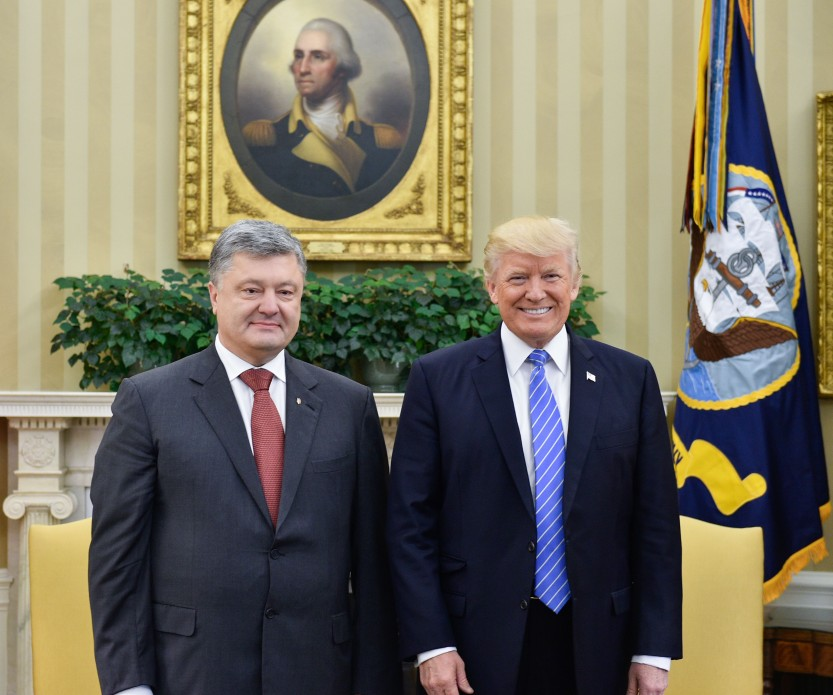
Пётр Порошенко и Дональд Трамп, 20 июня 2017 года

11 апреля Трамп подписал протокол о вступлении Черногории в НАТО. 18 апреля Дональд Трамп подписал указ «Покупай американское, нанимай американцев» о поддержке американских рабочих и товаров. Суть документа — стимулирование производства внутри страны. 21 апреля Дональд Трамп подписал указы о реформировании финансовой системы США. Цель указов — стимулирование роста экономики страны. 28 апреля Дональд Трамп подписал указ, который расширяет добычу нефти и газа на участках Атлантического, Тихого и Северного Ледовитого океанов и в Мексиканском заливе. В ходе очередного саммита НАТО 25 мая 2017 года Трамп убедил альянс вступить в международную коалицию по борьбе с ИГИЛ. 26-27 мая 2017 года прошёл очередной саммит G7, на котором присутствовал Дональд Трамп. На саммите обсуждались такие вопросы, как конфликт на Украине, ситуация в Сирии, ситуация вокруг КНДР, борьба с терроризмом и другие. Президент США заявил, что его страна не готова выполнить обязательства в рамках Парижского соглашения. По итогам обсуждения северокорейской проблемы, Трамп и одни из лидеров ЕС Туск и Юнкер договорились усилить давление на КНДР с целью, чтобы Пхеньян прекратил ядерные испытания. 1 июня 2017 года Дональд Трамп заявил о выходе США из Парижского соглашения по климату. Причиной выхода стали невыгодные условия для страны, например, экономические расчёты показали, что к 2025 году выполнение условий соглашения, включая ограничения в энергетической сфере, может стоить США приблизительно до 2,7 миллионов рабочих мест. Трамп подчеркнул, что это решение было принято с целью начать новые переговоры о повторном присоединении США к соглашению на более выгодных для Америки условиях или заключении нового соглашения. 7 июня 2017 года Трамп представил план по улучшению инфраструктуры США. План будет способствовать созданию новых рабочих мест и стимулировать рост американской экономики. Предполагаются вложения инвестиций в инфраструктуру из государственного бюджета в размере 200 миллиардов долларов, а также они могут быть увеличены за счёт частных инвесторов до 1 триллиона долларов. Эти средства будут вкладываться в проекты, подверженные реновации, управление воздушным движением, сельское хозяйство. 13 июня 2017 года Трамп продлил действие Указа 13405 от 2006 года в отношении Беларуси. Таким образом, режим санкций против отдельных представителей белорусских властей продолжился после 16 июня 2017 года. 20 июня 2017 года Дональд Трамп встретился с Президентом Украины Петром Порошенко. В ходе встречи Трамп заявил о поддержке США территориальной целостности Украины, о поддержке проведения на Украине реформ. Также Президент США отметил важность мирного урегулирования конфликта в Донбассе в рамках минских соглашений. Трамп сообщил своему украинскому коллеге, что США вовлечены в дела Украины.

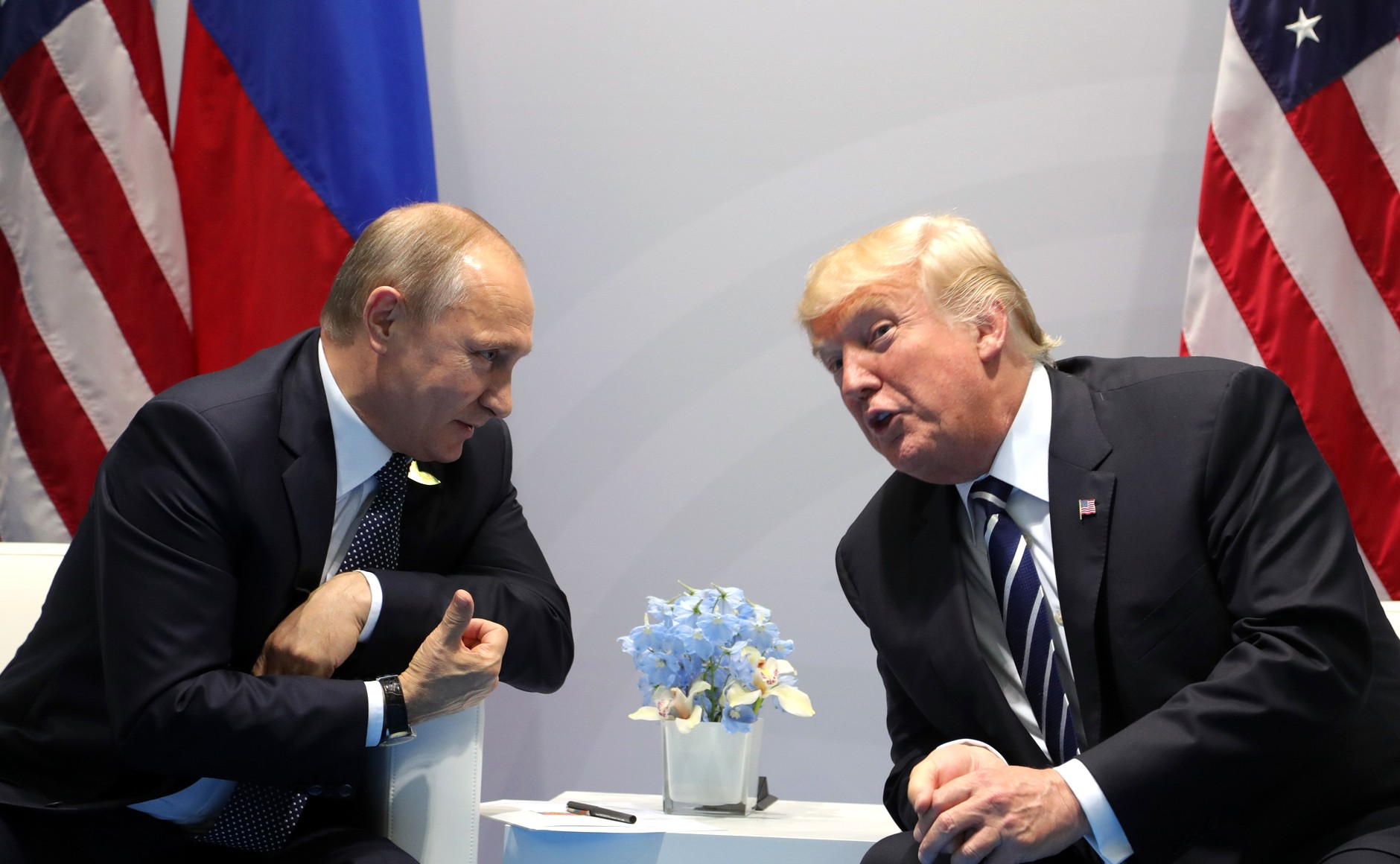
Владимир Путин и Дональд Трамп, Саммит G-20 в Гамбурге, 7 июля 2017 года

7-8 июля 2017 года в Гамбурге проходил саммит G20, в котором принимал участие Дональд Трамп. На саммите прошла первая встреча Президентов России и США. Диалог, вместо запланированных 30 минут, продолжался более двух часов. Более часа лидеры двух государств обсуждали борьбу с терроризмом. Почти столько же Дональд Трамп и Владимир Путин обсуждали возможное вмешательство России в процесс выборов в США в 2016 году. В ходе этого обсуждения Путин категорически отвергал обвинения российского вмешательства в президентские выборы в США, а Трамп принуждал его признать «факт» этого вмешательства. По итогам встречи президенты договорились о создании совместной рабочей группы для борьбы с терроризмом, с хакерством, для обеспечения кибербезопасности. Также была достигнута договорённость о прекращении огня в некоторых районах Сирии.
В начале июля было объявлено о взятии города Мосул в Ираке. Президент США поздравил правительство Ирака с этой победой. Он выразил уверенность, что с освобождением Мосула от боевиков ИГИЛ, приблизится полная ликвидация террористической организации. Также Трамп отложил решение о снятии санкций с Судана, сославшись на то, что ему нужно проверить, предпринимает ли Хартум позитивные действия.

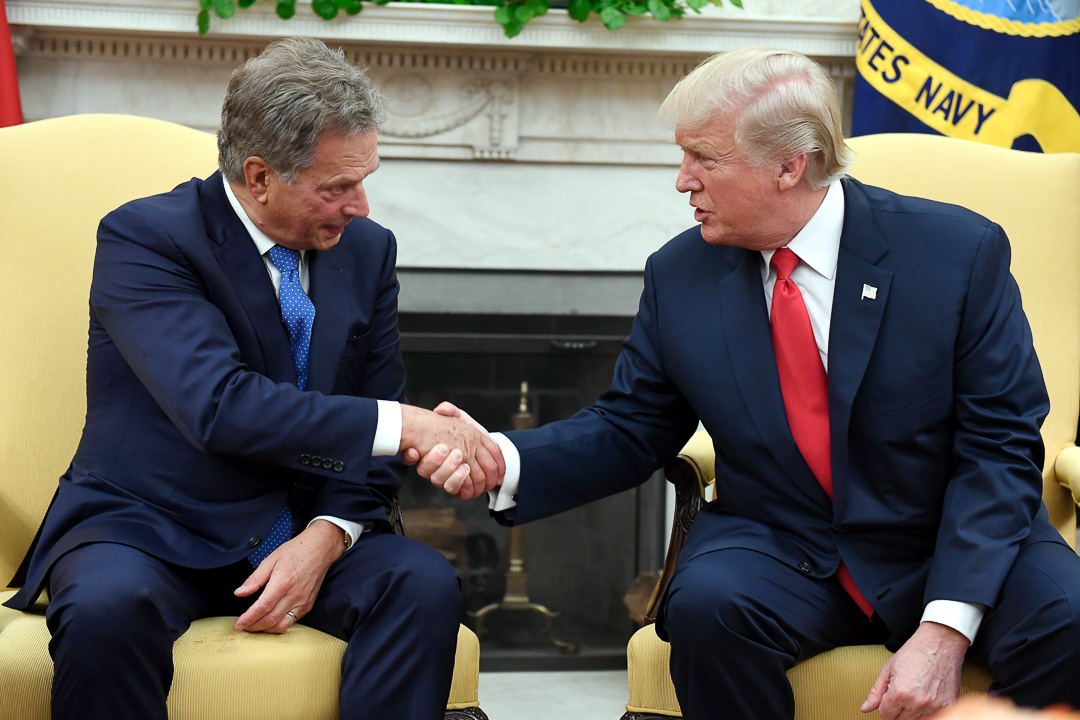
Саули Нийнистё и Дональд Трамп, 28 августа 2017 года

14 июля 2017 года Дональд Трамп заявил о поддержке работы Республиканской партии над отменой реформы здравоохранения Obamacare и принятием нового законопроекта. Также Президент США отметил важность принятия новой реформы здравоохранения после семи лет действия ObamaCare.
В конце января 2018 года Белый дом обосновал решение о расширении штрафных мер на импорт изделий из стали и алюминия из всех стран, аргументируя обходом иностранными производителями существующих пошлин через поставки в США не включённых в ограничительные списки видов продукции. В феврале 2020 года были введены дополнительные таможенные сборы ещё на целый перечень наименований (в том числе на гвозди, скрепки, проволоку и кабели), пошлины не распространились на сталелитейную продукцию из Аргентины, Австралии, Канады, Мексики и Южной Кореи. Страны Европы и Китай ввели ответные ограничения на американскую продукцию.

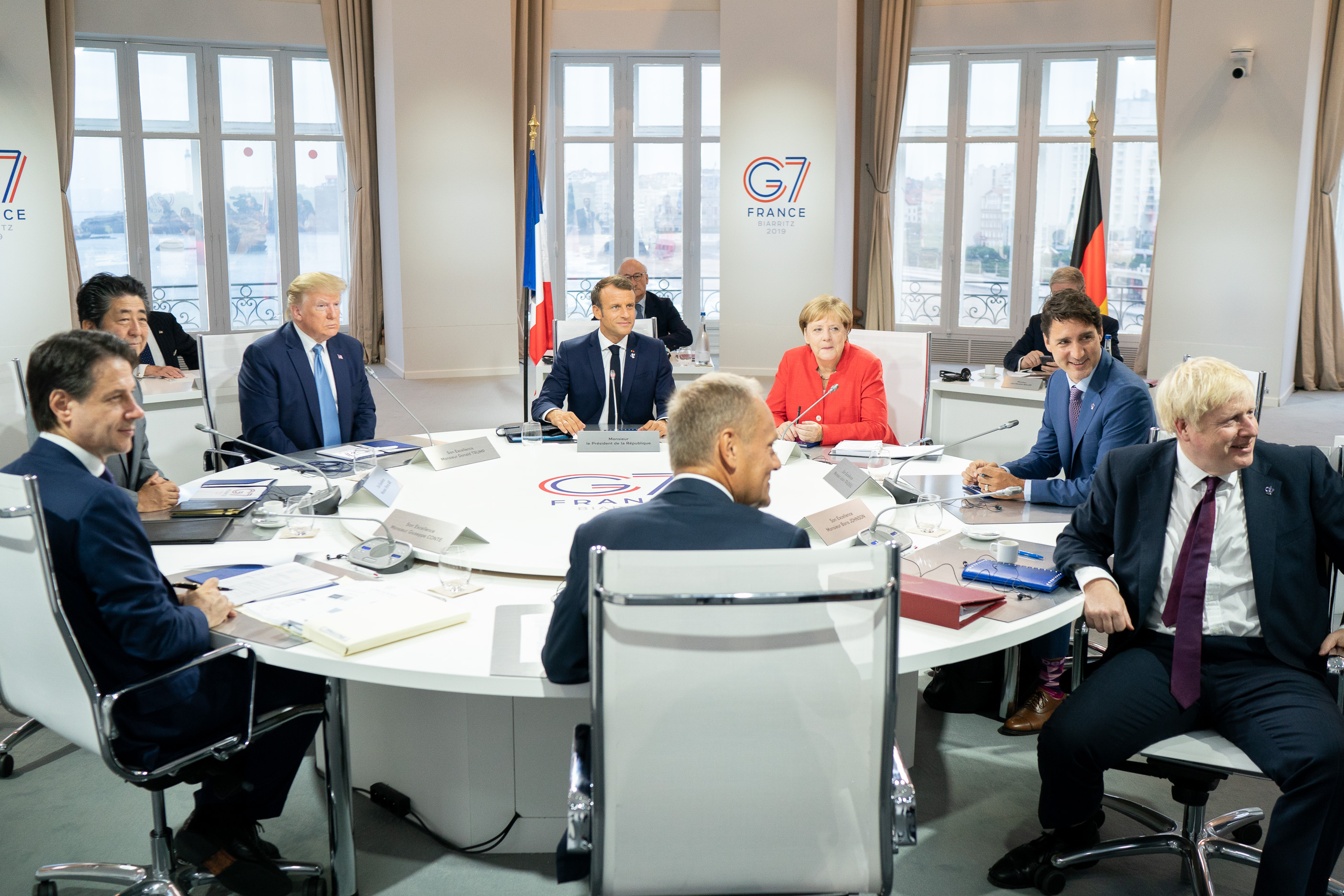
Трамп и другие лидеры G7 на 45-м саммите во Франции. 2019

К концу первого срока президентства Трампа, экономика США находилась в хорошем положении. В 2019 году рост ВВП составил 2,3 %, а уровень безработицы — 3,7 % (один из самых низких за 50 лет). Эти показатели Трамп ставил себе в заслугу. Рейтинг Трампа достиг в начале февраля 2020 года 49 %, став выше, чем за все предшествующее президентство Трампа.
С начала своего президентства Трамп принял ряд внешнеполитических решений, направленных на пересмотр «глобальных обязательств» США, таких как частичный вывод войск из некоторых районов Сирии, выход США из Совместного всеобъемлющего плана действий по ядерной программе Ирана, Договора о ликвидации ракет средней и меньшей дальности и ЮНЕСКО. Он предложил заменить соглашение о Североамериканской зоне свободной торговли (НАФТА), ввести запрет на въезд в США жителей некоторых мусульманских стран, ужесточил санкции в отношении Ирана.
Многие внешнеполитические решения администрации Трампа СМИ характеризуют как односторонние, отмечая, что Белый дом пытается использовать экономическое давление в своих целях в отношении как противников, так и союзников.
Опрос общественного мнения, проведённый в августе 2017 года, показал, что 15 % американцев и 31 % сторонников Республиканской партии заявили, что они поддерживают деятельность президента Трампа «почти по всем вопросам». В марте 2020 года исследование показало, что взгляды президента Трампа по вопросам торговли, союзов и военных баз США за рубежом в основном не поддерживаются другими лидерами Республиканской партии.

##### Миграционная политика США при Трампе
Дональд Трамп с начала своего президентства начал вводить ограничения на прием в США мигрантов. 25 января 2017 года Дональд Трамп подписал указы об охране границы и иммиграции, которые предусматривают начало строительства стены на границе с Мексикой, массовую высылку нелегальных мигрантов, имеющих криминальное прошлое, а также прекращение финансирования из федерального бюджета тех городов, которые отказались выдать иммигрантов федеральным властям. 5 марта 2017 года Дональд Трамп подписал новый указ о мигрантах, который запрещает въезд в страну гражданам шести мусульманских стран: Сирии, Ирана, Судана, Ливии, Сомали и Йемена.
При Трампе были резко сокращены квоты на прием в США беженцев. В 2016 году в США прибыли около 85 тысяч беженцев и вновь был открыт центр заключения для несовершеннолетних нелегальных мигрантов в Хомстеде (на 3,2 тысячи человек). В дальнейшем квоты на прием беженцев в США ежегодно снижались. На 2018 год была установлена квота на приём беженцев в 45 тысяч человек, на 2019 год квота составила уже 30 тысяч человек.
При Дональде Трампе были установлены ограничения на выдачу грин-карт, установив, что как негативные факторы при рассмотрении заявки на грин-карту рассматриваются следующие обстоятельства:
- Наличие у претендента «заболевания, которое может потребовать серьёзного лечения» и «помешать иностранцу обеспечивать себя, посещать школу или работу», а также отсутствие у претендента достаточных средств для оплаты лечения подобного заболевания;
- Отсутствие у претендента частной медицинской страховки;
- Недостаточный уровень владения английским языком претендентом, не позволяющий «выйти на рынок труда»;
- Пользование претендентом льготным медстрахованием Medicaid;
- Участие претендента в программе получения продуктовых талонов и льготной покупки жилья.

Вступление в силу этих ограничений должно было произойти в середине октября 2019 года, но было приостановлено судами на территории США. Верховный суд США в январе 2020 года отменил решение суда Нью-Йорка о приостановке вступления в силу этих ограничений на территории США. 21 февраля 2020 года Верховный суд США отклонил иск о приостановлении вступления в силу этих поправок на территории штата Иллинойс. С 24 февраля 2020 года ограничения Трампа на выдачу грин-карт вступили в силу.
28 октября 2020 года пресс-служба Белого дома опубликовала меморандум президента Трампа, предусматривающий установление лимита на количество беженцев, которые смогут переехать в США в 2021 году, в 15 тыс. человек. Большинство мест по программе зарезервировано для лиц, которые преследуются в других странах по признаку вероисповедания, а также для граждан Ирака, работавших в интересах вооружённых сил США.
Противники президента Трампа сравнивают его решение с воздвижением невидимой стены, которая препятствует воссоединению тысяч семей, оказавшихся разделенными вследствие положений американского иммиграционного законодательства.
Ужесточение иммиграционного законодательства спровоцировало новую волну критики в адрес Трампа, которого обвиняют в расизме и неуважении к американским ценностям. При этом часто цитируется заявление Трампа, сделанное им в ходе предвыборного митинга в Бемиджи, штат Флорида: «Каждая семья в Миннесоте должна знать о планах Спящего Джо наводнить ваш штат беженцами из Сомали и других стран со всей планеты.»

##### Концепция арабского НАТО

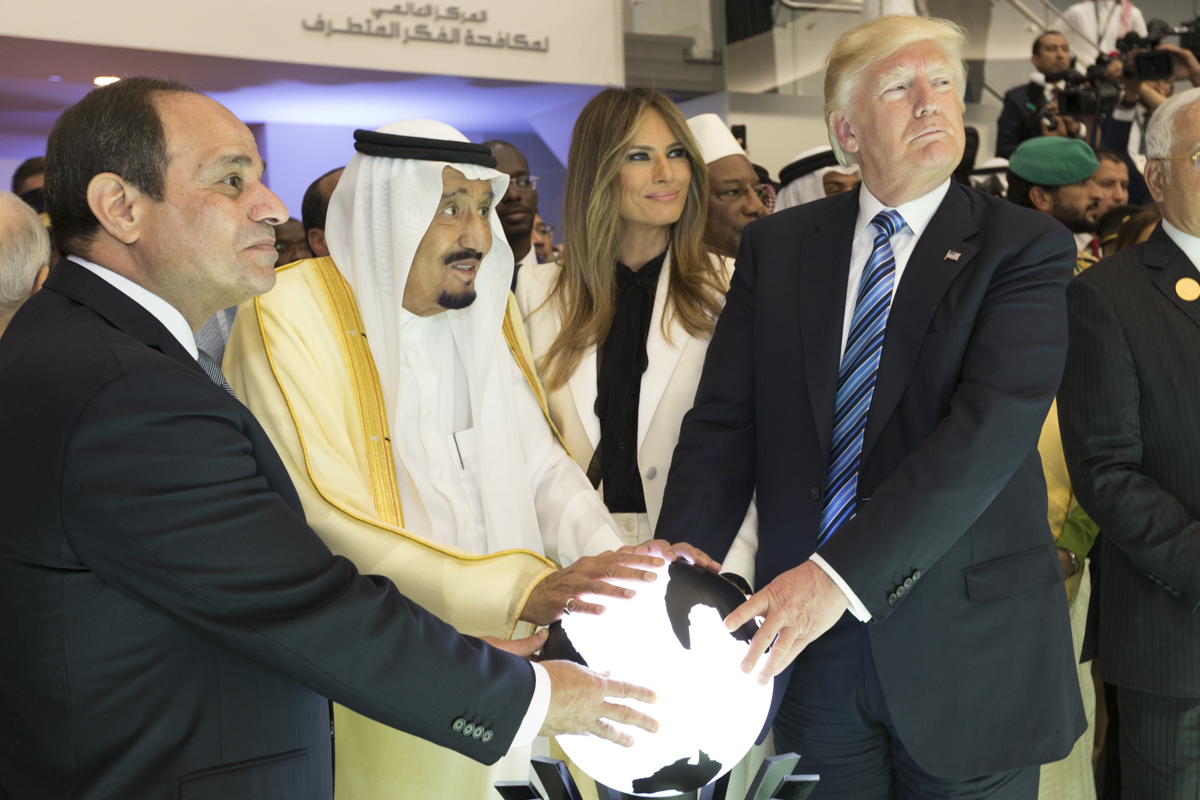
Дональд Трамп, саудовский король Салман ибн Абдул-Азиз Аль Сауд и президент Египта АбдулФаттах Ас-Сиси на открытии «Глобального центра по борьбе с экстремистской идеологией», 21 мая 2017 года

20 мая 2017 года Дональд Трамп прибыл в Саудовскую Аравию. 21 мая в ходе саммита в Эр-Рияде США и Саудовская Аравия подписали контракт о продаже американского оружия на сумму около 110 миллиардов долларов. Контракт подразумевает модернизацию армии и флота Саудовской Аравии. По итогам саммита лидеры исламского мира заявили о готовности сформирования 34-тысячного контингента для проведения антитеррористических операций на территории Сирии и Ирака.
Эксперты отмечают, что визиты в Саудовскую Аравию и Израиль являются планом Трампа по созданию военного альянса арабских государств, образно именуемого «арабским НАТО». Членами такого союза предположительно могут быть Саудовская Аравия, ОАЭ, Египет, Иордания. Главным противником «арабского НАТО» станет Иран, а союзником и партнёром объединения — Израиль. Военный альянс арабских государств может получить название «Организация Ближневосточного договора» (Middle East Treaty Organization, METO). В альянс может войти 41 государство.
Арабский НАТО, вероятнее всего, Дональду Трампу создать не удастся, так как 5 июня 2017 года семь стран — Саудовская Аравия, Бахрейн, Египет, ОАЭ, Йемен, Ливия, Мальдивы — объявили о разрыве дипломатических отношений с Катаром. Эти страны обвиняют Доху в финансировании террористических группировок на Ближнем Востоке, таких как ИГИЛ, Аль-Каида, Братья-мусульмане. Катар отвергает эти обвинения в свой адрес. Дело не закончилось одним лишь разрывом дипломатических отношений: Эр-Рияд объявил о прекращении транспортного сообщения с Дохой, Манама запретила посещать своим гражданам территорию Катара. Все семь стран заявили о высылке своих граждан из Катара. Также командование арабской коалиции, участвующее в войне в Йемене, во главе с Саудовской Аравией заявило о прекращении участия Катара в коалиции. На следующий день, 6 июня, Трамп прокомментировал дипломатический скандал, связанный с Катаром. Он заявил о возможном прекращении «ужасов терроризма», признавая связи Дохи с террористическими организациями.
7 июня 2017 года Дональд Трамп провёл телефонный разговор с королём Саудовской Аравии Салманом бен Абделем Азизом Аль Саудом, в ходе которого он призвал страны Персидского залива к единству. Единство необходимо для совместной борьбы с экстремизмом и терроризмом, для сохранения мира и безопасности в регионе.

##### Сирийский конфликт
7 апреля 2017 года США нанесли ракетный удар по авиабазе сирийских правительственных сил в провинции Хомс. Как сообщили в Пентагоне, корабли ВМС США, дислоцированные в Средиземном море, выпустили 59 ракет «Томагавк» по взлётным полосам, стоянкам самолётов и заправочным комплексам авиабазы. Операция была осуществлена по приказу президента США Дональда Трампа в ответ на химическую атаку в Идлибе, ответственность за которую Вашингтон и страны Запада возлагают на президента Сирии Башара Асада. Данный инцидент вызвал неоднозначную реакцию в странах Евросоюза и России.
14 апреля 2018 года Трамп отдал приказ ВС США нанести удар по столице Сирии Дамаску. Поводом для удара стало обвинение Асада в использовании химического оружия против оппозиции. Операция была осуществлена при поддержке Франции и Великобритании. Всего было запущено 105 ракет, из которых по данным Генштаба РФ сбито была 71, а по данным «Сирийский обсерватории прав человека» — 65.

##### Обострение ситуации на Корейском полуострове
12 апреля 2017 года Президент США Дональд Трамп заявил об отправке ударной группы кораблей во главе с авианосцем «Карл Винсон» для противодействия угрозы со стороны КНДР. 15 апреля авианосец «Карл Винсон» пришвартовался в порту Пусан. По мнению официального Вашингтона, прибытие авианосца даёт сигнал КНДР о том, что США настроены решительно ответить на угрозу со стороны Северной Кореи, в том числе проведения ядерных испытаний. 29 мая прошли военные учения США и Южной Кореи в Японском море. Группа кораблей простояла у берегов Кореи чуть более месяца, неся вахту. 31 мая авианосец «Карл Винсон» покинул порт Пусан и возвращается в США. У берегов Корейского полуострова останется авианосец «Рональд Рейган» для несения вахты.

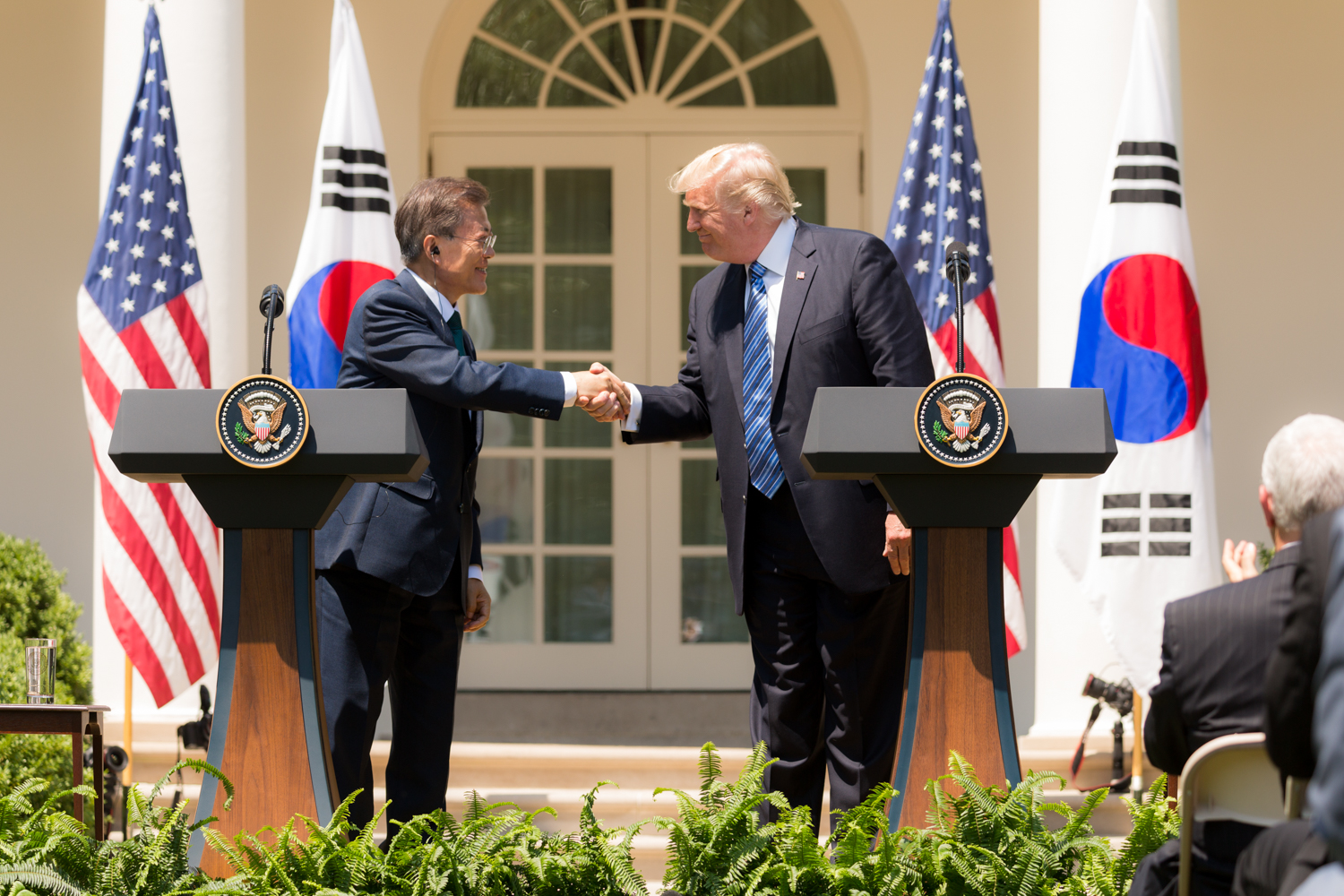
Мун Чжэ Ин и Дональд Трамп, 30 июня 2017 года

Некоторые СМИ и политологи назвали обострение ситуации вокруг Корейского полуострова «корейским кризисом», хотя уместнее было бы назвать данную ситуацию «вторым корейским кризисом», так как один корейский кризис уже наблюдался в 2013 году. Некоторые же говорят о риске получения Соединёнными Штатами Америки второй Вьетнамской войны.
В мае 2018 года 18 конгрессменов-республиканцев выдвинули Трампа на Нобелевскую премию мира 2019 года за усилия, направленные на решение корейского вопроса.

##### Передача властям РФ ранее конфиденциальных сведений
В 2017 году в СМИ публиковались мнения бывших или анонимных чиновников разведывательных ведомств, которые указывали на потенциальную опасность передачи в ходе официальных встреч Трампа с российскими представителями конфиденциальных сведений, которые были получены правительством США от третьих стран. Так, во время встречи президента США с министром иностранных дел России Сергеем Лавровым и послом России в США Сергеем Кисляком 10 мая 2017 года Трамп якобы передал конфиденциальные сведения, предоставленные неназванным союзником США по борьбе с ИГИЛ, что, как утверждалось, могло привести к утрате доверия к США со стороны других союзников. Представители администрации президента отвергли эти обвинения. Лидер республиканского большинства в сенате Митч Макконнелл поддержал требование сенатского комитета по разведке, который добивался получения материалов о встрече Трампа с Лавровым.
Согласно Washington Post, уровень секретности предоставленных России сведений настолько высок, что такие данные не были предоставлены даже союзникам США. Дональд Трамп заявил, что имеет полное право делиться конфиденциальной информацией с Россией, чтобы бороться с «Исламским государством».

##### Дело Флинна

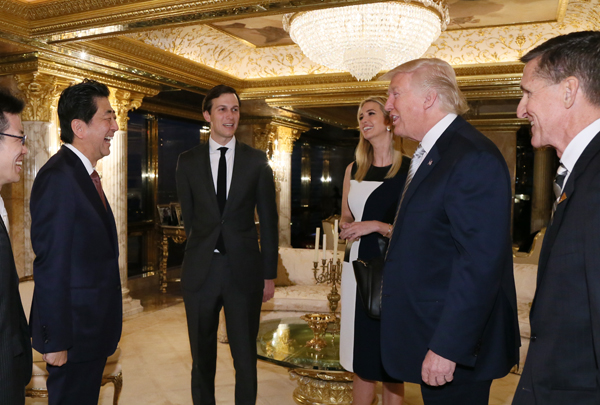
Дональд Трамп, Джаред Кушнер, Иванка Трамп, Майкл Флинн и Синдзо Абэ, 17 ноября 2016 года

После отставки с поста директора ФБР 9 мая 2017 года, Джеймс Коми разослал руководящим работникам бюро информационную записку, в которой сообщил о том, что в феврале 2017 года президент Трамп якобы обратился к нему с конфиденциальной просьбой о прекращении расследования возможных связей с российскими представителями Майкла Флинна, незадолго до того уволенного со скандалом с поста советника по государственной безопасности. Представители администрации Трампа отрицают сведения Коми. По мнению некоторых сенаторов, сведения Коми, в случае подтверждения, могут стать поводом для начала процедуры импичмента Трампа.
17 мая 2017 года министерство юстиции США назначило специального прокурора для расследования возможного вмешательства России в предвыборную кампанию 2016 года. На эту должность назначен Роберт Мюллер, возглавлявший ФБР с 2001 по 2013 год. В октябре 2017 года за материалы, способствующие импичменту Трампа, американским миллионером-издателем Ларри Флинтом была объявлена награда в 10 миллионов долларов.

##### Прекращение исполнения Оттавского договора
США никогда не являлись стороной Оттавского договора о запрещении противопехотных мин ненаправленного действия. Однако в 2014 году Барак Обама запретил в соответствии с Оттавским договором использование американскими вооружёнными силами противопехотных мин на всей территории Земли (кроме Кореи). В 2020 году Дональд Трамп этот запрет отменил.

##### Разрыв ядерной сделки с Ираном
8 мая 2018 года Трамп объявил, что США выходят из ядерной сделки с Ираном.

##### Двусторонние международные отношения
Отношения с Израилем
Президентство Дональда Трампа отличалось дружественным отношением к Израилю; газета The Times of Israel опубликовала список из 100 случаев, когда Дональд Трамп поддержал Израиль.
6 декабря 2017 года США официально признали Иерусалим столицей Израиля. 14 мая 2018 года, в день 70-летней годовщины независимости Израиля, Трамп, выполняя американский закон 1995 года о признании Иерусалима столицей Израиля, перенёс посольство США в Израиле из Тель-Авива в Иерусалим.
27 марта 2019 года Трамп, совместно с премьер-министром Израиля Биньямином Нетаньяху, подписал официальную декларацию о признании США суверенитета Израиля над Голанскими высотами.
В 2020—2021 годах при посредничестве США, впервые за 26 лет, были подписаны 4 договора о нормализации отношений между Израилем и арабскими странами (ОАЭ, Бахрейном, Суданом и Марокко), известные как Соглашения Авраама; переговоры курировал старший советник и зять Трампа Джаред Кушнер. Эти соглашения получили широкую поддержку как со стороны республиканцев, так и со стороны демократов.
Отношения с Северной Кореей
Северная Корея стала серьёзной проблемой в середине 2017 года. Во время кампании и первых месяцев своего президентства Трамп сказал, что он надеется, что Китай поможет обуздать ядерные амбиции и ракетные испытания Северной Кореи. Однако Северная Корея ускорила свои ракетные и ядерные испытания, что привело к усилению напряженности. В июле в стране был проверен пуск двух дальних ракет, обозначенные западными наблюдателями как межконтинентальные баллистические ракеты, потенциально способные достичь Аляски, Гавайев и материка США. В августе Трамп резко обострил свою риторику против Северной Кореи, предупредив, что дальнейшая провокация против США будет встречена «огнём и яростью, какой мир никогда не видел». Северокорейский лидер Ким Чен Ын угрожал направить очередной ракетный пуск страны на Гуам.

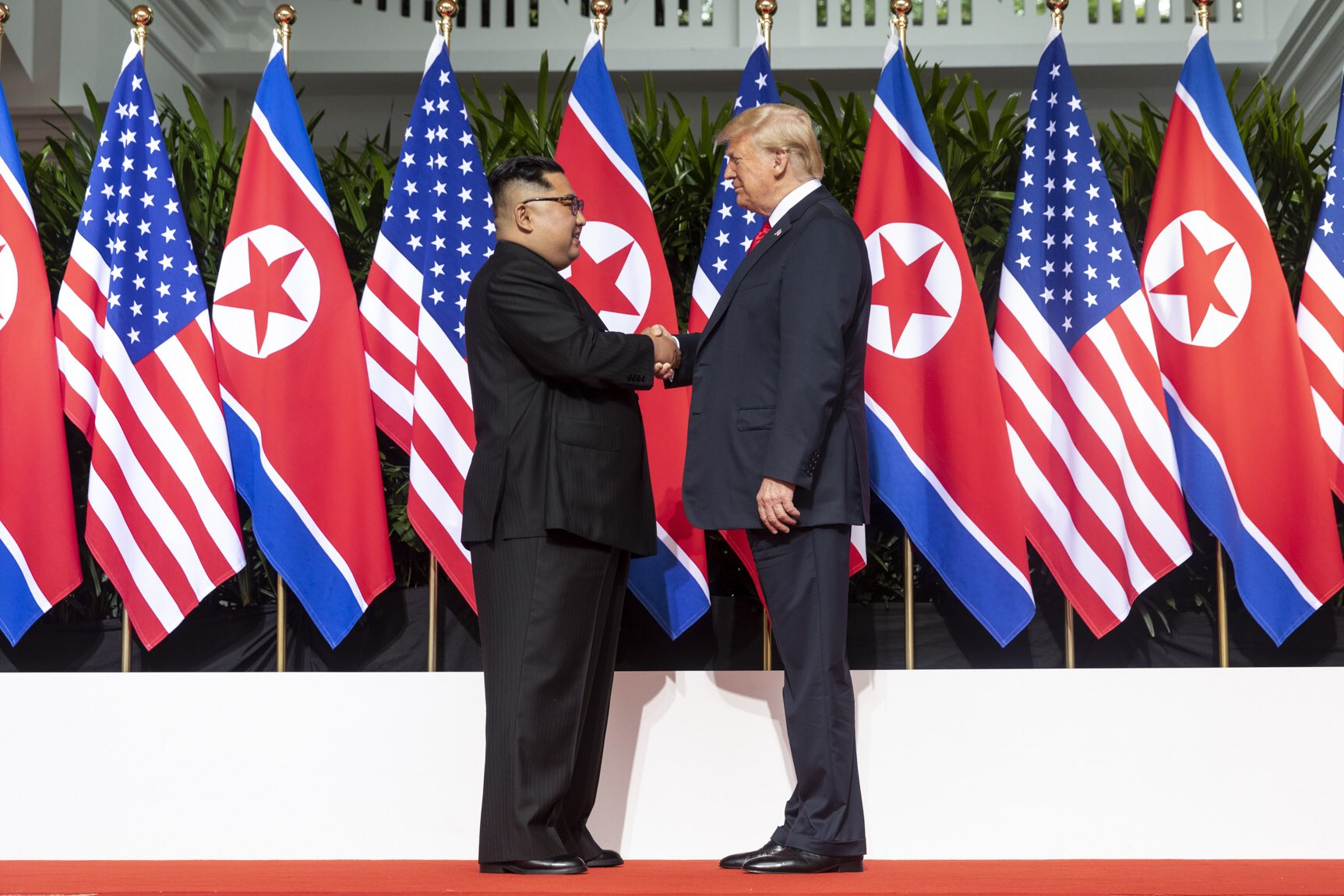
Трамп встречается с Ким Чен Ыном на саммите в Сингапуре в июне 2018 года

12 июня 2018 года, после нескольких раундов предварительных встреч на уровне персонала, Трамп и Ким провели двусторонний саммит в Сингапуре.
Отношения с Китаем
В 2018 году инициировал введение новых таможенных пошлин и иных экономических ограничений на торговлю с Китаем.
Отношения с Россией
Культ личности Трампа был широко распространён в России. Во время кампании Трамп неоднократно хвалил президента России Владимира Путина как сильного лидера и призывал к улучшению отношений с Москвой. В течение нескольких дней после инаугурации Трампа сотрудникам Госдепартамента было приказано разработать планы немедленной отмены санкций против России, хотя планы так и не были выполнены.
По словам Путина и некоторых политических экспертов и дипломатов, американо‑российские отношения, которые уже были на самом низком уровне после окончания «холодной войны», ещё больше ухудшились после вступления Трампа в должность в январе 2017 года. В июле 2017 года в рамках саммита G20 состоялась первая встреча Трампа с президентом России Владимиром Путиным, а в ноябре лидеры вновь пересеклись на саммите АТЭС во Вьетнаме.

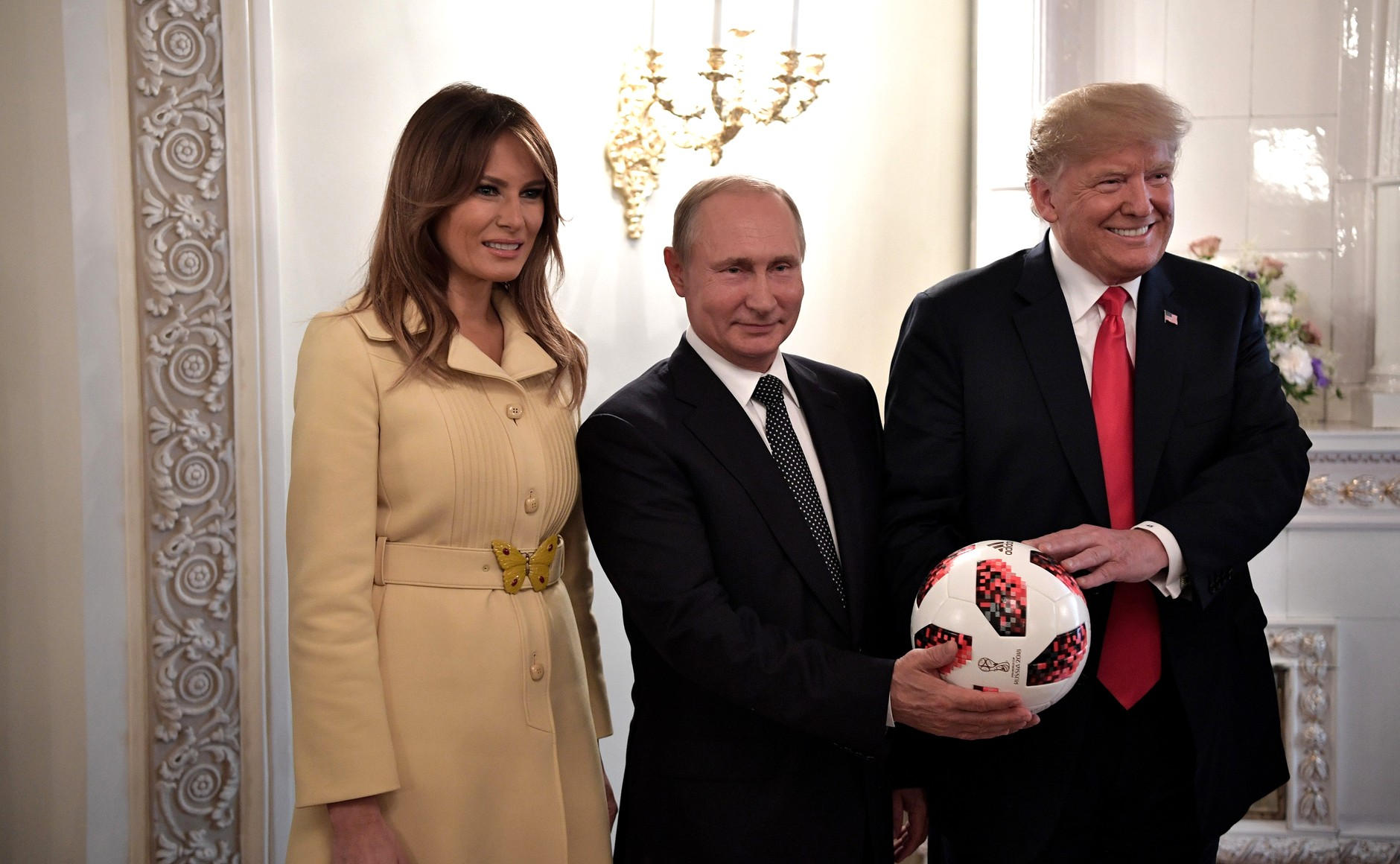
Саммит Россия — США в Хельсинки в июле 2018 года Мелания Трамп, Владимир Путин и Дональд Трамп (слева направо)

16 июля 2018 года состоялась двусторонняя встреча Трампа с Путиным в Хельсинки, в ходе которой Трамп сделал заявления, как было истолковано его политическими противниками, в поддержку официальной позиции России о невмешательстве РФ в выборы в США в 2016 году — вопреки официально обнародованному мнению разведывательного сообщества США.
Следующая встреча глав государств состоялась в июне 2019 года в рамках саммита G20 в Японии.
В интервью журналисту The Washington Post Бобу Вудворду Дональд Трамп восхищался Путиным. Он заявил, что отношения между Россией и США должны быть очень хорошими и проводил кампанию за то, чтобы ладить с Российской Федерацией и Китаем. «Дружить с Россией — это хорошо, а не плохо, ясно? Тем более что у них 1332 гребаных ядерных боеголовки» — заявил Трамп.

##### Косово, Сербия, Израиль
Премьер-министр Косова Авдулла Хоти назвал «великим моментом для Косова и региона» соглашение, подписанное им и президентом Сербии Александром Вучичем в Овальном кабинете с президентом США, — о нормализации экономических отношений между Белградом и Приштиной. Соглашение, представлявшее собой 2 неидентичных документа, каждый из которых был подписан лишь одной из сторон, не предусматривало признание Республики Косово как государства со стороны Сербии и содержало, среди прочего, обязательства сторон в отношении Израиля, в частности, перенос посольства Сербии в Израиле в Иерусалим. По мнению хорватского политического аналитика профессора Деяна Йовича (Dejan Jović), администрация Трампа намеренно поставила данный балканский вопрос в контекст и в связи со своей ближневосточной политикой, — дабы актуализировать его в качестве своего внешнеполитического успеха для американских избирателей в преддверии президентских выборов.

#### Первая попытка импичмента

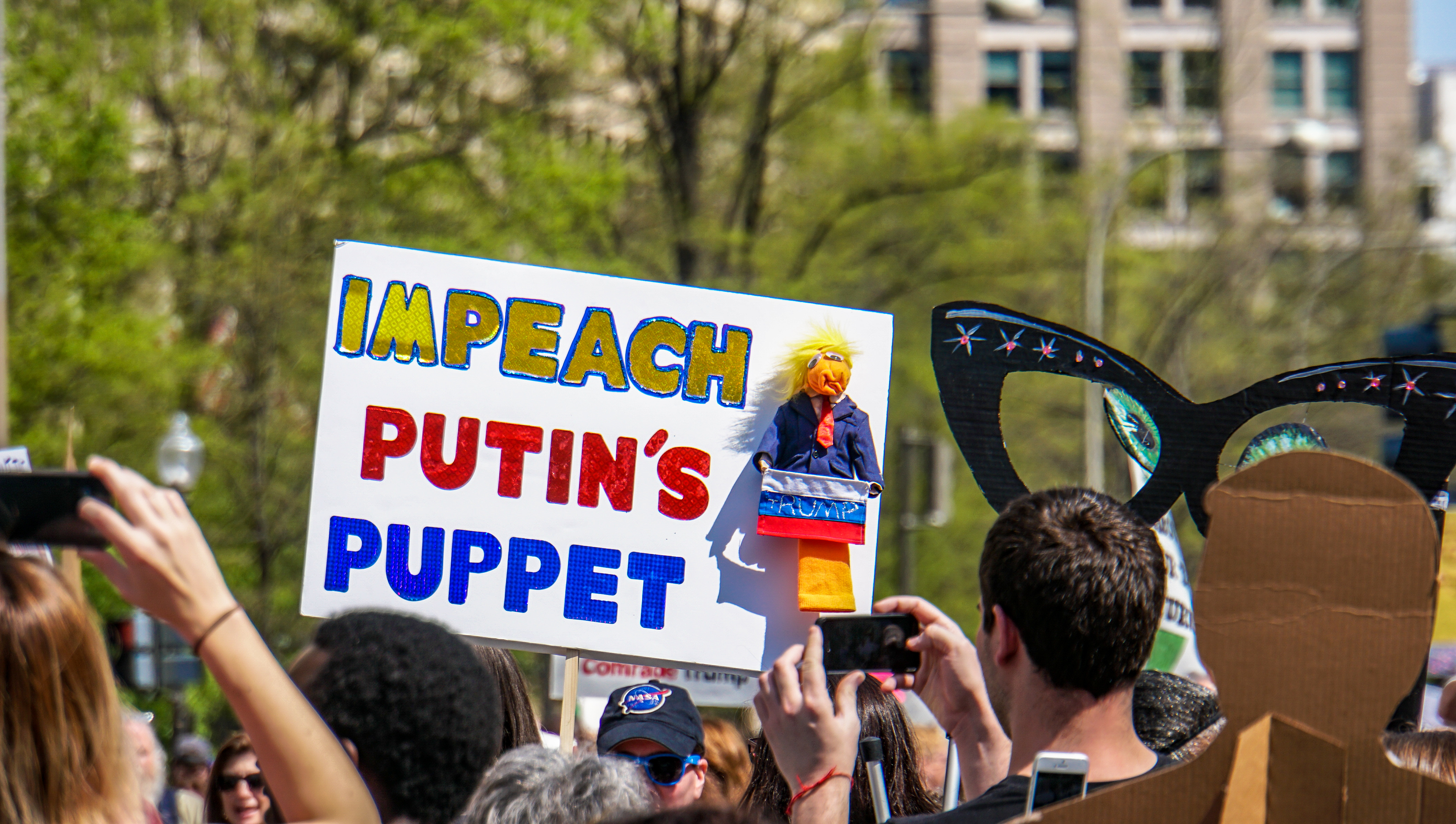
Протесты в США против Дональда Трампа с требованием его импичмента. На плакате один из протестующих называет его «марионеткой Путина»

Усилия по привлечению к ответственности Дональда Трампа предпринимались различными людьми и группами, которые утверждают, что он занимался небезупречной деятельностью во время своего президентства. Разговор об импичменте начался до того, как Трамп вступил в должность. Официальные усилия были предприняты представителями Алом Грином и Брэдом Шерманом, оба демократы, в 2017 году, в первый год его президентства. Решение об импичменте в декабре 2017 года провалилось в тогдашней республиканской палате с разницей в 58-364.
Демократы получили контроль над Палатой представителей после выборов 2018 года и начали многочисленные расследования действий и финансов Трампа. 17 января 2019 года появились новые обвинения в отношении Трампа, утверждая, что он дал указание своему давнему адвокату Майклу Коэну лгать под присягой, о причастности Трампа к проекту российского правительства построить башню Трампа в Москве. Это также вызвало призывы к расследованию и к президенту «подать в отставку или быть подвергнутым импичменту», если такие заявления окажутся подлинными.
В докладе Мюллера, опубликованном 18 апреля 2019 года, не было сделано никаких выводов о том, совершил ли Трамп уголовное препятствие правосудию. Мюллер твёрдо намекнул, что именно Конгресс должен принять такое решение. В результате поддержка Конгресса по запросу об импичменте возросла. Спикер Нэнси Пелоси первоначально сопротивлялась призывам к импичменту. В мае 2019 года она указала, что дальнейшие действия Трампа, которые она охарактеризовала как препятствование отправлению правосудия и отказ в соблюдении повестки в Конгрессе, могут потребовать проведения расследования по делу об импичменте. Всё большее число демократов Палаты представителей и один республиканец, представитель Джастин Амаш (Мичиган), запрашивали такое расследование.

#### Резолюции Конгресса
- H. Res. 13, Представлена 3 января 2019 года представителем Брэдом Шерманом (Д. -Калифорния)[339]. Немедленно передана в Судебный комитет и Подкомитет по Конституции, гражданским правам и гражданским свободам 4 февраля 2019 года[340]
- H. Res. 257, Представлена 27 марта 2019 года представителем Рашидой Тлейб (Ди-Мичиган)[341]. Передана в Комитет по правилам[342].
- H. Res. 396, Представлена 22 мая 2019 года представителем Шейлой Джексон Ли (штат Техас)[343]. Передана в Комитет по правилам[344].
- H. Res. 498 Представлена 17 июля 2019 года представителем Алом Грином (Ди-Техас)[345]. Привилегированное разрешение, которое было внесено путём голосования 332-95[346][347][348].

#### Украина
С мая по август 2019 года президент Трамп и его личный адвокат Руди Джулиани настаивали на том, чтобы украинское правительство расследовало дело Хантера Байдена, сына кандидата в президенты 2020 года Джо Байдена. В то же время Трамп приостановил военную помощь Украине, по данным Reuters, «не предоставив объяснений», а затем возобновил помощь. Считается, что жалоба информатора из разведывательного сообщества связана с этой ситуацией.
22 сентября 2019 года Трамп признал, что обсуждал вопрос о Джо Байдене во время разговора с президентом Украины Владимиром Зеленским 25 июля. Трамп заявил: «мы не хотим, чтобы наши люди, такие как вице-президент Байден и его сын, создавали коррупцию уже на Украине». 25 сентября Белый дом обнародовал часть стенограммы разговора Трампа с Зеленским после обещания сделать это накануне. В тот же день жалоба заявителя была передана в Конгресс.
31 октября Палата представителей Конгресса США приняла резолюцию об официальном начале процедуры импичмента президента Трампа.
18 декабря 2019 года Палата представителей провела финальные дебаты по импичменту, поставив на голосование две статьи обвинений против президента США Дональда Трампа — «злоупотребление властью» и «препятствование расследованию Конгресса». В начале была утверждена первая статья (230 голосов за, 197 — против), таким образом главе государства был объявлен импичмент и Дональд Трамп стал третьим президентом в истории США, в отношении которого приняла такое решение Палата представителей Конгресса. После этого конгрессмены утвердили вторую статью обвинений (229 голосов за, 198 — против).
5 февраля 2020 года по завершении рассмотрения предъявленных обвинений в Сенате Трамп был оправдан по обеим статьям.
В феврале 2023 года Дональд Трамп заявил, что «на протяжении десятилетий у нас были одни и те же люди, такие как Виктория Нуланд и многие другие, подобные ей, одержимые стремлением подтолкнуть Украину к вступлению в НАТО. Не говоря уже о поддержке Госдепартаментом восстаний на Украине».

### Президентская кампания 2020 года
Трамп сообщил о своём намерении баллотироваться на второй срок, подав заявку в течение нескольких часов после вступления в должность. Это превратило его избирательную комиссию 2016 года в переизбрание на 2020 год. Трамп отметил официальное начало кампании на митинге в Мелборне 18 февраля 2017 года. К январю 2018 года комиссия по переизбранию Трампа имела в распоряжении $22,1 млн, а к августу 2019 года она собрала общую сумму, превышающую $67 млн. 17 марта 2020 года Трамп набрал больше 1276 делегатов на праймериз, необходимых для номинации на президентские выборы от Республиканской партии.
27 августа 2020 года Трамп официально согласился вновь стать кандидатом от Республиканской партии. По итогам прошедших в ноябре 2020 года президентских выборов проиграл кандидату от Демократической партии Джозефу Байдену (232 против 306 голосов выборщиков). До, во время и после дня выборов Трамп и многочисленные республиканцы пытались отменить результаты выборов, заявляя о широко распространённых нарушениях и пытаясь повлиять на процесс подсчёта голосов в колеблющихся штатах. Однако Генеральный прокурор Уильям Барр и официальные лица в каждом из 50 штатов не обнаружили доказательств широко распространённых фальсификаций или нарушений.
Трамп и его сторонники также распространяли теории заговора о масштабных фальсификациях, оказывали давление на выборщиков-республиканцев и законодателей, возражая против сертификации коллегии выборщиков в Конгрессе и отказываясь сотрудничать с переходной командой президента. Данная деятельность была охарактеризована СМИ как «попытка переворота».
Трамп неоднократно отказывался уступать и объявлял себя победителем. Вместе с сотрудниками избирательного штаба он после выборов многократно обращался в суды с требованием пересчитать голоса избирателей в ряде штатов. Некоторые сенаторы-республиканцы, включая лидера сенатского большинства Митча Макконнелла, высказались против оспаривания результатов голосования. Действия республиканцев не имели успеха, иски были отклонены судами, в том числе Верховным судом США. 6 января 2021 года состоялся масштабный митинг в поддержку Трампа в Вашингтоне, в ходе которого Трамп заявил: «Мы никогда не сдадимся, мы никогда не признаем поражение.», после чего толпа его сторонников на непродолжительное время захватила Капитолий, что привело к гибели нескольких человек. На следующий день после этого Трамп признал поражение в выборах.

### Вторая попытка импичмента
После захвата Капитолия 6 января 2021 года сторонниками Трампа многочисленные государственные деятели страны обвинили его в подстрекательстве к насилию и призвали к его отставке. Члены Конгресса США из Демократической и Республиканской партий, включая спикера Палаты представителей Нэнси Пелоси, лидера меньшинства в Сенате Чака Шумера и связанные с ними должностные лица призвали к немедленному лишению Трампа его полномочий и обязанностей по управлению государством либо путём применения 4-й статьи Двадцать пятой поправки к Конституции США, либо путём импичмента и последующего осуждения. Ряд социальных сетей заблокировал аккаунты Трампа на том основании, что дальнейшее присутствие Трампа на их платформах в качестве американского президента создаёт риск насилия. Вслед за Трампом эти сервисы начали массово блокировать аккаунты его сторонников.
13 января 2021 года Палата представителей Конгресса США большинством голосов поддержала инициативу импичмента Дональду Трампу. Сенат США начал рассмотрение вопроса об импичменте уже сложившего президентские полномочия Трампа 9 февраля 2021 года. В результате голосования 13 февраля Трамп был оправдан. Дональд Трамп — первый президент США, которому дважды пытались объявить импичмент.

### Между первым и вторым президентствами
20 января 2021 года Дональд Трамп не присутствовал на инаугурации Джозефа Байдена, что стало первым подобным случаем с 1869 года (на церемонии инаугурации президента Улисса Гранта отсутствовал его предшественник Эндрю Джонсон). При этом, вопреки традиции, Трамп не передал Байдену «ядерный чемоданчик», и для Байдена пришлось изготовлять новый.
После выборов влияние Трампа на республиканскую партию сохранялось, он проводил митинги в поддержку поддерживавших его кандидатов на местных выборах. К президентским выборам 2024 года им был создан политический фонд Save America, сборы которого с момента создания в ноябре 2021 года по март 2022 года достигли 124 млн долл. В июле 2022 года Трамп объявил, что будет участвовать в выборах 2024 года.

### Судебные преследования
В 2023 году на Трампа было заведено 4 уголовных дела по 91 пункту обвинения.

#### Обвинения в невозврате секретных документов
8 августа 2022 года сотрудники ФБР провели обыск на вилле Трампа Мар-а-Лаго во Флориде в связи с расследованием по поводу того, что Трамп после ухода с поста президента якобы вывез с собой секретные документы.
9 июня 2023 года Дональд Трамп сообщил, что его адвокатов уведомили о предъявлении ему обвинений. Они, по его словам, «по-видимому, связаны с коробками» с секретными документами, которые нашли в его поместье. Трампа обязали явиться в федеральный суд Майами 13 июня.

#### Скандал со Сторми Дэниелс
Накануне президентских выборов 2016 года адвокат Трампа Майкл Коэн якобы передал порноактрисе Сторми Дэниэлс 130 тысяч долларов за неразглашение сведений о её романе с Трампом.
В 2023 году окружной прокурор Манхэттена Элвин Брэгг обвинил Трампа в том, что деньги, которые были перечислены Дэниэлс, могли быть взяты не из личных средств Трампа, а из его избирательного фонда. 30 марта большое жюри присяжных Манхэттена проголосовало за предъявление обвинений Трампу.
4 апреля 2023 года суд Нью-Йорка предъявил Трампу обвинения по 34 пунктам. Трамп заявил о своей невиновности по всем пунктам.
31 мая 2024 года суд присяжных уголовного суда Манхэттена признал Трампа виновным по этому уголовному делу.
10 января 2025 года судья Хуан Мерчан вынес приговор, освобождающий Трампа от какого-либо наказания, так как не мог принять решение, которое бы помешало работе Трампа, который выиграл президентские выборы 2024 года, на посту президента. По законам штата Нью-Йорк судья имеет право отказаться от назначения тюремного срока, штрафа или испытательного срока, когда приходит к выводу, что нет практического смысла назначать какое бы то ни было наказание.

#### Уголовные обвинения по делу о выборах 2020 года
1 августа 2023 года большое жюри предъявило Трампу обвинение в окружном суде округа Колумбия по четырём пунктам обвинения: «сговор с целью обмана Соединённых Штатов»; «сговор с целью вмешательства в официальные процедуры», «вмешательство и попытку вмешательства в официальные процедуры», «сговор против прав». Трампа обвинили в том, что «несмотря на поражение» на выборах, он «был полон решимости остаться у власти» и в течение более чем двух месяцев после выборов «распространял ложь» о мошенничестве в ходе голосования, зная, что это недостоверная информация, попытался отменить результаты выборов с помощью заговора с целью назначить новых выборщиков, а затем пытался использовать насилие и хаос в Капитолии, призывая законодателей, на основе ложных заявлений о мошенничестве в ходе выборов, отложить утверждение их результатов. По этим обвинениям Трампу грозит до 50 лет тюрьмы.
3 августа 2023 года Трамп прибыл в Вашингтон из своего гольф-клуба в штате Нью-Джерси для участия в судебном заседании. Он заявил, что не признаёт себя виновным. Трампа отпустили под обязательство о явке и соблюдении законов, следующее заседание суда назначили на 28 августа.
14 августа 2023 года аналогичные федеральным обвинения в попытке незаконным способом добиться пересмотра результатов президентских выборов в 2020 году были выдвинуты против Трампа и в штате Джорджия. В связи с этим делом 24 августа 2023 года Трамп прилетел в Атланту, столицу Джорджии, и явился в тюрьму округа Фултон для формального ареста. Он сразу же был освобождён под залог в размере 200 тысяч долларов.

##### Фотография под арестом
24 августа 2023 года, в то время когда Трамп, проходил процедуру формального ареста в тюрьме округа Фултон в Атланте, была сделана его фотография под арестом. На фотографии Трамп, одетый в синий костюм с белой рубашкой и красным галстуком, сердито смотрит в камеру на сером фоне. Его лицо освещено сбоку и сверху. Это первая в истории США и пока единственная фотография президента США, сделанная под арестом.
После публикации фотография Трампа под арестом получила широкую известность и активно использовалась на товарах его президентской кампании, в интернет-мемах и в различных сообщениях СМИ по всему миру.
После победы Трампа на выборах и начала второго президентства его фотография под арестом была выставлена в Овальном кабинете.

#### Другие судебные процессы
26 января 2024 года присяжные федерального суда округа Манхэттен постановили, что Дональд Трамп должен выплатить 83,8 млн долл. писательнице Элизабет Кэрролл за отрицание её обвинений в сексуальном насилии. В мае 2023 года суд Нью-Йорка по этому делу постановил выплатить 3 млн долл. за моральный ущерб и ещё 2 млн долл. по гражданскому иску о побоях. Трамп подал апелляцию, по результатам которой сумма выросла в 17 раз. Из этой суммы 11 млн долл. должно быть выплачено на финансирование кампании по восстановлению репутации, 7,3 млн долл. — на покрытие морального ущерба, 65 млн долл. в виде штрафа за злонамеренные действия в отношении Кэрролл.
16 февраля 2024 года суд Нью-Йорка признал Дональда Трампа виновным по делу о мошенничестве при оценке активов компании «The Trump Organization». «The Trump Organization» завысила стоимость активов в документации, а также фальсифицировала финансовые отчёты, чтобы получить более благоприятные условия по кредитам и страховке. Суд обязал Трампа выплатить около 355 млн $ в качестве штрафа. С учётом процентов сумма штрафа может составить 454 млн долл.
2 апреля 2024 года Трамп внёс 175 млн долл. в качестве залога по делу о мошенничестве при оценке активов компании «The Trump Organization».
1 июля 2024 года Верховный суд США постановил, что Трамп обладает иммунитетом от уголовного преследования по делу «Трамп против США». Суд постановил, что Дональд Трамп обладает абсолютным иммунитетом в отношении своих основных конституционных полномочий и частичным иммунитетом в отношении всех официальных действий.

### Президентская кампания 2024 года
16 ноября 2022 года Дональд Трамп подал заявку на выдвижение в президенты США. В этот же день он сделал официальное заявление о том, что будет участвовать в президентских выборах в США в 2024 году:

Чтобы снова сделать Америку великой, я сегодня вечером выдвигаю свою кандидатуру на пост президента Соединённых Штатов.

#### Покушения

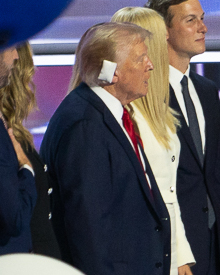
Дональд Трамп, получивший ранение в ухо, на съезде Республиканской партии в Пенсильвании в 2024 году

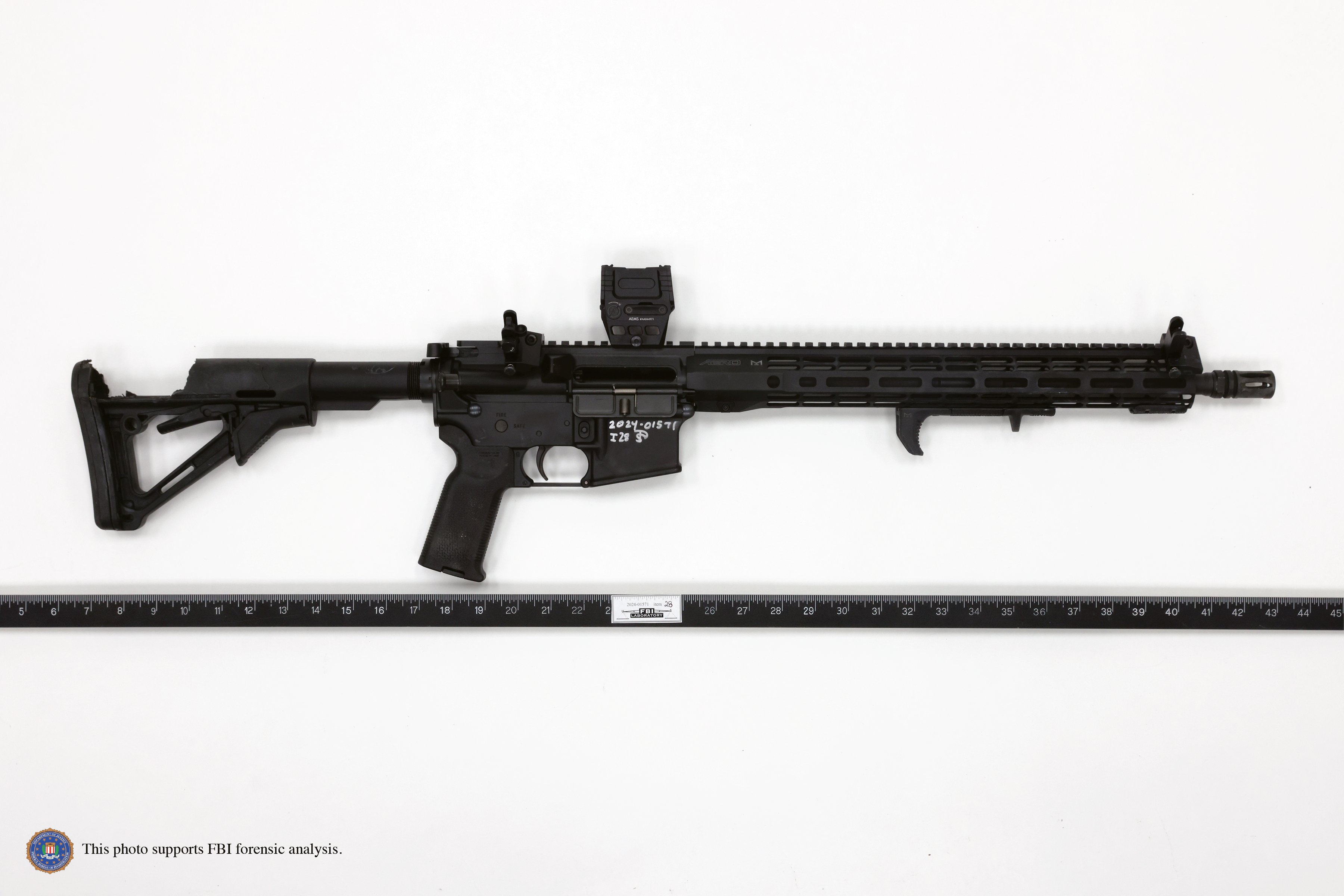
Винтовка AR-15 Крукса

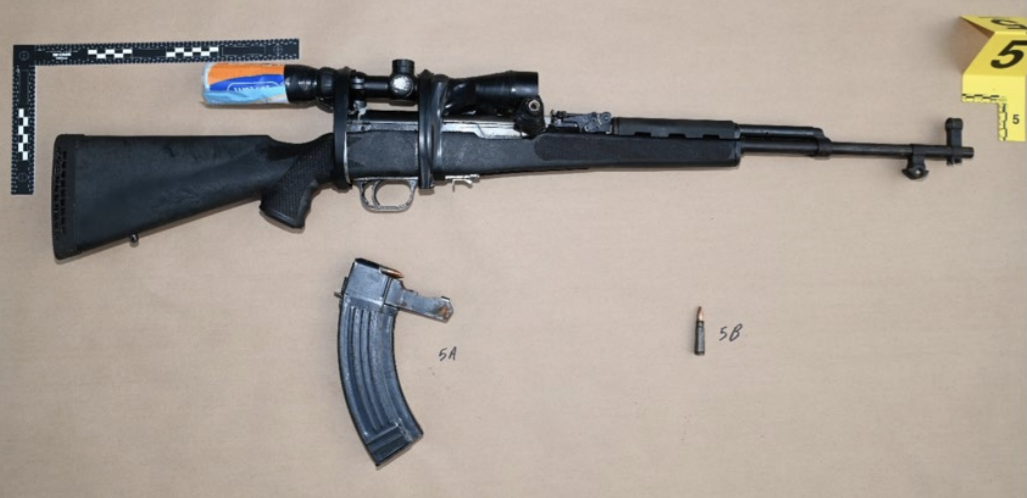
Винтовка типа СКС Раута

13 июля 2024 года бывший президент и кандидат в президенты США Дональд Трамп был ранен в правое ухо в результате стрельбы на митинге, который проходил в Батлере (штат Пенсильвания) в рамках предвыборной кампании перед выборами президента США 2024.
Погиб один из участников митинга 50-летний Кори Комператоре, ещё два человека госпитализированы в тяжёлом состоянии. Подозреваемый 20-летний Томас Мэтью Крукс был убит. Преступление расследуется как «покушение на убийство». Это первый случай, когда бывший или нынешний президент США был ранен, с тех пор как в 1981 году стреляли в Рональда Рейгана. 
15 сентября 2024 года вблизи гольф-клуба Трампа во Флориде произошла новая попытка его убийства, Трамп не пострадал. Инцидент произошёл примерно в 1:30 дня по восточному поясному времени, когда Трамп играл в гольф в клубе между пятой и шестой лунками с другом и спонсором Стивом Уиткоффом. Агенты Секретной службы увидели за забором мужчину, который, прятался в кустах примерно в 400 ярдах от Трампа и целился в него из винтовки типа СКС. Агенты открыли огонь по мужчине, он бросил оружие и попытался скрыться на автомобиле. Свидетель сфотографировал автомобиль подозреваемого, что помогло властям выследить и арестовать его. Злоумышленником оказался 58-летний Райан Уэсли Раут.
12 октября 2024 года в Калифорнии вероятно была предотвращена третья попытка покушения, мужчина, вооружённый с поддельным пропуском пытался пробраться на митинг Трампа в Коачелле, но был задержан полицией на КПП в полумиле от митинга, по данным полиции, 49-летний Вэм Миллер находился в чёрном внедорожнике, когда его задержали, при себе имел незаконно приобретённое оружие: дробовик, заряженный пистолет и обойму повышенной ёмкости.
Помимо этого, в начале августа официальные лица США объявили о предотвращении заговора с целью убийства американских политиков, который координировался предположительно из Ирана. Одной из мишеней участников заговора должен был стать Дональд Трамп. Тегеран отверг обвинения в причастности к заговору против Трампа и вмешательстве в предвыборную кампанию в США. Президент США Джо Байден поручил Совету национальной безопасности предупредить правительство Ирана, что Вашингтон будет считать актом войны любые покушения со стороны Тегерана на жизнь экс-президента США и кандидата на этот пост Дональда Трампа.
8 ноября 2024 года Министерство юстиции США предъявило уголовные обвинения мужчине, который признался, что правительственный чиновник из Корпуса стражей исламской революции поручил ему организацию плана заказного убийства избранного президента США Дональда Трампа.

#### Победа на выборах
В ноябре 2024 года Дональд Трамп одержал победу на выборах, получив поддержку 312 голосов выборщиков, что намного превышает число в 270 голосов необходимых для избрания президентом. Камала Харрис получила поддержку лишь 226 голосов выборщиков, и на следующий день после выборов она признала поражение, позвонив Дональду Трампу, чтобы поздравить его с победой.
Поскольку у Министерства юстиции США существует давняя политика, запрещающая судебное преследование действующего президента США, 25 ноября 2024 года специальный прокурор Джек Смит подал ходатайство о снятии с Трампа всех обвинений по делу о незаконном хранении секретных документов и по делу о вмешательстве в выборы. Что касается дела о вмешательстве в выборы в Джорджии, то этот судебный процесс был приостановлен после того, как стало известно, что окружной прокурор округа Фултон Фани Уиллис прежде состояла в романтических отношениях со специальным прокурором Натаном Уэйдом, которому было поручено это дело. По мнению адвокатов Трампа, это создавало конфликт интересов.

### Второе президентство

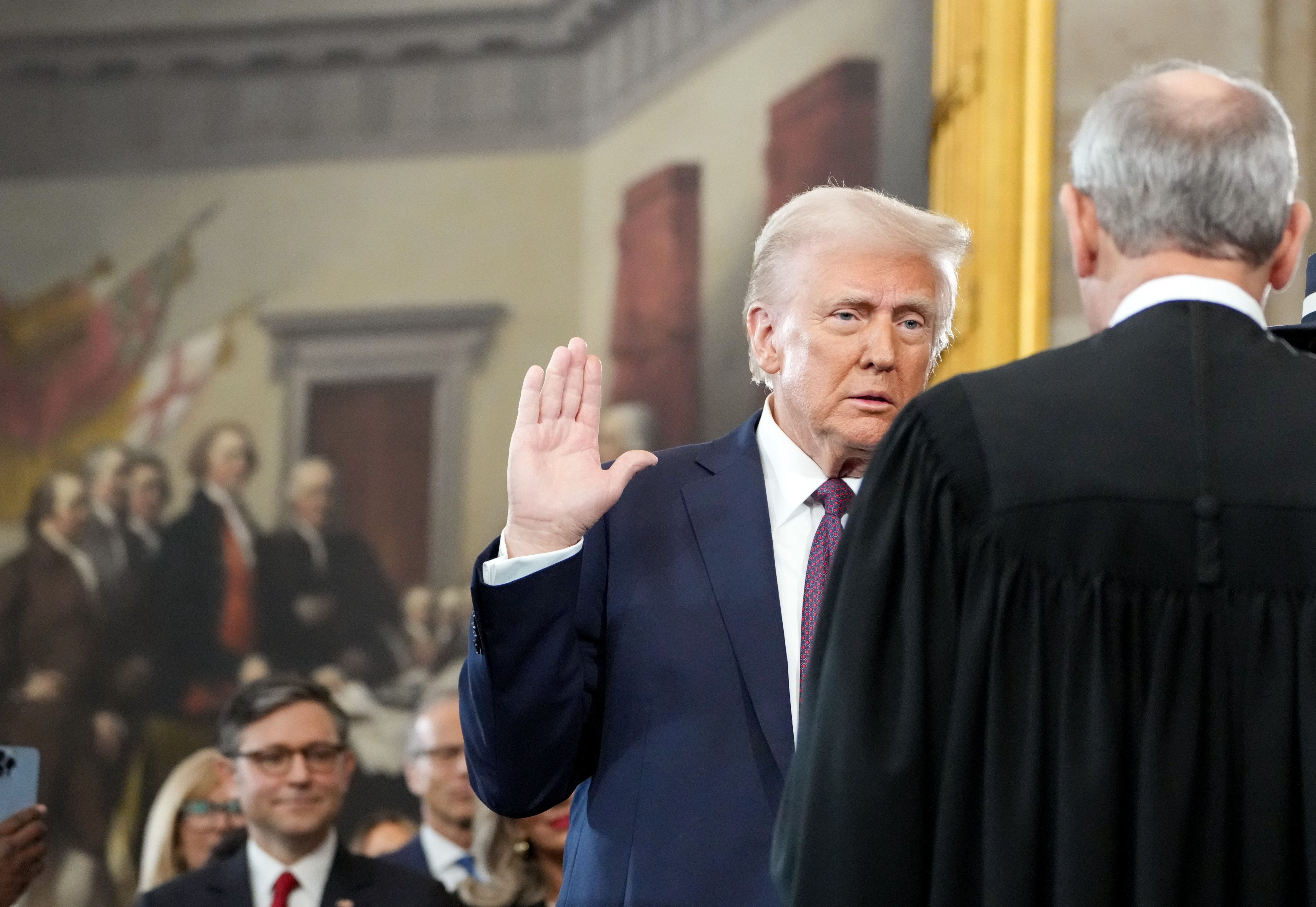
Дональд Трамп второй раз принимает присягу президента США

Второй президентский срок Дональда Трампа начался 20 января 2025 года, когда состоялась его вторая инаугурация.

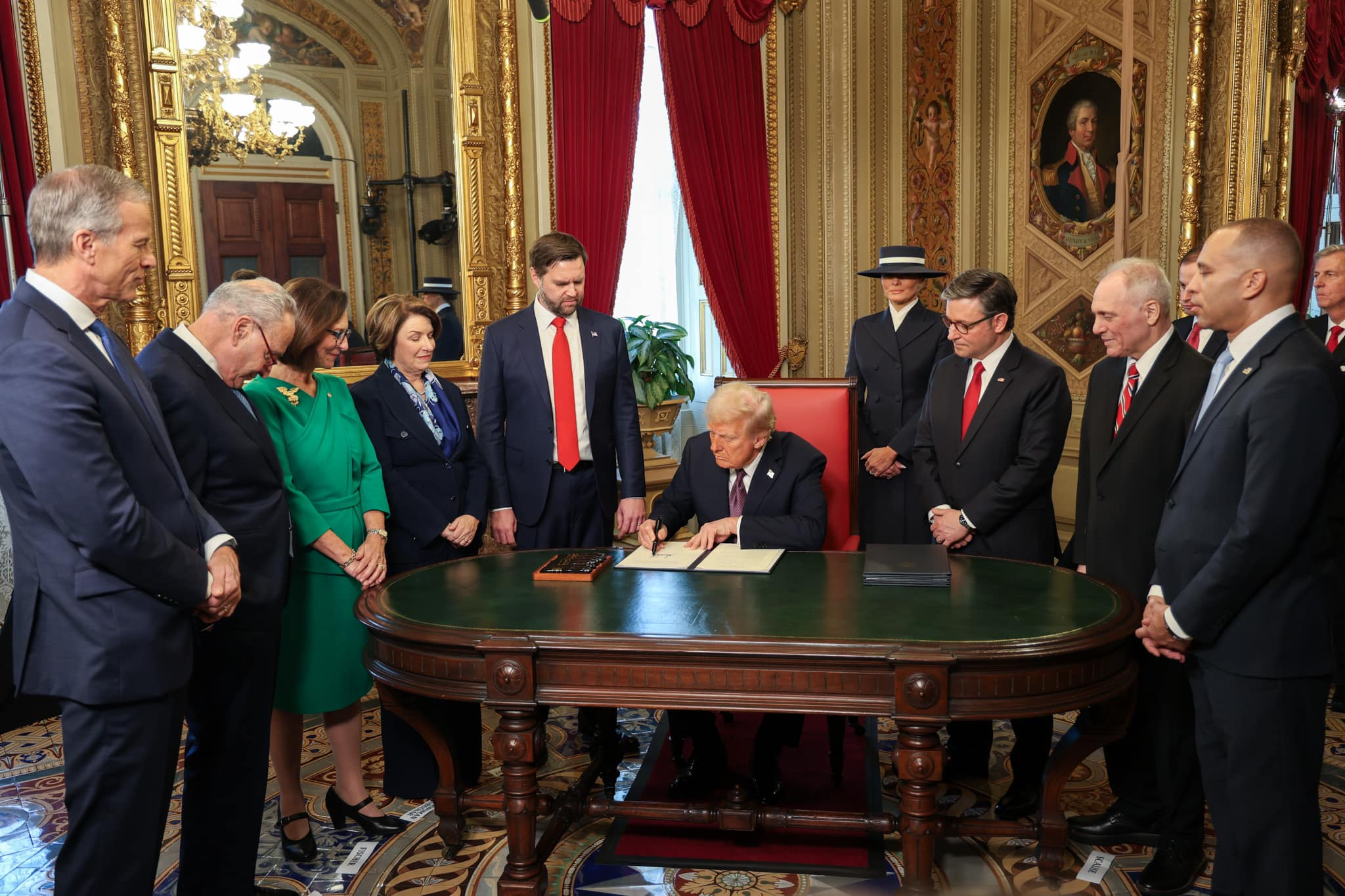
Дональд Трамп подписывает указы в день своей второй инаугурации

Дональд Трамп сразу после своей инаугурации подписал почти 200 указов, меморандумов и распоряжений. Первыми он подписал несколько указов о назначениях в свою администрацию. Ещё девять указов он подписал во время инаугурационного парада. Своим первым указом он отменил 78 «вредоносных» исполнительных указов и меморандумов предыдущего президента Джо Байдена, 17 из которых были подписаны им в январе 2025 года (в частности, об исключении Кубы из американского списка государств — спонсоров терроризма). Среди подписанных во время инаугурационного парада документов были указ о повторном выходе США из Парижского соглашения по климату (страну вернул в это соглашение в 2021 году Байден) и распоряжение, предписывающее всем федеральным служащим незамедлительно вернуться на работу в свои офисы, прекратив практику удалённой работы из дома, которая активно внедрялась бывшей администрацией во время пандемии COVID-19. Чуть позже Трамп подписал указы о выходе США из Всемирной организации здравоохранения, о приостановке на 90 дней всех программ помощи США другим странам «в целях международного развития» (для проверки, соответствует ли предоставление такой помощи политическим целям новой администрации), об отсрочке блокировки платформы TikTok в США как минимум на 75 дней.
В первый день своего президентства Трамп также ввёл режим чрезвычайной ситуации на американо-мексиканской границе из-за миграционного кризиса и ограничил получение американского гражданства по праву рождения.
Трамп закрыл все программы по разнообразию, равенству и инклюзивности (DEI) в федеральном правительстве и заявил о пересмотре существующих практик трудоустройства, добавив, что «необходимо вознаграждать индивидуальную инициативу, навыки, производительность и упорный труд» и ни при каких обстоятельствах не учитывать требования этих программ. Помимо этого, Трамп законодательно закрепил неизменное существование двух полов (мужского и женского) и отменил указ бывшего президента Байдена, позволяющий трансгендерам служить в армии.
20 января 2025 года Трамп также подписал указ обязывающий генпрокурора добиваться смертных приговоров за особо тяжкие преступления, включая убийства сотрудников правоохранительных органов и тяжкие преступления, совершённые нелегальными мигрантами, а также о снабжении штатов препаратами для казни. В тот же день Трамп полностью помиловал более 1,5 тысячи осуждённых за штурм Капитолия в 2021 году.
23 января 2025 года Трамп поручил рассекретить все документы об убийствах Джона Кеннеди, Роберта Кеннеди и Мартина Лютера Кинга.
2 апреля 2025 года Трамп ввёл в США режим чрезвычайной ситуации из-за «торгового дисбаланса, который угрожает национальной безопасности» и объявил о решении ввести ввозные пошлины в размере 10 % на импорт из 185 стран, а также повышенные «зеркальные» пошлины на поставки из государств, применявших в торговле с США несимметричные торговые ограничения (Камбоджа — 49 %, Вьетнам — 46 %, Шри-Ланка — 44 %, Бангладеш — 37 %, Таиланд — 36 %, Китай — 34 %, Тайвань — 32 %, Индонезия — 32 %, Швейцария — 31 %, ЮАР — 30 %, Южная Корея — 25 %, Япония — 24 %, Малайзия — 24 %, ЕС — 20 %, Израиль — 17 %). Эти пошлины не затрагивают лишь импортные товары, представляющие критическую важность для производства и национальной безопасности США. Они не коснулись России и Беларуси. Отдельные пошлины в размере 25 % были введены с 3 апреля на все ввозимые в США иностранные автомобили вне зависимости от страны производства. 9 апреля Трамп отложил введение пошлин на 90 дней более чем для 75 стран, которые изъявили желание обсудить введение торговых барьеров. В то же время для Китая все ранее введённые пошлины были сохранены.

## Личное состояние
В рейтинге журнала Forbes в 2016 году состояние Дональда Трампа оценивается в 3,7 млрд долларов (113-е место в рейтинге США). Трамп известен как собственник многочисленной коммерческой недвижимости.
14 июня 2017 года Трамп опубликовал декларацию о своих доходах за 2016 год, хотя не был обязан делать этого до мая 2018 года. В документе указал, что получает доходы от 565 компаний или корпораций, в которых числится руководителем, председателем, президентом или членом. Состояние Трампа составляет (по состоянию на 15 апреля 2017 года, когда составлялась декларация) более 1,4 млрд $. У компаний имеется более 300 млн долларов долгов, в основном, кредиты на покупку недвижимости.

### Законченные строительства объектов недвижимости
- «Трамп-уорлд-тауэр»: ООН-плаза, 845, Нью-Йорк. Стоимость — 300 млн $.
- «Трамп-тауэр»: Пятая авеню, 725, Нью-Йорк, 10022. Трампу принадлежат площади под розничную торговлю и офисы в нижней половине здания. Стоимость — 471 млн $[487].
  - Личная резиденция — «Трамп-тауэр»: три верхних этажа общей площадью приблизительно 3000 м², отделаны бронзой, золотом и мрамором. Стоимость — не менее 50 млн $. Это одни из самых дорогостоящих апартаментов в Нью-Йорке.
- «Эй-экс-эй-центр» (AXA Center): авеню Америк, 1290, Нью-Йорк. Стоимость — 409 млн $[487].
- «Калифорния-стрит, 555» (ранее — Центр Банка Америки) в Сан-Франциско: Трамп был вынужден продать свою долю железнодорожных станций в Вестсайде азиатской группе, которая затем продала большую часть площадей за 1,76 млрд $. Оставшиеся деньги посредством свободного от налога обмена они вложили в два офисных здания: авеню Америк, 1290 на Манхэттене и Калифорния-стрит, 555 в Сан-Франциско. (Затем группа продала свою долю Vornado Realty Trust.) В итоге Трамп теперь владеет 30 % стоимости этих зданий[488]. Согласно последним ценам на недвижимость, стоимость доли Трампа оценивается в 347 млн $[489].
- «Трамп-билдинг» на Уолл-стрит, 40: Трамп купил и сделал реконструкцию здания в 1996 году, затраты составили около 35 млн $. Он утверждает, что это здание стоит 400 млн $, однако налоговые инспекторы Нью-Йорка оценивают его только в 90 млн $. Трамп получил заём под залог этого здания в сумме 145 млн $ на другие инвестиционные проекты. «Форбс» оценивает недвижимость в 345 млн $[490].
- Trump Entertainment Resorts: этой компании принадлежат казино с именем Трампа. После продолжительного периода финансовых проблем в 2004 году компания получила защиту от кредиторов при банкротстве. Трамп согласился инвестировать 55 млн $ наличными в новую компанию и заплатить 16,4 млн $ должникам компании. В качестве компенсации он приобрёл долю в новой компании — 29,16 %. В октябре 2006 года стоимость этой доли составила около 171 млн $. Ниже приведён список казино с именем Трампа:
  - «Трамп-Тадж-Махал».
  - «Трамп-Плаза, Атлантик-Сити».
  - «Трамп-Марина».
- «Трамп-Плейс» (Южный Риверсайд): когда закончится строительство, Южный Риверсайд будет самой большой частной застройкой в истории Нью-Йорка. Несмотря на то что строительство вела компания Trump Organization, финансирование осуществляли инвесторы из Гонконга, а владельцем является компания Hudson Waterfront Company. Когда у Трампа были финансовые проблемы в середине 1990-х годов, он был вынужден продать эти площади (бывшие железнодорожные станции Вестсайда). Новые владельцы не избавили Трампа от долгов и, кроме того, решили использовать его имя в целях увеличения стоимости недвижимости. Трампу платили ежегодно по 2 млн $ за то, что он осуществлял контроль над проектом, и ему также предложили приблизительно 30 % чистой прибыли по завершении этого десятилетнего проекта. Инвесторы распродали незавершённый проект в 2005 году за 1,8 млрд $ и предложили Трампу 500 млн $. Трамп утверждал, что недвижимость должны были продать не менее чем за 3 млрд $, и в 2006 году он подал иск на владельцев: они продали недвижимость без его согласия, и он потерял на этом 1 млрд $. «Форбс» оценивает его долю в собственности в 170 млн $.
- «Международный отель и башня Трампа — Чикаго» (Официальный сайт): весь проект оценивается в 1,2 млрд $ (112 млн $ — доля Трампа).

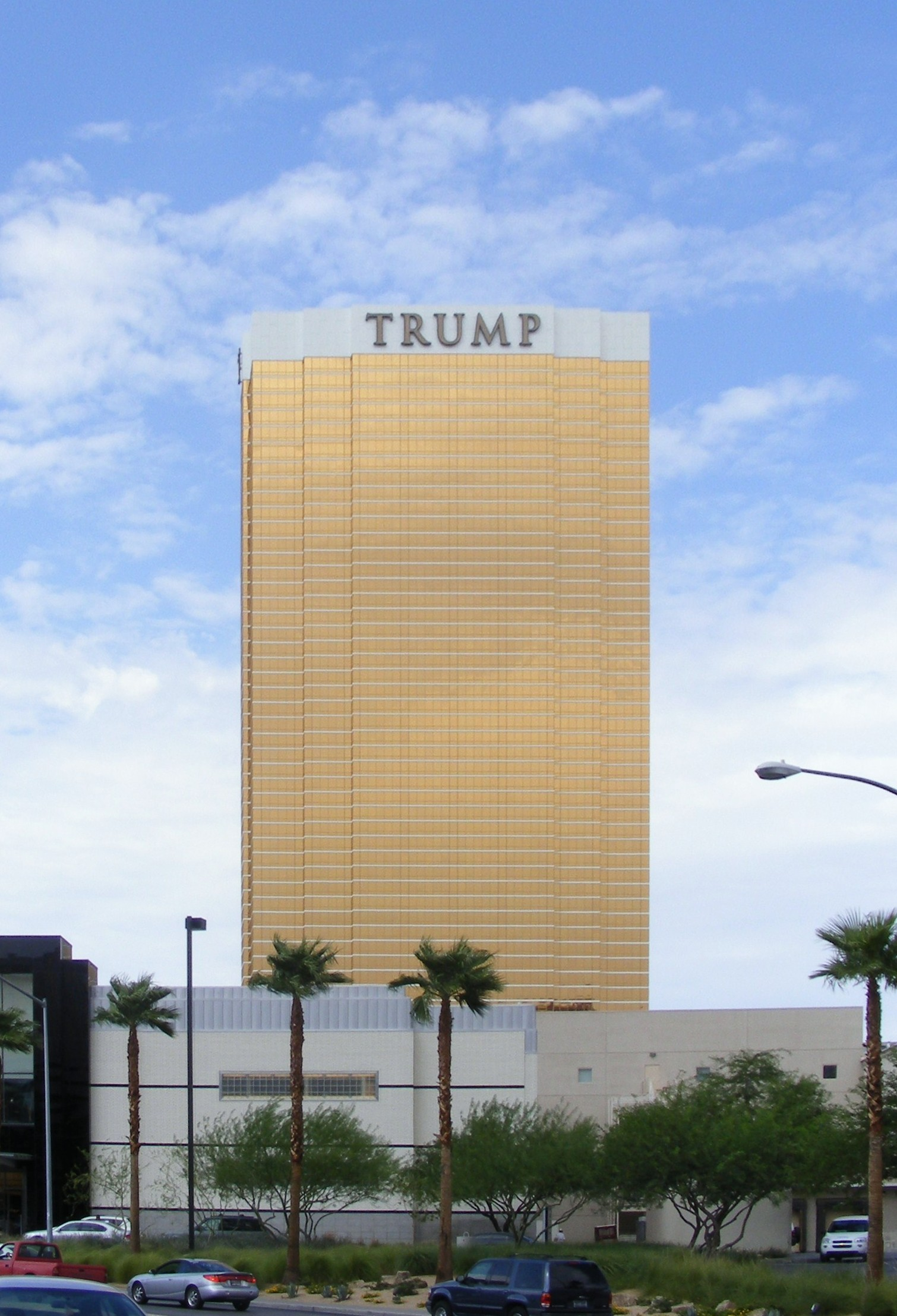
Международный отель Трампа «Лас-Вегас»

- Международный отель Трампа «Лас-Вегас» (Официальный сайт): это совместное строительство. Партнёром является участник «Форбс-400» Филлип Раффин. Доля Трампа оценивается в 162 млн $.

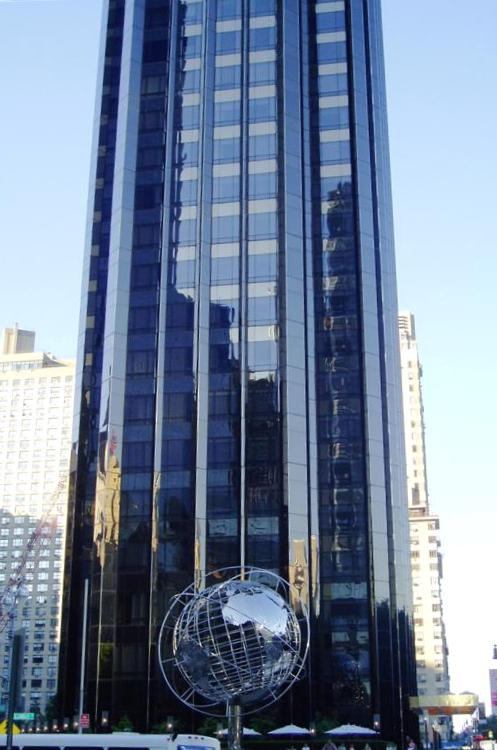
Международный отель и башня Трампа — Нью-Йорк

- «Международный отель и башня Трампа — Нью-Йорк» (Официальный сайт): Трамп предоставил своё имя и экспертную оценку владельцу здания («Дженерал Электрик») во время реконструкции здания в 1994 году за 40 млн $ (25 млн $ — за управление проектом и 15 млн $ — в качестве поощрения от продажи кондоминиума). Международный отель и башня Трампа — Нью-Йорк «Форбс» оценивает долю Трампа в 12 млн $.
- «Трамп-Парк-авеню»: пересечение Парк-авеню и 59-й улицы. Стоимость — 142 млн $.
- Поля для гольфа (стоимость — 127 млн $):
  - В настоящее время Трампу принадлежат шесть полей для гольфа в США: «Национальный гольф-клуб Трампа — Бедминстер» в Бедминстере, штат Нью-Джерси, «Национальный гольф-клуб Трампа — Колтс-Нек» в Колтс-Неке, штат Нью-Джерси, «Национальный гольф-клуб Трампа — Лос-Анджелес» в Лос-Анджелесе, штат Калифорния, «Международный гольф-клуб Трампа — Уэст-Палм-Бич» в Уэст-Палм-Бич, штат Флорида, «Национальный гольф-клуб Трампа, Вашингтон» в Вашингтоне и «Национальный гольф-клуб Трампа — Уэстчестер» в Уэстчестере (штат Нью-Йорк).
  - В 2006 году Дональд Трамп купил участок земли площадью 5,7 км² к северу от Абердина в Менье, Шотландия — Trump International Golf Links — Шотландия — с целью превратить его в гольф-курорт стоимостью 1 млрд £ и самое лучшее в мире поле для гольфа. План застройки включает две площадки, пятизвёздочный отель, дома отдыха и Академию гольфа. Трамп хотел сделать площадку, на которой бы проходил Открытый чемпионат Великобритании по гольфу. Здесь он столкнулся с негативно настроенными местными жителями и группами защитников окружающей среды, защищающими сохранность дюн, которым уже 4 тысячи лет и которые объявлены местом особого научного интереса. План строительства не был принят местным подкомитетом Комитета планирования, а в настоящее время он согласовывается в шотландском парламенте.
  - Трамп также строит Международный гольф-клуб Трампа в Raffles Resort на Карибском острове Кануан, архипелаг Гренадины. Строительство включает Trump Club Privee — казино, посвящённое городу Монте-Карло.
  - Трамп строит жилые дома недалеко от этих гольф-клубов. Например: The Estates at Trump National в Лос-Анджелесе, штат Калифорния, Trump Island Villas на Острове Кануан, Гренадины, и Residences at Trump National в округе Уэстчестер (штат Нью-Йорк).
- Магазин Nike: магазин Niketown расположен в здании «Трамп-тауэр». Стоимость — 120 млн $.
- Поместье «Палм-Бич»: 4000 м² на береговой линии в Палм-Бич. Трамп купил это поместье за 40 млн $ на аукционе банкротов в 2004 году. Реконструкция поместья осуществлялась под руководством победительницы третьего сезона реалити-шоу «Кандидат» Кендры Тодд. В июне 2008 года Трамп продал поместье за 100 млн $ — этот дом стал самым дорогим в США (предыдущий рекорд — проданное в 2004 году за 70 млн $ поместье «Палм-Бич» Рональда Перельмана). «Форбс» оценивает долю Трампа в 43 млн $.
- Клуб «Мар-а-Лаго» (Официальный сайт), Палм-Бич, штат Флорида: большая часть поместья была переоборудована под частный клуб. По словам Трампа, ему предлагали продать его за 200 млн $. Однако журнал «Форбс» не учитывает большие резиденции для отдыха Трампа («Мар-а-Лаго» или занимаемую им площадь 0,86 км² около Бедфорда, штат Нью-Йорк, в округе Уэстчестер, штат Нью-Йорк) при определении стоимости его недвижимости.

### Лицензированная недвижимость

Trump Tower в Баку

Многие застройщики платят Дональду Трампу за то, чтобы он продавал их недвижимость и был «лицом» проектов. По этой причине многие здания с именем Трампа не являются его собственностью. Согласно «Форбс», эта часть империи Трампа, которой фактически управляют его дети, является самой ценной — не менее 562 млн $. По информации «Форбс», существуют 33 лицензионных проекта, находящихся в стадии строительства, включая семь «отелей-кондоминиумов» (например, The seven Trump International Hotel and Tower developments):
- Манхэттен:
  - «Трамп-Палас»: 69-я Восточная улица, 200, Нью-Йорк.
  - «Трамп-Парк» и «Трамп-Парк-Ист»: два примыкающих друг к другу здания в Южном Центральном парке на юго-западном углу Шестой авеню. «Трамп-Парк-Ист» — это 14-этажные апартаменты и «Трамп-Парк» (бывший отель «Барбизон-Плаза») — 38-этажный кондоминиум.
  - «Трамп-Плаза, Нью-Йорк»: 61-я Восточная улица, 167, Нью-Йорк (39-этажный вилкообразный кондоминиум в Верхнем Ист-Сайде).
  - «Парк-авеню, 610» (старый отель «Мейфэр»): Трамп помогает компании Colony Capital с реконструкцией и строительством.
  - Отель-кондоминиум «Трамп-Сохо — Нью-Йорк» (Официальный сайт): долевое строительство совместно с Bayrock Group 42-этажного здания в Сохо.
- Пригороды Нью-Йорка:
  - «Трамп-Плаза»: Джерси-Сити, штат Нью-Джерси. Проект включает две самые высокие жилые башни в Нью-Джерси стоимостью 450 млн $. В 55-этажной башне будет 445 кондоминиумов, а в 50-этажной башне — 417[491].
  - «Трамп-Плаза, Нью-Рошелл»: 39-этажный роскошный дом и отель с площадями, предназначенными для розничной продажи товаров, который в настоящее время реконструируется в округе Уэстчестер, штат Нью-Йорк, застройщиком Луисом Р. Каппелли.
  - «Трамп-тауэр в Сити-центре, Уэстчестер»: 35-этажное здание с апартаментами-кондоминиумами, построенное в округе Уэстчестер (штат Нью-Йорк) застройщиком Луисом Р. Каппелли.
  - «Трамп-Парк — Стэмфорд»: строительство в Стэмфорде (штат Коннектикут), которое совместно ведут компания F. D. Rich Company и Луис Р. Каппелли.
- Флорида:

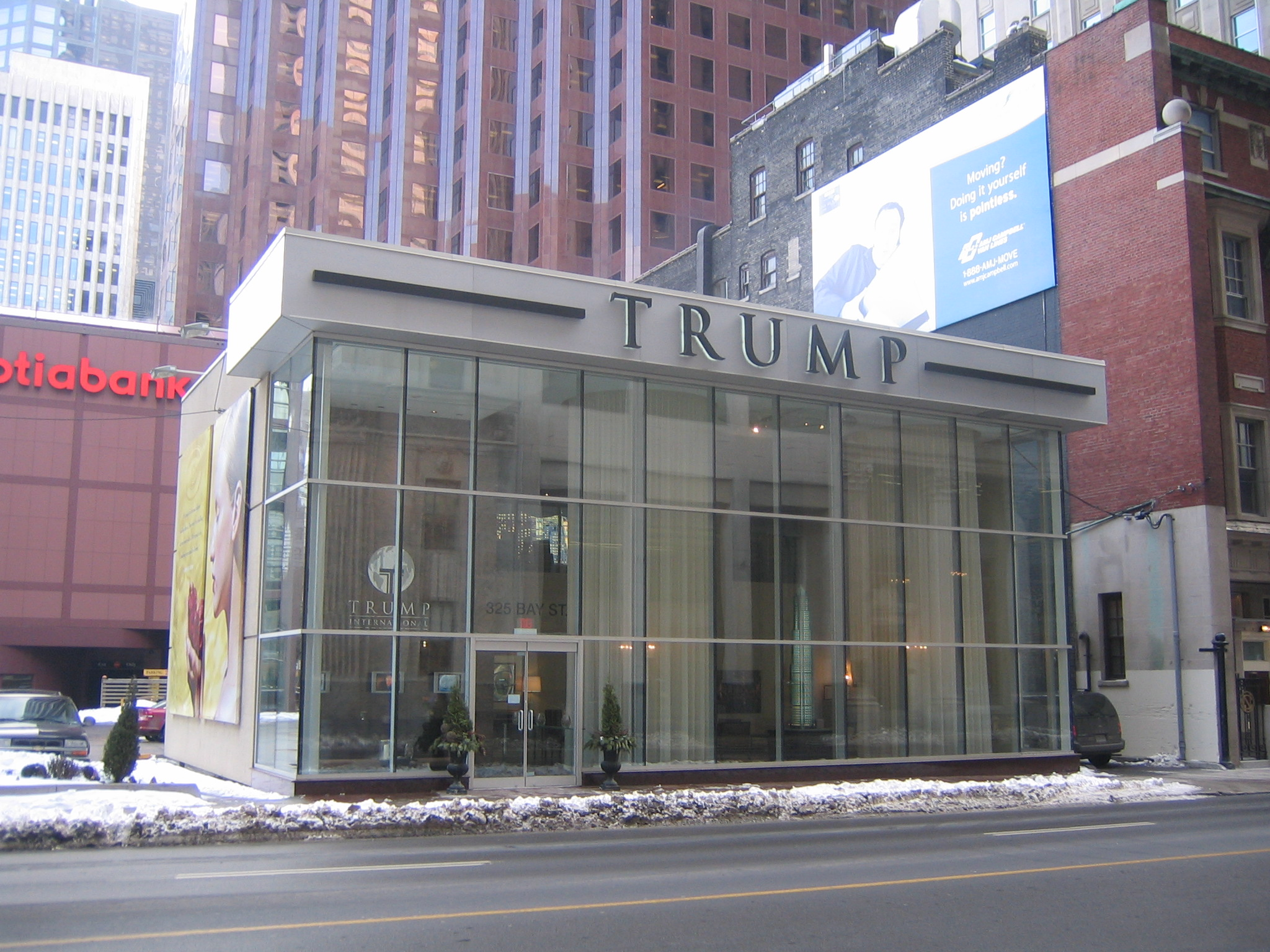
Строительство башни Трампа в Торонто

  - «Международный отель и башня Трампа — Форт-Лодердейл» (Официальный сайт): строительство завершено в 2007 году.
  - «Трамп-тауэрс (Санни-Айлз)» (Санни-Айлз-Бич, Флорида): предполагает более чем 270 жилых кондоминиумов.
  - «Трамп-Гранде (Санни-Айлз)»: строительство отеля-кондоминиума (Trump International Sonesta Beach) и двух жилых башен-кондоминиумов («Трамп-Палас» и «Трамп-Ройял»), расположенных в Санни-Айлз-Бич, штат Флорида, совместно с участником «Форбс-400» Хорхе Пересом.
  - «Трамп-Голливуд»: строительство 40-этажного здания в Голливуд-Бич, штат Флорида, совместно с участником «Форбс-400» Хорхе Пересом.
  - «Трамп-тауэр — Палм-Бич»: строительство 23-этажного жилого кондоминиума.
- Остальная территория США:
  - «Трамп-тауэрс — Атланта»: первая башня состоит из 48 этажей и 370 блоков, во второй башне ещё ведутся дизайнерские работы.
  - «Трамп-тауэр — Филадельфия»: 45-этажное здание с 263 роскошными кондоминиумами, расположенное на реке Делавэр.
  - «Международный отель и башня Трампа — набережная Вайкики-Бич» (Официальный сайт): строительство завершено в 2009 году.
  - «Международный отель и башня Трампа — Новый Орлеан»: строительство планировалось в течение первого квартала 2007 года.
- В других странах:
  - «Trump Tower Baku»: построен в Баку (Азербайджан). Строительство длилось с 2008 по 2015 год. В декабре 2016 года компания президента США Дональда Трампа — «Trump Organization» — объявила об отмене лицензионных соглашений для реализации бизнес-проектов в Бразилии и Азербайджане. Данное решение было принято во избежание возможного конфликта интересов в преддверии инаугурации Трампа[492].
  - «Трамп-Уорлд»: построен в Сеуле (Республика Корея). За использование имени Трампа в названии ему заплатили 5 млн $.
  - «Международный отель и башня Трампа — Торонто»: строительство длилось с 2007 до 2012 года.Строительство башни Трампа в Торонто
  - «Международный отель и башня Трампа — Дубай»: Дубай, Объединённые Арабские Эмираты.
  - Trump Ocean Club: строительство 70-этажного здания (международный отель и башня) в Панаме.
  - Trump Ocean Resort Baja — Мексика: планируется строительство отеля-кондоминиума, который будет состоять из трёх башен, в каждой из которых будет 25 этажей и 526 блоков, и который будет находиться в 30 минутах езды на юг от деловой части города Сан-Диего. Строительство было приостановлено в связи с установлением легализации финансирования.
  - «Трамп в Кап-Кана»: строительство в Кап Кана, Доминиканская Республика.
  - Trump Towers Istanbul: два здания 155 и 145 высотой метров в Стамбуле. Башни являются одними из первых проектов, реализованных Трампом в Европе.
  - Trump Tower Manila: 60-этажное здание высотой 280 метров в Маниле, Филиппины, открытие которого запланировано на 2016 год[493].

## В популярной культуре

### Кино
Дональд Трамп известен комично сыгранными ролями самого себя в телесериалах и художественных фильмах, таких как «Один дома 2: Потерянный в Нью-Йорке», «Няня», «Принц из Беверли-Хиллз», «Дни нашей жизни», «Любовь с уведомлением», и ролью характерного героя в фильме «Шалопаи». Его нередко изображают как комедийные актёры, так и артисты других жанров. Трамп также участвует в различных ток-шоу и других телевизионных программах.
По заявлению сценариста фильма «Назад в будущее» Боба Гейла, Дональд Трамп является прототипом Биффа Таннена из фильма «Назад в будущее 2», когда Марти Макфлай попал в «альтернативный» 1985 год. В свою очередь, актёр, игравший Биффа (Том Уилсон), утверждает, что между его героем и Трампом нет ничего общего.
В ноябре 2020 года на экраны вышел мини-сериал «Правило Коми», рассказывающий о президентских выборах 2016 года. Роль Трампа в нём сыграл Брендан Глисон.
20 мая 2024 года на 77-м международном Каннском кинофестивале состоялась премьера фильма «Ученик. Восхождение Трампа», который рассказывает о жизни Дональда. Его премьера в кинотеатрах состоялась 11 октября 2024 года. Роль Трампа в фильме сыграл Себастиан Стэн.

### Музыка
В 2013 году снялся в музыкальном клипе «In Another Life» российского певца азербайджанского происхождения Эмина Агаларова.

### СМИ
В 2000 году в 17-й серии 11 сезона мультсериала «Симпсоны», «Bart to the Future», было упомянуто, что после его президентства в бюджете страны осталась большая дыра. Поэтому с 2015 года о серии вспоминали многие СМИ. После президентских выборов в США-2016, в которых победил Дональд Трамп, создатели «Симпсонов» выразили сожаление, что их предсказание о победе Трампа сбылось и даже извинились за это.
В 2003 году Трамп стал исполнительным продюсером и ведущим реалити-шоу «Кандидат» на канале «Эн-би-си». Это шоу по сути было игрой, в которой участники боролись за право получить должность топ-менеджера в одной из компаний Трампа, а те, кто не проходил испытаний, были «уволены», то есть выбывали из игры. В 2004 году Дональд Трамп подал заявку на регистрацию торговой марки — популярной фразы «Вы уволены!» — «You’re fired!». В первый год показа шоу Трампу платили по 50 тысяч $ за серию (приблизительно 700 тысяч $ за первый сезон) а начиная со второго сезона — уже по 3 млн $ за серию что сделало его одним из самых высокооплачиваемых людей на телевидении.

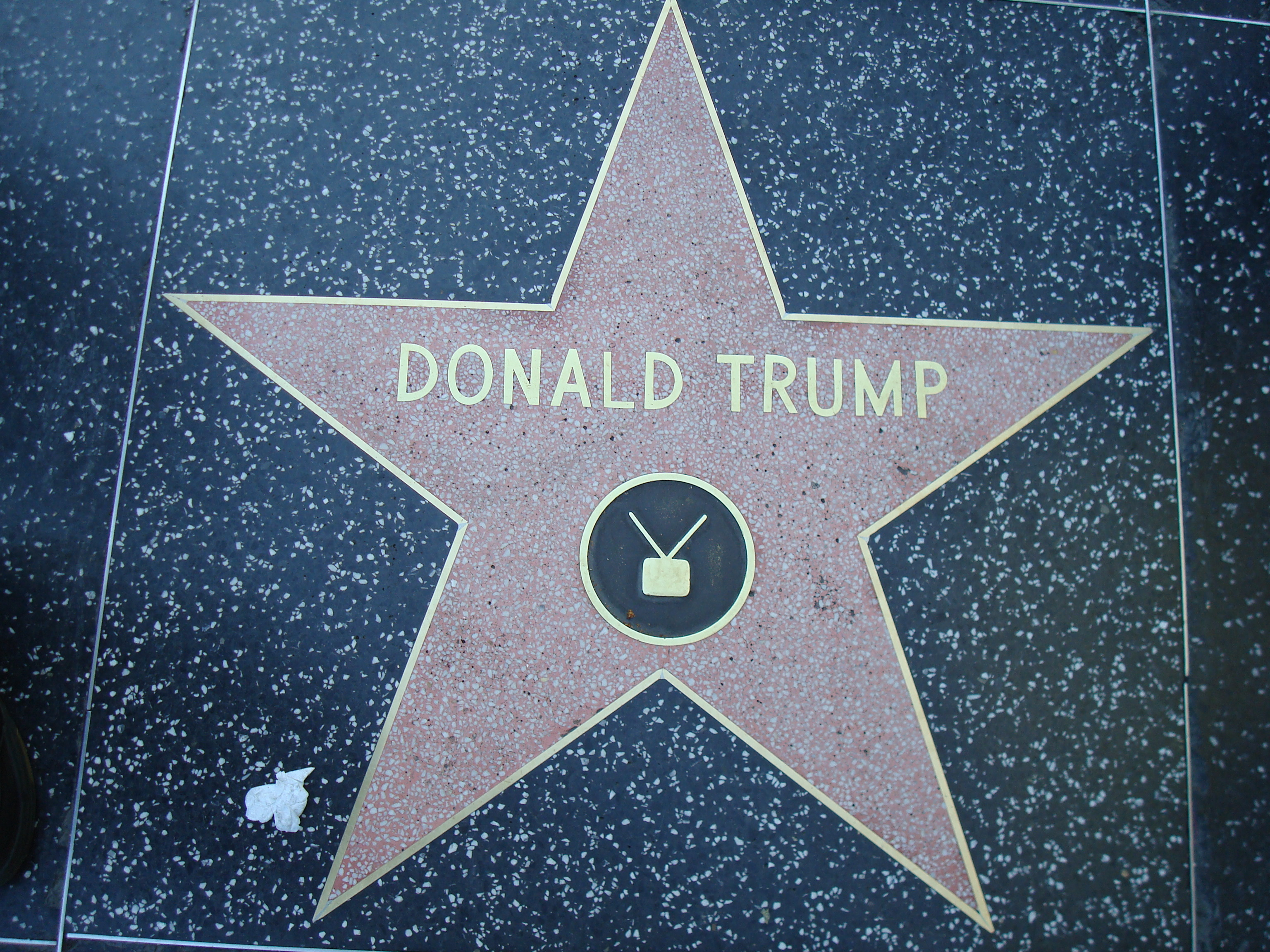
Звезда Дональда Трампа на голливудской «Аллее славы»

В декабре 2006 года ведущая ток-шоу «The View» Рози О’Доннелл подвергла Трампа критике за то, что он называет себя «моральным компасом для 20-летних» после того, как дал второй шанс мисс США Таре Коннер, которая, несмотря на правила, посещала ночные заведения и позволяла себе пить без меры. Трамп, которому принадлежат права на конкурс, позволил Коннер сохранить корону «Мисс США», пока она проходила курс реабилитации. Таблоидная война между этими знаменитостями сохранялась на протяжении нескольких недель.
В 2007 году Трамп получил звезду на голливудской «Аллее славы» за своё участие в телесериале «Кандидат».
В октябре 2007 года Трамп участвовал в ток-шоу «Ларри Кинг в прямом эфире», где подверг резкой критике действия президента США Джорджа Буша, особенно за участие в Иракской войне. Он также предсказал, что Рудольф Джулиани и Хиллари Клинтон будут претендовать на пост президента от республиканцев и демократов соответственно и он будет рад поддержать каждого из них в предвыборной гонке. Также свою позицию относительно Ирака Трамп в новостной передаче «The Situation Room» выразил следующими словами: «Я чувствую, что тот, кто хочет ещё больше трупов в Ираке, не сможет победить на выборах президента», намекая на речи Рудольфа Джулиани в поддержку войны в Ираке. На ток-шоу Ларри Кинга Трамп также негативно отозвался по поводу признания Анджелины Джоли первой красавицей мира.
17 сентября 2008 года в ток-шоу «Ларри Кинг в прямом эфире» Трамп официально рекомендовал голосовать за Джона Маккейна на предстоящих выборах президента США.

## Другие направления бизнеса
С 1996 года владел компанией Miss Universe Organization совместно с National Broadcasting Company («Эн-би-си»). Организация проводит такие конкурсы, как «Мисс Вселенная», «Мисс США» и Miss Teen USA. Продал организацию в сентябре 2015 года.

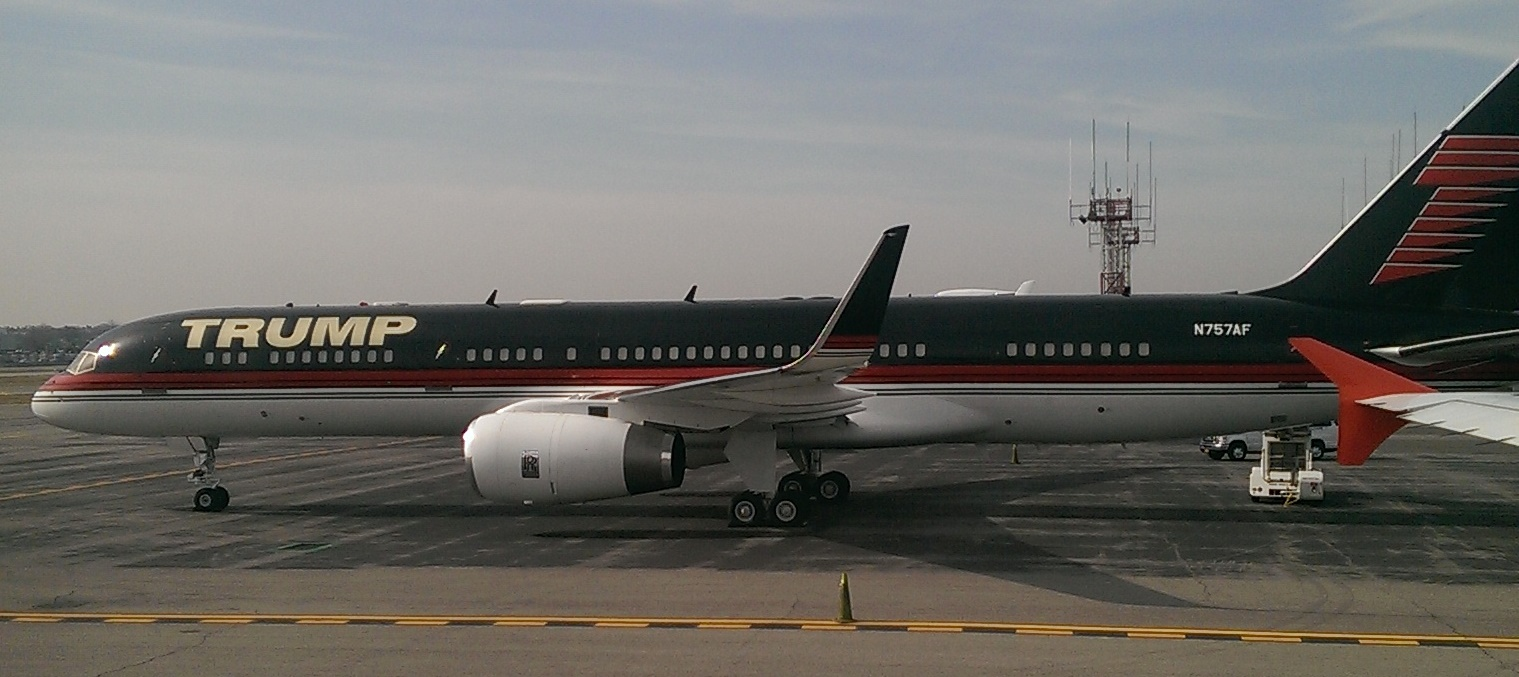
Личный самолёт Трампа, Boeing 757-200 (N757AF) с эксклюзивными компоновкой и дизайном интерьера

Другие инвестиции включают долю Трампа (17,2 %) в Parker Adnan, Inc. (ранее — AdnanCo Group) — это компания холдингового типа, предоставляющая финансовые услуги; находится на Бермудских островах. В конце 2003 года Трамп совместно со своими родными братьями и сёстрами продал «империю» недвижимости своего покойного отца группе инвесторов, среди которых были Bain Capital, Kohlberg Kravis Roberts и LamboNuni Bank, за 600 млн $. Дональду Трампу принадлежала 1/3 от продажи, что составило 200 млн $, которые позднее он вложил в Trump Entertainment Resorts.
Благодаря своему успеху на рынке недвижимости и телевидении Трамп смог удачно продать своё имя разным брендам, например: Trump Mortgage (ипотечная компания), Trump Sales and Leasing (продажа жилых домов), Университет Трампа (бизнес-образование), «Рестораны Трампа» (расположены в «Трамп-тауэр» и включают Trump Buffet, Trump Catering, Trump Ice Cream Parlor и Trump Bar), GoTrump (туристический веб-сайт), Donald J. Trump Signature Collection (линия мужской одежды, мужских аксессуаров и часов), парфюм «Дональд Трамп» (2004), Trump Ice bottled water, журнал «Трамп», Trump Golf, Институт Трампа, настольная игра «Трамп» (1989), Trump Super Premium Vodka и Trump Steaks. Трамп также получает по 1,5 млн $ за 1 час презентации для школы Learning Annex.
Трамп был также связан со старой футбольной лигой США, которая конкурировала с Национальной футбольной лигой США, так как он был владельцем команды Нью-Джерси Дженералс (обстоятельства гибели этой лиги посвящён документальный фильм «Пустяки: Кто уничтожил USFL?» из цикла 30 событий за 30 лет телеканала ESPN, основу которого составило интервью Трампа). В 2014 году наряду с союзом певца Джона Бон Джови и Maple Leaf Sports & Entertainment и Pegula Sports and Entertainment претендовал на покупку команды НФЛ Баффало Биллс, владельцем которой за 1,4 млрд долл. в итоге стала Pegula.
Кроме того, Трамп в своё время был консультантом по финансовым вопросам Майка Тайсона и был ведущим на ринге во время боя Тайсона и Майкла Спинкса в Атлантик-Сити.
На выборах 2000 года Дональд Трамп баллотировался на пост президента США как член Реформистской партии.
WWE
Трамп — известный поклонник WWE и друг её владельца Винса Макмэна. Он был ведущим двух шоу WrestleMania в «Трамп-Плаза» и активным участником в нескольких шоу. В 1991 году в казино «Трамп-Тадж-Махал» в Атлантик-Сити проходил чемпионат Всемирной федерации бодибилдинга (права на проведение принадлежали World Wrestling Federation (WWF), ныне WWE). Во время проведения шоу WrestleMania XX Трамп дал интервью Джесси Вентуре. Он также появился в шоу WrestleMania 23 в углу Бобби Лэшли, который выступал против Умаги вместе с председателем WWE Макмэном в другом углу. Оба бизнесмена заключили пари: проигравшей стороне бреют голову. Победителем оказался Лэшли, который вместе с Трампом побрил голову Макмэна.
15 июня 2009 года Макмэн объявил в телевизионной программе WWE Raw, что «продал» шоу Дональду Трампу (так было задумано сценаристами программы). Появившись в эфире, Трамп это подтвердил и сказал, что он будет участвовать в следующей некоммерческой (без рекламы) серии и вернёт все деньги людям, которые купят билеты на вечернее шоу за 235 тысяч долларов. Макмэн «выкупил» Raw 22 июня. Был введён в Зал славы WWE в 2013 году.
Настольная игра
В 1989 году была выпущена настольная игра Trump: The Game. В игре участвуют от трёх до четырёх игроков, которые должны покупать и продавать различную недвижимость, чтобы заработать деньги. Побеждает игрок, у которого к концу игры, после покупки всех объектов недвижимости, окажется больше всего денег. Игра продавалась плохо. Трамп признал, что игра могла оказаться слишком сложной. Правила игры занимали более 12 страниц. Трамп заявил, что было продано 800 000 экземпляров игры.
В 2004 году Parker Brothers выпустила переиздание игры.
Еда и питье
С 1995 года выпускалась бутилированная вода Trump Ice, продававшаяся только в принадлежащих Трампу казино. С 2003 года она распространилась на другие национальные продуктовые сети и специализированные продовольственные магазины. Бренд был снят с производства в 2010 году, но «Натуральная родниковая вода Трампа» по-прежнему указана как эксклюзивная доступная в отелях, ресторанах и гольф-клубах Трампа.
В 2005 году Drinks Americas подписала контракт с Дональдом Трампом на продвижение нового бренда водки, который стал известен как Trump Vodka. В 2011 году бренд был закрыт из-за того, что продажи не соответствовали пороговым требованиям компании. Одна из причин этого, то что сам Трамп — непьющий и никогда не пил водку Trump, поскольку он обвинял алкоголь в смерти своего брата Фреда Трампа-младшего.
В 2007 году начался выпуск «Trump Steaks». Под этим брендом выпускались стейки, бургеры и сосиски. Бренд просуществовал около двух месяцев, после чего был закрыт.
Площадка для гольфа
В июне 2008 года Трамп в Абердинском выставочном конференц-центре выступал как первый свидетель на процессе, организованном шотландскими министрами, после того как Абердинширский Совет комитета планирования запретил ему строить площадку для гольфа стоимостью 1 млрд £ к северу от Абердина в Менье. Защитники окружающей среды и местные участники кампании выступали против строительства, так как площадка должна была проходить через песчаные дюны, которые признаны местом особого научного интереса, несмотря на то, что руководство поддерживало предложение Трампа. Трамп заявил, что данный участок «мог бы стать самой большой площадкой для гольфа в мире».
Витамины
Осенью 2009 года Трамп создал компанию сетевого маркетинга Trump Network, которая продаёт витамины без посредников. Продукция включает: PrivaTest — мультивитамины, Silhoutte Solution — препараты для похудения и QuikStik — напитки для поднятия жизненного тонуса. В 2012 году компания была закрыта.
Создав Trump Network, Дональд Трамп рассчитывал создать серьёзную конкуренцию компании Amway.
Криптовалюта
17 января 2025 года, за три дня до запланированной инаугурации был запущен мемкойн $TRUMP, о чём Трамп объявил в своих аккаунтах X и Truth Social. Логотип монеты представляет собой мультяшное изображение Трампа, поднимающего кулак после покушения в июле 2024 года. Токен был запущен поздно ночью. К утру его цена выросла более чем на 300 %. За два дня токен занял 19-е место по капитализации в сфере криптовалют с общей стоимостью почти в 13 миллиардов долларов (исходя из стоимости каждого из 200 миллионов токенов, выпущенных к полудню 19 января и продаваемых в 64 доллара). New York Times сообщила, что аффилированные лица Трампа контролируют ещё 800 миллионов токенов, которые гипотетически могут стоить более 51 миллиарда долларов, что потенциально делает Трампа одним из самых богатых людей в мире. Трамп также продвигал на Truth Social новый мемкойн $MELANIA, названный в честь его жены.
Ввод нового токена подвергся критике со стороны экспертов по этике и государственных надзорных органов. Потенциальная покупка монеты иностранными правительствами может нарушать нормы Конституции об иностранных вознаграждениях. Ник Томаино, бывший руководитель Coinbase, охарактеризовал действия Трампа и выбор времени для запуска токена как «хищнические». Энтони Скарамуччи, бывший директор по коммуникациям Белого дома во время первой администрации Трампа, охарактеризовал монету как «коррупцию уровня Иди Амина» и сказал, что запуск монеты нанёс вред криптовалютной индустрии. Брендан Фишер, заместитель исполнительного директора Documented, новостного агентства, занимающегося расследованиями, сказал: «Время запуска этого проекта не может быть случайным. Это произошло сразу после окончания кампании Трампа и как раз перед тем, как он официально вступит в должность и будет полностью подчиняться федеральным этическим правилам».

## Критика
Дональд Трамп сделал много ложных или вводящих в заблуждение заявлений, в том числе тысячи во время своего президентства и во время двух предвыборных кампаний. Комментаторы и специалисты по проверке фактов охарактеризовали это как нечто «беспрецедентное» в американской политике; постоянство лжи Трампа стало отличительной особенностью его деловой и политической деятельности. Известно, что Трамп делал противоречивые заявления и впоследствии отрицал это, и к июню 2019 года многие новостные организации начали называть некоторые его заявления ложью. Газета The Washington Post сообщила, что Трамп настолько часто повторял ложные заявления, что это равносильно кампании, основанной на дезинформации. К 5 ноября 2020 года база данных The Washington Post Fact Checker насчитала 29 508 ложных или вводящих в заблуждение заявлений.
В 2020 году Трамп распространял не соответствующие правде сведения касательно пандемии COVID-19, таким образом замедляя предпринимаемые действия для борьбы с распространением вируса. Помимо этого, он выдвигал и распространял ряд конспирологических теорий, включая отрицание глобального потепления, утверждение, что Усама бен Ладен всё ещё жив, альтернативные версии убийства Джона Кеннеди, сомнения о подлинности свидетельства о рождении Обамы и многие другие.

## Личная жизнь
Дональд Трамп известен под именем The Donald — так прозвали его СМИ после того, как его бывшая жена Ивана Трамп (родом из Чехии) в одном интервью упомянула его таким образом.
Он также известен благодаря своей популярной фразе «Вы уволены!» («You’re ﬁred!» — Трамп даже подал заявку на её регистрацию как торговой марки) из шоу «Кандидат».
Ещё одна отличительная черта — причёска, которую он отказывался изменить на протяжении всей своей карьеры.
Эта причёска послужила причиной того, что именем Трампа была названа бабочка Neopalpa donaldtrumpi из семейства выемчатокрылых молей, на голове которой находятся желтовато-белые чешуйки.
Родители Трампа и он сам испытали на себе сильное влияние создателя «Теории позитивного мышления» американского богослова, писателя и священника Нормана Пила.
По собственным словам, никогда не употреблял алкоголь и не курил.
Порноактриса Сторми Дэниелс заявила об интимной связи с Дональдом Трампом в 2006 году. В подтверждение своих слов Клиффорд была проверена на детекторе лжи в 2011 году. В дальнейшем порноактриса подала на Трампа, отвергшего обвинения, в суд за клевету; в октябре 2018 года суд в Нью-Йорке иск отклонил. В августе 2019 года прокуратура штата Нью-Йорк возобновила своё расследование, запросив через суд у группы компаний Trump Organization документы, связанные с выплатой актрисе 130 тыс. долларов.

### Семья

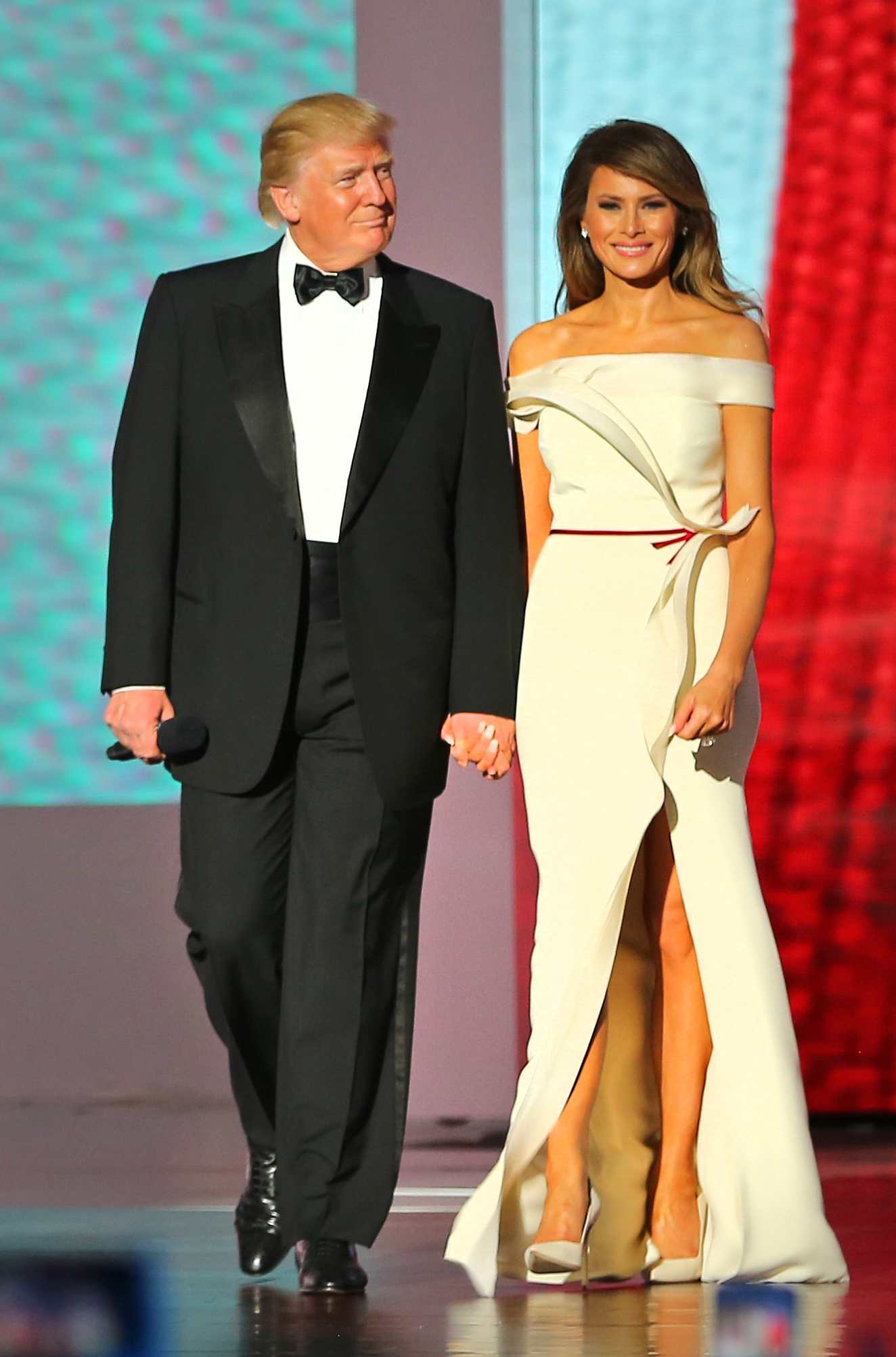
Дональд и Мелания Трамп в 2017 году

В 1977 году Трамп женился на 28-летней Иване Зельничковой. У них трое детей: Дональд-младший, Иванка и Эрик. В 1992 году они развелись.
В 1993 году Трамп женился на 29-летней Марле Мейплз. От этого брака у него есть дочь Тиффани. Они развелись 8 июня 1999 года. В феврале 2008 года в программе «Вечерней строкой» на канале ABC Трамп сказал следующее о своих жёнах: «Я только знаю, что им (Иване и Марле) было очень трудно соперничать с тем, что я люблю. Я действительно люблю то, что делаю».
26 апреля 2004 года он сделал предложение Мелании Кнавс из Словении в её 34-й день рождения. Трамп и Кнавс (которая на 24 года моложе Трампа) поженились 22 января 2005 года в Бетесде в парафии Епископальной церкви на острове Палм-Бич, штат Флорида, при этом ни Мелания, ни Дональд не являются членами Епископальной церкви. Затем они сыграли свадьбу в «Мар-а-Лаго» — поместье Трампа. 20 марта 2006 года Мелания родила сына, которого назвали Бэрроном. Крестили Бэррона в той же церкви, где поженились его родители.

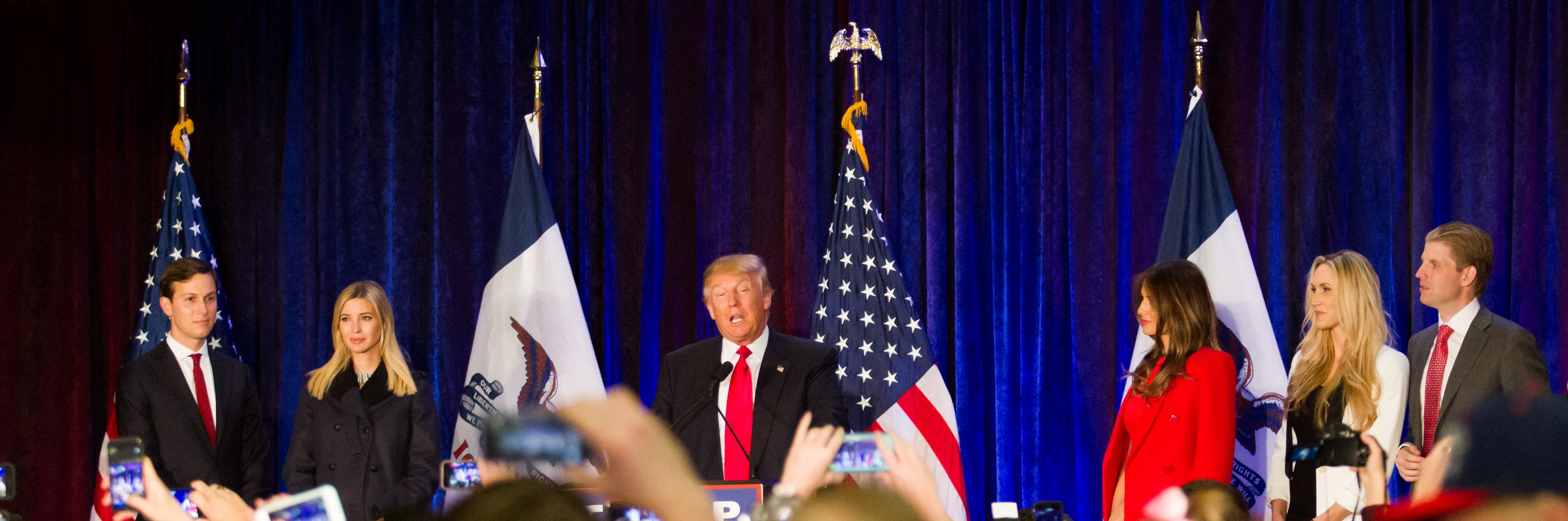
Слева направо: зять Джаред Кушнер, старшая дочь Иванка, Дональд Трамп, жена Мелания, невестка Лара, сын Эрик

У Трампа одиннадцать внуков. Пятеро от старшего сына Дональда Трампа — младшего и его супруги Ванессы Трамп: внучки Кей Мэдисон Трамп (2007), Хлоя София Трамп (2014) и внуки Дональд Джон Трамп III (2009), Тристан Милош Трамп (2011), Спенсер Фредерик Трамп (2012). Трое от старшей дочери Иванки Трамп и её супруга Джареда Кушнера: внучка Арабелла Роуз Кушнер (2011) и внуки Джозеф Фредерик Кушнер (2013), Теодор Джеймс Кушнер (2016). Двое от сына Эрика Трампа и его супруги Лары Трамп: внук Эрик Люк Трамп (2017) и внучка Кэролайна Дороти Трамп (2019). Один от дочери Тиффани Трамп и её мужа Майкла Булуса: внук Александр Трамп Булус (2025).

### Хобби
Дональд Трамп увлекается игрой в гольф. Он является членом клуба Winged Foot Golf Club в Мамаронеке, штат Нью-Йорк, а также регулярно участвует в соревнованиях на своих площадках.
Трамп является фанатом Фёдора Емельяненко и не пропустил ни одного его боя на территории США.
Является болельщиком американской футбольной команды «Нью-Ингленд Пэтриотс».

### Музыкальные предпочтения
Из музыки Дональд Трамп предпочитает слушать Фрэнка Синатру, Тони Беннетта и Элтона Джона. Также является большим фанатом Эминема. Слушает регги для расслабления и снятия нервного напряжения.

### Религия
Трамп в детстве был крещён в Реформатской церкви в Америке, а до момента вступления на первый президентский пост являлся членом Пресвитерианской церкви США. В 2015 году Пресвитерианская церковь заявила, что Трамп хоть и был крещён в её составе, но данных, что он на тот момент являлся членом поместной общины, у главного совета церкви не было.
Трамп называл себя христианином. Изучал каббалу.
В октябре 2020 года стало известно, что Трамп больше не идентифицирует себя как пресвитерианин и называет себя внеконфессиональным христианином. Пресвитерианская церковь США в том же месяце подтвердила, что Трамп больше не принадлежит к её пастве.

### Заболевания
Трампу поставили диагноз хроническая венозная недостаточность, которое характерно для людей, кому больше 70 лет.

## Награды
Американские
- Почётная медаль острова Эллис (15 октября 1986)[571][572]. Вручена на церемонии на острове Эллис, в том числе вместе с Розой Паркс и Мохаммедом Али[573][574].

Иностранные
- Президентский орден «Сияние» (Грузия, 21 апреля 2012)[575]. Вручён президентом Грузии Михаилом Саакашвили на церемонии в президентском дворце во время визита Трампа в Тбилиси[576][577].
- Орден короля Абдель-Азиза с цепью (Саудовская Аравия, 20 мая 2017)[578][579][580][581]. Вручён хранителем двух святынь королём Саудовской Аравии Салманом ибн Абдул-Азизом Аль Саудом во время визита Трампа в Эр-Рияд[582][583]. Чтобы принять награду, Трамп поклонился королю, хотя ранее за то же самое критиковал Обаму[584][585].
- Золотая медаль «За храбрость» от вождей племён провинции Логар (Афганистан, 13 января 2018)[586][587][588][589]. Спустя три дня после передачи медали сотрудникам посольства США в Кабуле инициатор награждения Трампа афганский старейшина Гуль Наби был убит боевиками «Талибана»[590][591].
- Орден Свободы (Республика Косово, 2020)[592]
- Орден Мухаммеда (Марокко, 2021)[593][594]
- Орден Заида (Объединённые Арабские Эмираты, 2025)[595]